# 初美沙希
初美 沙希（はつみ さき、1989年10月15日 - ）は、日本のタレント、元AV女優。スカパー!アダルト放送大賞2016において史上初の女優賞を含む四冠を達成。2016年11月よりh.m.p専属女優となる。2017年4月30日をもって現役を引退。以降はタレントとして活動。

## 経歴
プロフィール上は東京都出身であるが実際は宮城県出身と本人自ら公言している。
素人時代から「AV女優になりたい女の子」としてウェブ上で活動していた。両親からは当然猛反対に遭ったが2009年の秋に東京へ上京。2010年1月、しずく名義でAVデビュー。企画単体のロリータ系の巨乳AV女優となる。
2011年2月、所属事務所をサンライズエージェンシーからファイブプロモーションへ移籍。同年4月、ファン投票でメンバーが選出されたAV女優13名からなるグループ「One For All Twenty-One（OFA21）」の一員として、シングル「LOVE☆LIMIT〜卒業までのカウントダウン」で歌手デビュー。
2011年8月、突如活動休止を発表。同年10月、芸名を初美沙希へと改名することをブログで発表。
2014年夏にアイドルユニット「KÜHN」を結成（メンバーは蓮実クレア、湊莉久、初美沙希、美泉咲）。2015年3月21日に初ライブ。1年弱活動した。
2015年11月6日付けでAVメーカーh.m.pの宣伝部長に就任。なお、当時はAV女優としてh.m.p専属になったわけではなく、その後も引き続き企画単体女優として幅広く活動。2016年11月発売作品よりh.m.p専属AV女優となる。これにより、無名の企画女優から7年かけてメーカー専属女優になる叩き上げの経歴となった。これはAV業界ではきわめて異例である。
2016年12月29日、翌日に行われるAV撮影が引退作となり、2017年4月30日をもって引退することがブログにおいて発表された。
2019年10月17日、削除していたTwitter(現役当時は17万人のフォロワー)を新規のアカウントで再開し、タレントとして復帰。2020年1月よりh.m.p広報に就任。また芸能活動については事務所を離れフリーとなることを発表。
2021年3月21日、Twitterで新たにできたやりたいことに集中したいことを理由に、同月末をもって初美沙希としての活動を終了することを発表した。h.m.p広報としての契約も終了。各SNSも削除する予定であった。
2023年2月14日よりファンティアなどSNSでの活動を再開。5月末をもって一般職を退き、同年6月よりメディア活動を再開。6月23日、ティーパワーズと業務提携を発表。引退中パチンコ店で勤務したこともあり、活動再開後はパチンコ関連の仕事も多い。2024年6月末をもってティーパワーズとの業務提携解消。

## 受賞歴
- 2014年3月、スカパー!アダルト放送大賞においてFLASH賞を受賞[15]。
- 2014年7月、セガのゲーム『龍が如く』のキャラクター化をかけたセクシー女優人気投票にエントリーされ、5位で「龍が如く0 誓いの場所」への出演権を獲得した[16]。
- 2015年3月、スカパー!アダルト放送大賞の女優賞部門及び作品賞部門に2年連続ノミネートされ、女優賞は逃すも作品賞を受賞[17]。
- 2016年3月、スカパー!アダルト放送大賞の女優賞部門及び作品賞部門に異例の3年連続ノミネートされ、作品賞、夕刊フジ賞、スカパー!オンデマンドアダルト賞、女優賞(年間MVP)の史上初同一年度合計4冠受賞を達成[18]。3年連続3回のノミネートにおいて通算6つの賞を受賞するなど、同賞レースにおける他のAV女優を圧倒する強さから「スカパー!アダルトの申し子」との異名を持った。

## 人物・趣味
- ひき肉やゴボウが好物であり、ラーメン屋や立ち食いそば屋や回転寿司店、吉野家や松屋なども利用する。
- 釣りに対して興味を持ち始めている。
- 2015年1月、Twitterのフォロワーが10万人を越える。メジャーリーガーの田中将大、さらには邪道を中心とした多くのプロレスラーとTwitterにおいて相互フォローの関係にあり、それらの趣味等の影響から各界著名人との繋がりが多く、AVが関係しないスポーツ番組などへの出演も多い。
- 趣味の推しは、ももいろクローバーZは百田夏菜子、チームしゃちほこは秋本帆華、プロレスは中邑真輔、野球は田中将大と公言している。新日本プロレスや東北楽天ゴールデンイーグルスの試合にも頻繁に足を運んでいる。これらはいずれも、ももいろクローバーZファン(＝モノノフ)の邪道、田中将大が所属していたことがきっかけであった。

ももいろクローバーZ
- ライブなどに年間10回以上もの頻度で頻繁に会場に足を運んでいる。また、その様子は頻繁に自身のブログやTwitterに記されている。2014年頃からは、その妹分のグループであるチームしゃちほこも贔屓にしている。インタビューではももクロをきっかけに周りのスタッフと話すようになったと答えている[19]。

プロレス
- 2013年8月11日の新日本・両国国技館大会では、裕二郎ガールズの一員として柚木しおりとともにリングに上がった[20]。以後は熱狂的なプロレスファンとして知られている。
- プロレス好きが高じて、2015年3月にアメリカカリフォルニア州で行われたアメリカ最大のプロレス団体WWEによる大会レッスルマニア31を観戦するために短期渡米した。その翌週の2015年4月には、アメリカ西側のカリフォルニアからアメリカ東側のニューヨークに横断し、田中将大が開幕投手を務めたニューヨークヤンキー・スタジアムでのニューヨーク・ヤンキース開幕戦を2年連続で観戦した。
- 2016年3月、再度アメリカに短期で渡り、自身がファンであるプロレスラー中邑真輔のプロレス団体NXTにおける全米デビューをテキサス州ダラスで現地観戦したのち、2年連続でアメリカプロレス界最大の大会レッスルマニア32を現地観戦、その翌日にはニューヨークに移動し、実際には悪天候のために1日順延になったが、ニューヨークヤンキースタジアムにて田中将大が先発登板したMLB開幕戦を現地観戦した。なお、田中将大の本拠地初登板は田中将大がヤンキースに移籍以降3年連続して現地観戦している。
- テキサス州ダラスにおけるWWEレッスルマニアを現地観戦した際に全身新日本プロレスグッズで会場に向かうなど、新日本プロレスファンとしての誇りを強く持っており、アメリカから帰国後の翌日に行われた新日本プロレス両国国技館大会に、帰国翌日にもかかわらず現地に足を運んでいる。
- 2017年にはWWEレッスルマニアウィークのためにフロリダオーランドに渡米し、中邑真輔のスマックダウン登場の際も現地で観戦していた。

野球
- 田中が東北楽天ゴールデンイーグルスからニューヨーク・ヤンキースへ移籍後の2014年4月、本拠地デビュー戦の応援のためにヤンキー・スタジアムまで足を運んでいる。この件に関して田中は、2014年12月9日にニッポン放送で放送された「田中将大のオールナイトニッポンGOLD NY Special」の番組内で初美の名前を挙げ、感謝の言葉を述べている。なお、田中将大の登板試合現地観戦は2014年の本拠地開幕戦、2015年のヤンキー・スタジアムでの開幕戦、2016年のヤンキー・スタジアムでの開幕戦、2017年のタンパトロピカーナフィールドでの開幕戦と四年連続して渡米するほどの田中フリークである。日本球団では東北楽天ゴールデンイーグルスの試合に足を運んでいる。

## 作品

### アダルトビデオ（撮りおろし作品）

#### しずく 名義
- 「AV女優になる!」ブログで宣言をした超人気ネットアイドルしずく 初フェラ、初本番（1月21日、ROCKET RCT-180） ※デビュー作[21]
- 断れない子。 三人目（2月2日、プレステージ EMD-003） ※「ともこ」名義
- 「AV女優になる!」ブログで宣言をした超人気ネットアイドルしずく第2弾 初レズ、初中出し（2月18日、ROCKET RCT-188）
- お風呂あがりに汗ばみノーブラで涼んでいる女は、○○を見た瞬間もう一度濡れる（2月18日、SODクリエイト SDDE-214）全4名
- 危ない吹奏楽部（2月25日、スカーラ SCALA-005）※「はるか」名義
- わたしのSEXを見てください No.4（2月27日、コージィ WATA-04）
- 「AV女優になる!」ブログで宣言をした超人気ネットアイドルしずく第3弾 初パイパン、初失禁（3月18日、ROCKET RCT-198）
- イカセま10(テン)現役人気ブロガーに10日ブッ続けで媚薬を使い生殺しにしてみました。（4月15日、NON YSN-197）
- 同級生の彼よりも犯されたオヤジにハマる田舎娘 2 しずく すずきりりか 長澤エミリ（4月22日、ナチュラルハイ NHDT-958）全3名
- GOLD PAINT 013 しずく（4月24日　ココアソフト cogo-013）
- 田舎から東京にやって来た 修学旅行生 3（2010年5月1日、SODクリエイト SDMT-060）全5名
- 書道教室を開いている友人に頼み臨時講師のバイトをやらせてもらったら、純情な女子生徒にいたずらし放題のうぶはめパラダイスだった！（5月1日、Hunter HUNT-296）全6名
- 黒ストッキング美脚OL（5月19日、YeLLOW ELO-290）全4名
- 素人口説き撮り 19歳Eカップ しずく（5月25日、隼エージェンシー JAG-012）
- 思春期の女子校生には恥ずかし過ぎる校則（5月27日、SODクリエイト SDMT-107）多数出演
- SOD女子社員 24時間いつでもどこでも下半身丸出し赤面合宿！（6月10日、SODクリエイト SDMT-111）全5名 ※「竹之内静香」名義
- 親子風呂 7（6月10日、アイエナジー BKSP-271）全6名
- ロリ性体 幼いカラダの女の子と自宅で二人きりになれたら No.2（6月16日、ロータス AT-052）全4名
- 平日の昼間、ゲームセンターでさりげなく男に目線を合わせてくる女子高生は「即ヤリ相手」を探している。だからいつもなら眺めるだけの上玉女子高生もこの時だけは手が届く!（6月24日、Hunter HUNT-316）全6名
- 少女巨乳ロリータ（6月25日、ビッグモーカル BDSR-031）全3名
- 十代淫行アルバム No.2（7月8日、コージィ JINK-02）
- お受験ママが近くにいるのに犯されたオヤジにハマる眼鏡娘 2 平塚ゆい しずく 鈴木ありす（7月8日、ナチュラルハイ NHDT-995）全3名
- スゴ〜く!制服の似合う素敵な娘（7月13日、オーロラプロジェクト APAA-080）
- 少女肉壷扱い 17（7月24日、ラマ LASA-17）
- 少女どれい 2（8月1日、中嶋興業 NKD-067）
- 末っ娘しずく（8月2日、メディア総販ソレイル MART-06）
- 皆で宿題をするはずの「お泊まり会」で、偶然、見つけたお兄ちゃんのエロ本のあまりにも衝撃的なスケベ写真を見たうぶっ娘達は、モゾモゾする下半身の衝動を抑えられない！（8月5日、Hunter HUNT-329）全5名
- 投稿 私の汚れた下着 No.16（8月19日、Carlisle CSS-002）※「詩織」名義
- 集団いじめ学級 しずく（8月24日、SODクリエイト SDMT-156）
- 姉妹身代わり凌辱 つぼみ しずく（8月24日、アイエナジー IESP-555）
- ヤられたくなければ逃げ切れ 大人の鬼ごっこ（8月24日、Hunter HUNT-336）全10名
- 中出し専用出張裏風俗 イメクラ編（8月25日、サムシング SUFU-04）
- 新人OL強制野外研修露出調教 しずく 柊恋 小林さとみ（8月27日、クリスタル映像 WSEY-001）全3名
- 遊郭街老舗旅館潜入 売春宿の歓待 月刊実録投稿動画第7号（9月11日、ラハイナ東海 LFDF-007）全3名
- ロリレズ つくし しずく（9月13日、U&K AUKG-020）
- 学校では見せない桃尻美少女の本性 しずく（9月13日、オーロラプロジェクト APAD-031）
- しずくの本当にあった恥ずかしくてHな体験（9月22日、ユープランニング DST-01）
- 全裸チ○ポ隊がイクッ！！ 三村ちな しずく ほか（9月23日、SODクリエイト SDMT-200）多数出演
- ママがいても知らないオジサンを実家の部屋に連れ込む地味っ子 橘ひなた しずく 松下カレン（10月7日、ナチュラルハイ）全3名
- 生贄少女 輪◯旅行 しずく 小野こゆき（10月13日、ロータス DAI-124）
- 見てさわってヤレる わんぱくジャングルツアーズ（11月4日、ATOM ATOM-001）※オムニバス作品 全25名
- 自分の成長に気付いていないノーブラミニスカ◯◯生（11月4日、アイエナジー BKSP-298）※オムニバス作品 全5名
- ちびっこお掃除フェラ（11月5日、CATS EYE CAT-175）※オムニバス作品 全5名
- 性欲処理は手短かに 3分オナニー（11月5日、OFFICE K'S DKSW-259）※オムニバス作品 全23名
- 騎乗位とフェラで二回連続抜かれたボク（11月12日、メディアバンク AMD-278）※オムニバス作品 全4名
- 幼獄20 ロリータストーキング!幼女への尽きせぬ性欲 桃井りん しずく こずえまき ほか（11月12日、First Star STAR-20）※オムニバス作品 全4名
- 宿泊している旅館に女性マッサージ師を呼んで「一緒に飲もうよ!」と誘ってベロベロに酔わしたらヤレちゃう!?（11月16日、ラハイナ東海/パンチ AEPP-048）全3名
- 女子◯生投稿オマ◯コびちょびちょ制服自画撮りオナニー20人DX2（11月17日、ロータス AT-071）※オムニバス作品 全20名
- 素人娘とリモコンローターであそぼ♪（11月19日、OFFICE K'S DSKM-004）※オムニバス作品 全5名
- 紺ソックス女子校生 2枚組8時間（11月26日、TMA T28-214）※オムニバス作品 全24名
- OKuBo発アイドルストーリー 3 鈴木なつ つぼみ しずく（12月2日、プレステージ ONCE-019）全3名
- 美脚フェチ倶楽部 Vol.2（12月3日、OFFICE K'S DOKS-155）※オムニバス作品 全6名
- 僕のチ◯ポを洗って下さい。（12月3日、OFFICE K'S DSKM-005）※オムニバス作品 全5名
- OLハンティング‼VOL.3（12月7日、桃太郎映像出版 OFCD-009）※オムニバス作品 全6名
- 留守番少女レイプ（12月7日、東京スペシャル TSP-078）全8名
- 女の子のオシッコ4時間Vol.4 みづなれい 葉山潤子 菜菜美ねい 大沢美加しずく ほか（12月7日、アイエナジー BKSP-305）※オムニバス作品 多数出演
- 近所でも評判のウチの妹は俺の言いなり（12月7日、アイエナジー IENE-030）※オムニバス作品 全4名
- 裏手コキクリニック完全版 性交クリニックファン感謝祭200分スペシャル（12月7日、SODクリエイト SDDE-234）全9名
- ロリレズ ペニバンファック‼!（12月13日、U&K AUKG-030）※オムニバス作品 全4名
- 素人初撮り生中出し No.173（12月15日、Plam OL-173）
- 混浴温泉に女の子同士で来ている子達をナンパして太いチ○コを挿入した！（12月17日、クリスタル映像 WSE-013）全5名
- はじめての黒人SEX × メイド in prin しずく（12月19日、みるきぃぷりん♪ PMP-132）
- ドMサラリーマンの弄られ日記 1 しずく もも（12月20日、RYMANS RM-002）
- 名作ロリ劇場 養女と好々爺（12月25日、jump-av JUMP-071）
- コスプレ・ストリップ・アワー（12月25日、1113工房 KOBB-015）※オムニバス作品 全5名

- 児○買春常習犯撮影流出！ 中○生援交映像集 5（1月13日、カルマ KRMV-936）全12名
- マ○コがおかしくなるほど何度も何度もイキまくっているのに許してもらえない女子校生が、絶叫しながら本気汁をケツ穴まで垂れ流す！！大量失禁お漏らしアクメ（1月13日、窟 TMGK-009）全6名
- 少◯生失禁オナニー盗撮 4（1月25日、jump-av JUMP-1063）全6名
- 女子校生サポ白書 2 しずく（1月25日、THE WORLD WHPD-003）
- アイドル志望 巨乳小◯生 SEX撮影 あいみ しずく（1月25日、jump-av JUMP-2159）※オムニバス作品 全2名
- 実の妹とSEX羞恥旅行 しずく（2月1日、ワンズファクトリー WNZ-291）
- AV女優になった私 Vol.1〜元ネットアイドルしずくの素顔〜（2月1日、TABOO/妄想族 ANW-001）
- 幼獄 33（2月10日、First Star STAR-33）全6名
- いもうとLOVE 19（2月15日、ケー・トライブ KTDS-321）
- 女子校生×脚コキ 4（2月18日、OFFICE K’S DKSW-270）全6名
- 新 センズリ見てたら興奮しちゃった素人娘 VOL.3（2月18日、OFFICE K’S DSKM-013）全5名
- 裸の主婦 橋本しずか（24）渋谷区在住（2月20日、プラネットプラス HDKA-10）※「橋本しずか」名義
- 制服首輪少女 奴隷犬しずく（3月1日、シネマジック CMV-027）
- ロリ専科 制服中◯生 ローションマット責め 3人の美少女ワレメに中出し しずく もも 麻生ゆり（3月2日、グレイズ LOL-002）全3名
- 田舎に遊びにきた姪っ子を羞恥露出で調教。vol.02 しずく（3月4日、映天 YKK-002）
- ご奉仕中出し巫女娘 しずく（3月15日、アイズム AIZM-001）
- 小●生シホちゃん 建築現場のプレハブにて（3月25日、jump-av JUMP-2188）※「シホちゃん」名義
- S-Cute Bookmark 11 ウブな反応（4月1日、S-Cute SCBM-011）全4名
- テラちんぽ しずく（4月7日、みるきぃぷりん♪ TCM-001）
- ち○ぽ洗い屋のお仕事 9（4月7日、SODクリエイト SDDE-239）全8名
- 爆乳しずくちゃん（4月15日、ケー・トライブ KTDS-334）
- 素人娘に突然！連続発射されちゃった！ Vol.2（4月15日、OFFICE K’S DSKM-018）全6名
- 運動音痴の僕がモテる為に陸上部に入部！しかしなんと僕以外の部員は全員女子！そんな中、毎年恒例の温泉合宿が開催される事に！！果たして僕のチン命はいかに！？（4月19日、YeLLOW ELO-353）全5名
- ご奉仕M女系巨乳風俗嬢流出ビデオ撮影コース（4月20日、プラネットプラス URSP-03）全4名
- うぶな女子高生にドロドロ精子を見せつけて動揺している隙に痴漢して発情させろ！（4月21日、ナチュラルハイ NHDTA-100）全5名
- 素人SEX 女子校生美少女 しずく（4月22日、SWEET GIRL TMSG-027）
- 盗撮 児●ポルノ音楽教室（4月25日、jump-av JUMP-2204）全4名
- 親公認 セックス出来るJr.アイドル（4月25日、jump-av JUMP-2215）全4名
- 性愛処理人形 しずく（4月30日、ユープランニング DLD-01）
- 幼獄 ロリータ小便噴射オナニー 2（5月13日、First Star STAR-1002）全7名
- メイドさん 生本番 しずく（5月15日、アイズム AIZM-006）
- 嬲棄山 捕われた少女 9 しずく（6月21日、MAD MAD-137）
- 若い女の子の捨てたゴミ袋の中から大人のオモチャを見つけてしまった僕は… しずく 金沢里美 水元鈴乃（7月1日、プレステージ RDD-072）全3名
- 3年B組、全員レズ 柳田やよい しずく（7月7日、タカラ映像 MESS-005）
- プリプリ若い身体の女子校生を触りたくてマッサージしてやると言ってモミまくったらブルマを濡らして欲しがった（7月7日、ヒビノ SW-048）全4名
- 時間よ止まれ! レズSP（7月7日、V&Rプロダクツ VSPDS-583）全5名
- 「あなた見ないで…」夫の上司に幾度も抱かれる人妻。弄ばれながら…（7月15日、光夜蝶 AMD-17）
- 催眠 赤 DX 44 ドキュメント編（7月22日、アウダースジャパン AD-232）
- 催眠 赤 DX 44 スーパーmc編（7月22日、アウダースジャパン AD-233）
- 催眠 赤 DX 44 スーパーコンプリート編（7月22日、アウダースジャパン SAD-234）
- タイムマシ〜ンに乗って 藤沢芳恵 しずく（8月4日、タカラ映像 SPRD-497）
- 「DANDY5周年記念 誰もが必ず勃起する女子高生に満員状態でキスまで3cm 再会スペシャル」（8月6日、DANDY DANDY-247）全5名
- 日替わりナースコール 私たちが完全看護いたします。（8月6日、V&Rプロダクツ VSPDS-588）全4名
- ジュニアアイドル志願少女 生中出し面接他 餌食10人（8月6日、桃太郎映像出版 DAMA-006）全10名
- 温泉街に住むマセた○○生とウブな同級生 2（8月10日、ホットエンターテイメント HVY-002）全6名
- 尽くしすぎる巨乳若妻 しずく（8月15日、光夜蝶 TKS-01）
- 露出デート 04 しずく（8月20日、プールクラブ・エンタテインメント PSI-229）
- 卒業II 其の十 しずく（8月23日、プレステージ ONCE-049）
- ロリっ娘レズビアン（8月26日、LADIES♀ROOM LADS-097）全10名
- インモラル真正中出し輪姦玩具 しずく20歳（8月27日、モブスターズ MOBBV-006）
- 服従する女子校生 しずく（9月7日、GLAY'z GIHJ-007）
- 実録淫行 性的好奇心が芽生えた思春期の少女を狙いみだらな行為（9月10日、ブリット EQ-049）全6名
- 女子校生ズボズボおま○こディルドオナニー（9月25日、ジャネス GYAZ-044）全5名
- 問題:10年ぶりに帰省したら成長したオマセな姪っ子が 「一緒にお風呂入ろうよ」と脱ぎだし裸で誘ってきました。さらに親の目を盗んでチ○コを見つめ「エッチしたい…」と困り顔でお願いしてきます。こんな時どうすればいい！？（10月6日、ナチュラルハイ NHDTA-168）全4名
- 思春期に痴漢されて以来、痴漢でしか濡れなくなった悲しい女達。（10月6日、Hunter HUNT-472）全5名
- フェラチオ上手なJK II お口使いの上手な女子校生たち（10月19日、GLAY'z IMPACT GIHK-007）全20名
- パパが後妻にもらった若い義母が気にくわない姉妹は、山芋レズでヌルヌル、カイカイでいたぶった。 しずく 坂上ゆあ（10月20日、ヒビノ HAVD-803）
- ジャジャ魔女みそら しずく（10月28日、GIGA ANIX-06）
- 幼●連続エクスタシー イキまくりオナニー 3（11月11日、First Star STAR-78）全6名
- 母無し家族 近親相姦 父兄娘3P陵辱中出し風呂 しずく 田中志乃 鮎川千里（11月11日、First Star STAR-1051）全3名
- 実録クロロホルム監禁中出しレイプ 中野ありさ しずく 綾部さら（11月11日、I.B.WORKS IBW-265）全3名
- BARで泥酔した人妻を自宅にお持ち帰りして、日頃やりたかったAV撮影をやってみた。 しずく 来栖ひなた 羽田桃子（11月15日、光夜蝶 HOA-01）全3名
- 中卒の旦那が薄給だから私が頑張るしかない（11月25日、BALTAN TMDI-017）
- 僕の義理の妹、姉、娘はお口を使ってザーメンを抜いてくれる（11月25日、隼エージェンシー GUR-001）全28名
- キスしながら乳首を責めて手こきして抜いてあげる 巨乳ギャル、ロリギャル、厳選35人の手コキテク満載（11月25日、隼エージェンシー GUR-002）全35名
- 小○生見せびらかし互い撮りオナニー（11月25日、First Star STAR-1057）全6名
- 巨乳ロリパン淫乱中出しファック しずく（12月1日、ワンズファクトリー WNZS-201）
- 柏○由○!?中に出せる国民的アイドル! 〜もしも、ゆ○りんが中出し御奉仕風俗嬢になったら〜 しずく（12月1日、えっちな娘 NKI-001）
- カメラ目線でイク人妻たち。人妻はイクとき声を我慢できないのでしょうか？ 来栖ひなた しずく 小牧七菜（12月15日、光夜蝶 SAI-01）全3名
- 犯される女子校生 2 レイプされる5人の女子校生（12月19日、GLAY'z IMPACT GIHK-013）全5名
- 「女手ひとつで育ててくれた母には絶対に言えない」リストラされて無職になった今も同じ時間に毎朝家を出て、公衆便所援交でお給料分を稼いでいる本当の私。（12月22日、Hunter HUNT-499）全5名

#### 初美沙希 名義
- シチュエーションドラマ催眠 9（1月20日、アウダースジャパン PSSD-236）全5名
- あなたの朝勃ちヌキに行きます。16（2月1日、プレステージ FST-047）
- 剃毛中に思わず勃起してしまい、恥ずかしさ限界のナースが責任をとって勃起チ○ポに手を伸ばす！！ ＋ 日勤夜勤ブッ通しのストレス限界ナースが、入院患者の布団に潜り込みチ○ポに喰らいつく！普段は優しいナースさんの変態SEX 痴態スペシャル2枚組！！（2月9日、Hunter HUNT-516）全11名
- 予備催眠 SP10（2月17日、アウダースジャパン PSSD-242）全6名
- 読モJSヤリマンガールズコレクション～すぐにヤラせてくれる何でもアリアリの小○生の実態～（2月19日、キチックス/妄想族 KTKX-016）全6名
- 仲良し女子校生4人組のイチャつき凌辱ごっこ「女の子同士だからってレズじゃないもん」（2月23日、ナチュラルハイ NHDTA-218）全4名
- 自分大好きな彼女は褒めてればどんな格好でもしてくれるけど、アレだけは断られる（2月24日、バルタン TMEM-022）
- キスしながら乳首を責めて手こきして抜いてあげる II（2月25日、隼エージェンシー GUR-006）全30名
- 放課後の手コキ用務員室 おちん○んに興味がある年頃の女子生徒がおじさん相手にワイセツ実習!!（3月10日、ホットエンターテイメント HFF-032）全12名
- MOODYZファン感謝祭 バコバコバスツアー2012 小悪魔痴女たちの誘惑大乱交SP（3月13日、MOODYZ MIRD-105）全16名
- 見かけによらないゴックン少女 カマトト優等生は濃い〜のがお好き（3月15日、ワープエンタテインメント YFF-019）
- 出された精子は全部飲む ヘンタイ女子大生の痴態（3月15日、ワンズファクトリー WNZ-441）
- あしこきちゃん（3月16日、SEX Agent MN-062）全8名
- 連続お掃除フェラチオ（3月16日、セックスエージェント AGEMIX-114）全7名
- 猥褻女子校生-天然癒し系痴女- 初美沙希（3月25日、美 BEB-052）
- MOODYZファン感謝祭 うらバコバコバスツアー2012 補欠者救済？プロジェクト!!（4月1日、MOODYZ MIAD-550）全19名
- 近親相姦 密着交尾 初美沙希（4月1日、VENUS VENU-226）
- 同僚の新妻 初美沙希（4月7日、マドンナ JUC-786）
- 美少女レズビアン 愛内希 初美沙希（4月19日、アンナと花子 YUYU-001）
- オフィスレズ調教 上司と部下の強制猥褻労働 翔田千里 初美沙希（4月19日、ゆり★ゆり YUYU-001）
- 無料体験オイルエステに来た素人お嬢さんに、真性レズエステティシャンの私がエステ前に飲むと効果が劇的に上昇すると嘘をついて、媚薬入りのミネラルウォーターを飲ませ、性感帯を焦らしながらマッサージしたら…クリトリスが5秒で超勃起！そしてノンケなのに自ら私を求めてきた！（4月21日、Hunter HUNT-550）全6名
- ちびっ子たちのセックス（4月25日、jump-av JUMP-109）全5名
- ももク●ちゃん 試練の三本番勝負（4月25日、えっちな娘 AJD-008）
- M女学生 西野瞳（5月2日、MDMA GKZ-002）※「西野瞳」名義
- 知り合いの女がレズっているところを偶然見てしまった僕は初めての光景に興奮を抑えきれず勃起したチ○コを…（5月2日、プレステージ RDD-111）※オムニバス作品 全4名
- スク水H 40（5月4日、クリスタル映像）
- ノーパン・ハイスクール 4（5月7日、プレミアム PGD-582）全8名
- TeenHunt 2012 #001/Yokohama（5月7日、桃太郎映像出版 GNP-001）全6名
- 隣の部屋で寝ていたはずの彼女の妹が姉と僕のエッチを覗き、頬を赤らめオナニーをしていたので… 2（5月11日、プレステージ RDD-112）※オムニバス作品 全4名
- 素人お姫様生中出し 005（5月15日、プラム SO-005）
- マン汁擦りつけ手コキがべちょ濡れ過ぎてもう堪らん。（5月18日、SEX Agent AGEMIX-119）全7名
- 乳首弄られながらの脚コキがすんごい。（5月18日、SEX Agent AGEMIX-121）全8名
- 清潔美少女はチンカスまみれの不潔なチ●ポがお好き（5月18日、ワープエンタテインメント CYF-005）全4名
- 欲情温泉 レズ性感マッサージ VOL.01（5月18日、虎堂 DIV-126）全4名
- 大人の週末トラベラー in熱海 大森美玲 飯塚あかね 初美沙希（5月22日、プレステージ YRZ-030）全3名
- 手を出してはいけない相手を夜這いする女たち 「私、あなたのモノがどうしても欲しいの…」（5月22日、ラハイナ東海 LPEP-007）全5名
- 無防備なノーブラ姿で乳首を勃起させているジョギング娘（5月24日、アイエナジー IENE-157）全5名
- ペニバン レズビアン 2（5月25日、LADIES♀ROOM LADS-114）全10名
- 舐めまくり★手こき（5月25日、隼エージェンシー GUR-013）全25名
- 熟女のオマンコおっぴろげオナニー 2（6月1日、葡萄館 BJOS-009）全6名
- 地方の繁華街にある本物女○高生が在籍するピンサロで生本番お願いしてみたら…（6月5日、ラハイナ東海 SLPEP-004）全6名
- 自らチラ見せしては、おどおどする僕を面白がる、小悪魔的少女にムラムラしてしまった僕は… 初美沙希 柚葉リコ 桐原さとみ（6月12日、プレステージ RDD-116）全3名
- 淫乱 挟み撃ち 2 さとう遥希 初美沙希（6月13日、MOODYZ MIAD-561）
- 未成年裏風俗摘発！ 女子校生が働くピンサロ店（6月15日、映天／CAT’S EYE CAT-263）全10名
- 枕営業の代償 初美沙希（6月21日、タカラ映像 MOMJ-208）
- 甘えて甘噛み（6月21日、KEU KUF-12033）全4名
- キレイ好きなオクチ 3 腰が引けちゃうお掃除フェラとトリハダもんの直後責め（6月22日、ワープエンタテインメント CWM-144）全10名
- 友達の家に遊びに行ったら、風呂上りで全裸にバスタオル1枚の女子校生の妹とバッタリ遭遇。妹は思わせぶりな視線で誘惑し、やりたい盛りの男が取る行動はただ1つ！Part2（6月22日、スクープ SCOP-068）全5名
- 変態×飲男汁×種付け Eカップ 恵美ちゃん（6月25日、豊彦企画 SBHK-003）※「菊川恵美」名義
- 突然、女子校生に連続2回しゃぶられちゃった僕。（6月25日、アロマ企画 ARMG-209）全5名
- 女子校生のオマンコどUPオナニー（7月1日、ワンズファクトリー SWS-001）全10名
- 東京25時 大都会不倫事情 Vol.03 初美沙希（7月3日、プレステージ TKY-003）
- 地味な女子校生のネチネチとした小便いじめ（7月5日、フリーダム NFDM-250）全4名
- 催眠SEX 4 〜ドキュメント編〜（7月6日、アウダースジャパン PSSD-254）全5名
- もしも、巷で噂の回春素股で小股に過激な刺激を与え続けたら濡れ方が凄い風俗嬢はどうなるか？ 初美沙希 AIKA ほか（7月10日、ラハイナ東海 PGX-001）全3名
- 巨乳OL凌辱 強制中出し 某都内商社受付 Eカップ沙希24歳（7月19日、姦乱者 YMZ-003）
- ムレムレチアガールバス 2 チアブル湿度数200％… 運動直後のムレた女子大生満員バスでチラリズムに導かれて強制発射！（7月19日、DEEP'S DVDES-539）全5名
- 高額バイトに集まってきた素人娘 vol.16（7月19日、プレステージ KGB-040）全15名
- 脚責め天国！集団美脚イジメ パンストOL編（7月20日、OFFICE K'S DMOW-010）全9名
- ママと赤ちゃんレズビアン（7月20日、虎堂 DIV-131）全4名
- ディルドにまたがる女子校生 9（7月25日、アロマ企画 ARMG-213）全7名
- 夏目優希 発育中 夏目優希 前田陽菜 初美沙希（8月1日、プレステージ THR-001）全3名
- 僕と妹 3 ただいま発情中!? 〜こんな妹でゴメンナサイ〜 初美沙希（8月1日、プラネットプラス ANIM-003）
- 妄想が現実に…近親相姦編 2 息子の嫁、弟の嫁を犯してしまいました（8月3日、グレイズ BUR-405）全4名
- 女子校生のブルマと太もも ～むっちりブルマに顔騎された男達～（8月5日、フリーダム NFDM-252）全4名
- 音大生 中出しミスキャンパス 初美沙希（8月7日、BeFree BF-201）
- 「媚薬」と「眠剤」を混ぜたら…超激薬効果！効果絶大！まさかの新発見！ 某高級住宅地に１日限定でオープンした偽アロマ整体院にやって来た清楚で巨乳なお嬢様に「媚薬」＆「眠剤」入りの特製ドリンクを飲ませたら、超敏感ボディに変貌！泡まで吹いて思わず失禁！この後、さらにとんでもない事に…！（8月9日、ATOM ATOM-101）全5名
- JK文化祭模擬店・ちら見せオナサポ喫茶IV（8月13日、アロマ企画 ARM-200）全8名
- エロカワ娘の腰ふり騎乗位DX（8月13日、アロマ企画 ARMG-215）全8名
- 昇天！張り型チ○ポ自慰（8月15日、ワンズファクトリー WANZ-016）全10名
- 催眠中毒EX 初美沙希 21才（8月20日、催眠研究所 HPN-018）
- 誰にも言えない禁断のレズ恋愛 親友のママに愛されて… VOL.8 翔田千里 初美沙希（8月23日、DEEP'S DVDES-548）
- ローション女子校生 2（8月23日、KEU KUF-12035）全4名
- 完全主観 可愛い教え子と密室温泉旅行 愛内希 初美沙希 大森美玲（8月23日、AKNR FSET-384）全3名
- ネットで自分のパンツを売る女子校生は、金を欲しがるかと思いきや、生脱ぎ姿に勃起した男のチ●コを欲しがる肉食系女子校生だった!!（8月24日、スクープ SCOP-082）全5名
- 本当にあった神対応！クレームつけたらここまでしてくれた!! 3（8月24日、スクープ CSOP-083）全5名
- 強制全裸露出 6時間（8月25日、ピーファクトリー PSI-236）全5名
- 禁断愛欲レズビアン学園 Vol.1 歪んだ変態女教師の愛情物語 翔田千里 初美沙希（8月25日、AVS collector's PAFL-003）
- ご奉仕♥手こき（8月25日、隼エージェンシー CEN-002）全12名
- 裸のペット 巨乳ご奉仕娘を飼う男の物語 初美沙希（9月1日、ローグ・プラネット（フェチ）/妄想族 KOID-006）
- 女が作る女同士の世界 レズビアン乱交（9月1日、ズッコン/バッコン ZUKO-010）全4名
- 有楽町OL専門マッサージ施術院（9月1日、変態紳士倶楽部 CLUB-002）全4名
- 素人お嬢さん ラップ1枚隔ててお父さんと素股体験してみませんか？ 3（9月6日、アイエナジー IENE-182）全5名
- 非ヌキ系サロン 洗体エステで勃起しちゃった僕。 7（9月6日、AKNR FSET-388）全4名
- 素人娘おマンコおっぴろげコレクション 2（9月7日、OFFICE K'S DSKM-036）全20名
- M妻ノ調教サレシ村 ～汚れた村の人妻攫いのしきたり～ 初美沙希 原望美（9月7日、Madonna JUC-915）
- バーチャルヒプノシストSP 2（9月7日、アウダースジャパン PSSD-261）全9名
- 催眠素顔 2（9月10日、催眠研究所 HPF-002）全6名
- 変態は生徒会長〜先輩と私の課外活動〜 有村千佳 初美沙希（9月13日、U&K AUKG-136）
- 足裏パラダイス 2（9月20日、KEU KUF-12036）全21名
- 不覚にも嫁をお隣に寝盗られた 初美沙希 香坂澪（9月20日、タカラ映像 MESS-019）
- 初美沙希、お貸しします。（9月21日、クリスタル映像 EKDV-67）
- もも○ロに私はなりたい!! 中出しクローパーZ（9月25日、本中 HND-025）
- 催眠二十面相 初音さきえ（21）（10月1日、胸キュン喫茶 ALB-185）※「初音さきえ」名義
- 一度でいいからHしたい！けど勇気がない…あなたが毎晩オナネタにしている身近だけど触れられない知人女性とSEXできます！独自のノウハウで交渉！高成功率！大学の女友達/幼なじみの娘/憧れの理髪店店員（10月6日、DEEP'S DVDES-566）全4名
- 転校してきたばかりの同級生に手を出したら何度も失禁しながら感じ始めた… さとう遥希 Sumire 初美沙希（10月6日、AKNR FSET-393）全3名
- 性電影少女・沙希 〜アダルトビデオガール〜（10月13日、HERO HERW-001）
- カラダで稼ぐ人妻の回春睾丸マッサージ 3（10月18日、アイエナジー IENE-193）全5名
- ザーメンごっくん口姦監獄 VOL.4 大橋くる実 初美沙希（10月20日、MAD STM-035）
- 極嬢10ツ星メンズエステ（10月25日、プレステージ ICT-001）全4名
- 嫁のケツがエロ過ぎて我慢できんわい 初美沙希（10月25日、マドンナ JUC-954）
- 帰宅途中の無防備な女子○○を強引に人気のない場所に連れ込み、嫌がる顔に興奮しながらそのままけがれなきマ○コに生中出し!!（10月26日、スクープ SCOP-096）全5名
- いやらしいフェラと凄い手こきで2連発!! 発射!!（10月28日、隼エージェンシー CEN-005）全14名
- 埼玉県立た○い病院勤務 現役ナースAV出演! 初美沙希（11月7日、BeFree BF-216）
- バレたら退学必至！現役女子大生のキケンすぎるバイト 2（11月9日、S級素人 SAMA-607）全6名
- 美少女女子校生10人 スクール水着 1（11月15日、ケートライブ KTDS-504）全10名
- 未成年裏風俗摘発！女子校生が働くピンサロ店 2（11月16日、大久保ヤンキース／CAT’S EYE CAT-278）全7名
- タイ古式OL激イキ悶絶マッサージ（11月20日、ピーターズ PTS-244）全4名
- WAKI（11月22日、KEU KUF-12038）全20名
- 両親が離婚して離ればなれになった妹と10年ぶりに風俗店で再会 初美沙希（11月22日、ROCKET RCT-454）
- 見かけによらないゴックン少女 制服コレクション（11月23日、ワープエンタテインメント WSP-105）全8名
- 中出し輪姦サークル 初美沙希（11月25日、本中 HND-036）
- 小悪魔JK 大胆パンチラコレクション 5（11月25日、アロマ企画 ARMG-225）全6名
- 人妻家庭教師レズビアン ～禁断の愛に濡れる秘穴～ 青木美空 初美沙希（11月25日、Madonna）
- SEXのハードルが異常に低い世界 4（12月6日、DEEP'S DVDES-582）全6名
- 女子校スワッピングレズビアン（12月7日、虎堂 DIV-142）全4名
- 小便ぶっかけ顔面騎乗（12月7日、OFFICE K'S DMOW-018）全6名
- ふたりでオモチャにしてあげる 大槻ひびき 初美沙希（12月11日、プレステージ GAV-023）
- 最近の女子校生は、性に関してイケイケで大のおじさん好き。その子の性欲が特に凄いから、温泉旅行に連れて行ったら何回もヤラれまくった。 初美沙希（12月13日、HERO HERW-005）
- 私たち、も●クロガチオタ女子がキャッキャウフフしちゃいましたよ！ 初美沙希 小泉のぞみ（12月19日、ブロッコリー BLOR-014）
- 寝ている女性にイタズラしていたら逆に生ハメを求められて、もう発射しそうなのにカニばさみでロックされて逃げられない！ 5（12月20日、IENE-213）全4名
- 女子高生撮り下しドスケベ10連弾！！ やっぱり女子高生じゃなきゃダメなんだ！SP（12月20日、Hunter HUNT-646）全12名
- 抜かずの14発中出し 初美沙希（12月28日、EROTICA SERO-0157）

- 真・美熟女性交 風間ゆみ 初美沙希（1月1日、lemix/妄想族 LEZX-007）
- レズ奴隷 VOL.7 嫉視麗罠・堕落する高学歴女子アナウンサーの品格 山本美和子 初美沙希 香坂澪（1月10日、ディープス DVDES-590）全3名
- 浮気カノジョ!! 僕は何も出来ない、寝取られ発情現場を覗くだけ… 大槻ひびき 松下ひかり 初美沙希（1月13日、MOODYZ MIAD-597）全3名
- S級レズビアン（1月19日、ゆり★ゆり YUYU-018）全10名
- レズ奴隷 VOL.7 山本美和子 香坂澪 初美沙希（1月20日、DEEP'S DVDES-590）全3名
- こすぷれしりこき。超悶絶型尻摩擦（1月21日、セックスエージェント SUNS-011）全7名
- きっと、産婦人科の先生なら診断するフリして女性器をイジリ倒し、バレないようにナマ挿入中出しSEXまで出来るはず!! 2（1月25日、スクープ SCOP-113）全5名
- 黒髪女子大生にオモチャにされる夢のハーレムマンション生活（1月25日、おかず。 OKAD-478）全4名
- 若妻不倫淫乱ホテル ＃18 初美沙希 相島奈央（2月1日、官能映像舎 DKH-018）
- 女子校生のブルマと太もも ～ぴちぴちブルマにいじめられちゃった男達～（2月5日、フリーダム NFDM-274）全4名
- 兄貴の嫁さんと同居することになった僕は興奮してチ○ポが勃起、義姉もその気になってしまい悶えまくった（2月7日、SWITCH SW-164）全4名
- 「まさか入院中の担当看護師が妹だった！しかも勃起した禁欲チ○ポを見られてしまうなんて…だけど『妹のお前にしか頼めないよ』」 VOL.2（2月7日、DANDY DISM-011）全5名
- 催眠研究室 SP3（2月8日、アウダースジャパン PSSD-279）全4名
- リメイク版～ 濃厚接吻 2 舌吸いとコリ勃つ乳首 大槻ひびき 初美沙希（2月13日、アロマ企画 JARM-012）
- 普段気にもしなかったあの子が、偶然パイスラ姿で現れ!しかも動くたびに擦れる程の巨乳だったので… 初美沙希 君嶋千夏 野口まりや（2月13日、DOC RDD-141）全3名
- BLACK（2月19日、みるきぃぷりん PMP-201）全6名
- 狭い場所の圧迫感と息もできない連続絶頂が女を狂わせる！ 3 病院編 ～電話BOX、ベッドの下、介護浴槽の中、食器運搬エレベーター～（2月21日、ナチュラルハイ NHDTA-358）全4名
- コスプレワンダーランド 初美沙希（2月22日、TMA TCA-004）
- いまどきのJKはエッチな事に対してほとんど抵抗が無い。てか、むしろ大好き 2 300分9名収録（2月25日、JUMP JUMP-5025）全9名
- 女子校生 足の裏（2月25日、ジャネス GYAZ-089）全15名
- 妄想OLスーツ痴漢 お姉さんのスーツ 3 初美沙希（2月28日、JAMS FNK-010）
- 変態露出倶楽部 SP 初美沙希（3月1日、ヤブサメ YAG-064）
- 私が一番かわいいんだもん！センター争奪戦！AVアイドル乱交（3月1日、ズッコン/バッコン ZUKO-023）全4名
- おとなしそうな美人若妻10名のお股がユルユルになってしまった「羞恥オナニー鑑賞会」（3月1日、映天 DOG-019）全10名
- 溜まった性欲を、奉仕精神の名の下にうさ晴らし！患者を逆ナンして青姦に誘う美人ナースたち（3月1日、藪スタイル NDX-041）全4名
- 実録！！ 検証企画 超エロボディの新人キャバ嬢に体験入店後、不採用を匂わせてみた。 テンパりまくったキャバ嬢はどんなテクで男を取り込むのか！？（3月1日、藪スタイル NDX-042）全4名
- 地味な女子校生による陰湿なイジメ（3月5日、フリーダム NFDM-275）全4名
- after JK 初美沙希（3月7日、デジタルアーク TONY-001）
- 強姦銭湯 男湯でも女湯でも輪姦された私（3月13日、MOODYZ MIAD-610）全4名
- 女子校生オマンコ見せつけクンニ（3月15日、OFFICE K'S JKS-024）全9名
- DANDYちょい足し仕事集（3月23日、DANDY DANDY-326）全6名
- イジメっ子のお母さんと奇跡のエッチ！？ クラスでも目立たない地味なイジメられっ子の僕は、今日もイジメっ子に自宅でパシリに使われる。そしてまた［お礼］という名の暴力を受けた。そんなズタボロの状態をイジメっ子の美人ママに見られた僕だったが、必死でその事実を隠そうとする僕を優しく看病してくれた。初めて受けた人の優しさと女性の温もりに勃起した僕。それに気付いた美人ママは軽蔑の目で僕を見るどころか僕のチ○ポまで慰めてくれた。だから、イジメられてもあまり嫌じゃなくなった。（3月23日、Hunter HUNT-682）全6名
- 大人しい美少女の調教願望。 野外アクメと複数チ○ポにアヘ顔さらして快楽堕ち！ 初美沙希（3月25日、シャーク SHRK-009）
- 究極テクニック！女子校生の指コキ（4月1日、スタイルアート JAMF-001）全5名
- 温泉宿で友人・彼氏・同僚のすぐ側で感じさせられ強制本イキさせられる敏感娘（4月1日、DOC TLS-018）全4名
- ど助平なセクキャバ嬢の皆様、手コキで30分以内に射精できるか賭けません？（4月2日、藪スタイル NDX-044）全4名
- 小悪魔 Boots クイーン 初美沙希（4月5日、未来 DSMS-001）
- 蛸女（タコおんな） ザーメン吸引タコ接吻（4月5日、OFFICE K'S DOKS-255）全5名
- 優しいお兄ちゃんのアナルにペニバンをブチ込んだ妹（4月5日、フリーダム NFDM-280）全4名
- 女子校生 脇の下見せてください！（4月5日、ジャネス GYAZ-091）全15名
- 音大生の猥らな性交240分（4月7日、BeFree BF-239）全6名
- パイパン×生ハメ中出し3回×大量潮吹き×極小モザイク AV女優さんとエッチしよう！ VOL.3 初美沙希（4月13日、HERO／ホワイト）
- 極上ヌキまくり痴女 淫語まみれのペニス狩り 初美沙希（4月15日、ジャネス DJSG-084）
- 女子校生の性生活はM男いじめでアナル責め。 File.006 初美沙希（4月15日、未来 MXPB-013）
- 家庭教師がノーブラ巨乳でおっぱいポロリ！勃起を抑えきれない男の子のびんびんチンポにお姉さんの視線が突き刺さる！（4月19日、OFFICE K'S DSKM-057）全4名
- 女性上位株式会社 チンポさらし面接 「我が社に入るにはチンポがどれだけ元気なのかが大事なのよ」（4月19日、虎堂 TBKR-001）全4名
- ドスケベ20代15人が語りかける 指だけの自画撮り激イキオナニー（4月20日、プリモ PYM-080）全15名
- 本当はエロい…そのへんの素人 さっちゃん22歳（4月25日、ばっふぁろー BUFF-009）
- 美尻激ピストンバックで中出し（4月25日、本中 HNDB-017）全13名
- レイプ予告をされた女 初美沙希 (4月26日、EROTICA SERO-0176)
- エロく成長した身体で幼なじみを誘惑したら中出しされてしまいました…。 初美沙希（5月1日、蜜月 SIB-007）
- 裏風俗盗撮 現役女子校生と生ハメ中出しできちゃうデリヘル店 Vol.2（5月3日、映天 CAT-294）全4名
- 素人娘 初めてのディルドオナニー 4（5月3日、OFFICE K’S DSKM-059）全7名
- 過激すぎて放送出来なかったライブチャット映像 完全撮り下ろし 素人24人収録（5月10日、BAZOOKA MDB-449）全24名
- 巨乳女子バドミントン社会人部 (5月10日、クリスタル映像 NITR-003) 全4名
- JKの太股とパンチラ（5月13日、アロマ企画 PARM-016）全15名
- 近親相姦 色欲娘にレズられる恥母 5 初美沙希 仲間麗奈（5月15日、ジャネス CYAS-005）
- ピタパン美人OLのパンスト尻コキ 02（5月17日、SEX Agent AGEMIX-164）全8名
- 「し～っ！声出しちゃダメ！」稲川なつめ、初美沙希、宮瀬リコ、七瀬あさ美、美月優菜が超満員のエレベーターで、むっちり尻を股間に擦り付けまくってこっそり逆痴漢！！周りに気付かれないようにフル勃起させろ！（5月23日、ATOM ATOM-137）全5名
- 家があまりに貧乏で、こづかいも自分で稼がなければならない今時の女子校生。バイトの収入だけでは足りず、近くの工場の男達の蒸れた臭いチ●コをしゃぶってはSEXして金を稼ぐ貧乏女子校生（5月24日、SCOOP SCOP-136）全5名
- 発情女子高生 初美沙希 早乙女らぶ（6月6日、東京ティンティン＋ TIN-018）
- 映画館痴漢 2（6月6日、ナチュラルハイ NHDTA-398）全5名
- ごっくん志願！10 精飲ご奉仕美少女 初美沙希（6月7日、S.P.C ASW-130）
- 女子校生がバイトで働いている洗体エステ（6月7日、クリスタル映像 NITR-008）全4名
- 実録 性感エステでガンギマる人妻たち 春原未来 藤嶋唯 初美沙希（6月20日、AROUND MNTR-007）全3名
- 同性羞恥いじめに特化した革命AVドラマ 私立花園女子校いじめ学級会 初美沙希 羽月希 春原未来 ほか（6月20日、ROCKET RCT-509）
- JK パンストライフ ～美脚女子校生の痴的生活～ 初美沙希（6月25日、ジャネス HXAJ-001）
- Boots ボンデージ DE 病みつき手コキ性感 3（6月25日、未来 DSMG-46）全6名
- 近親相姦 いけない関係 義父と義兄弟を誘惑する淫乱な若妻 2 初美沙希（6月28日、なでしこ NATR-233）
- 催眠隷女 EXサキ（7月1日、催眠研究所別館 ANX-028）※「サキ」名義
- しゃぶらせてください…全身リップと濃厚フェラで究極ご奉仕（7月1日、胸キュン喫茶 ALB-226）全16名
- 人妻おまんこ指オナニー 締まった濡れマ○コがヌチャヌチャして刺激するとイキ出す人妻 4（7月5日、赫夜姫映像 KAGS-032）全8名
- 不妊治療にやってきた夫婦の精子採取で旦那のデカチンに思わず欲情してしまった寝取り看護師（7月6日、V＆Rプロダクツ VANDR-056）全4名
- 潮吹き中出し高級ソープランド Vol.1 ソープ未経験新人！初美沙希（7月13日、ホワイト/妄想族）
- 巨乳OL生挿入生中出し4時間 (7月19日、姦乱者 YMZ-006) 全4名
- 催眠研究-中毒- (7月20日、催眠研究所 HPR-001) 多数出演
- 女子校生ゲリラ マンカスオナニー 3 白濁マンカスをネットリと噴出する7人の女子校生 (7月20日、レイディックス NEO-331) 全7名
- 私のバター犬 初美沙希 露出クンニでヴァギナが開花！ (7月20日、レイディックス NEO-022)
- 480分間ノンストップ撮影ノーカット編集で本物中出し10連発!（7月25日、本中 HNDB-023）全10名
- 昭和 嫁と娘とセックスと 爛れた性のポルノドラマ（7月25日、FAプロ）全9名
- 凌辱ヒロイン 淫乱カグラ（7月26日、TMA）全5名
- BBB BIG BOOBS BUTT 初美沙希（7月26日、メディア総販ソレイル DKB-012）
- 若妻不倫淫乱ホテル ＃25 『江夏裕加』完全保存版 人気女優 初美沙希激似！！（8月1日、官能映像舎 DKH-028）
- 甘えん坊のボクに浴びせられる優しい淫語 初美沙希（8月1日、Fetish Box ATFB-162）
- 美女と包茎 2 真性を含むオール包茎しゃぶり（8月2日、S.P.C ASW-135）全4名
- キュートなSメイドのM男あ・そ・び 4 初美沙希 (8月5日、未来 DMBJ-026)
- 絶技！亀頭責め手コキ（8月7日、CHANGE CAGC-006）全10名
- 接客中に顔を紅潮させながら感じまくるバイト娘 6 ～コンビニ、ゴルフキャディ、カラオケ、イタリアンレストラン～（8月8日、ナチュラルハイ NHDTA-422）全4名
- 絶対に手を出してはいけない相手をレズ夜這い 7（8月8日、AKNR FSET-444）全8名
- 縛られたがる女子校生 初美沙希（8月9日、レアルワークス REAL-472）
- 風呂上がりの知人の娘・彼女がどうしても気になって、イケナイと思いつつも部屋を覗いてみると、そのくつろいでいる姿に妙に興奮してしまい… 桜井あゆ 瀧川花音 初美沙希（8月9日、プレステージ RDT-160）全3名
- 催眠素顔 7（8月20日、催眠研究所 HPF-007）全6名
- 超能力少女 ノア三世 初美沙希 比留間千沙（8月23日、GIGA GOMK-65）全2名
- 人妻たちのパートは意外な程に卑猥（8月25日、Yellow Moon YLW-4111）全6名
- 妹萌えする鬼畜兄の近親変態性欲  初美沙希 星崎亜耶 比留間千沙（8月25日、OPERA OPRD-077）全3名
- こんな子が風俗嬢で出てきたら、うれしいな 初美沙希（9月1日、抜玉 EMCS-012）
- プールでうっかりビショ濡れになった同級生が予想外の隠れ巨乳！ほんの数分前まで、まったく色気が無かった女子が急にエロく見えて思わず勃起してしまった僕。（9月5日、Hunter HUNT-747）全5名
- 毒を喰らわば肉欲の果て 禁断のポルノ/娘と父の爛れた性の風景/再婚家庭の鬼畜の父/とっつあんと嫁（9月13日、FAプロ FAX-484）全4名
- 童貞は女性のマ〇コと高級オナホを区別できるのか？自分のチ○コで当ててみて！（9月19日、アイエナジー IENE-319）全4名
- 温泉浮気妻 夫に内緒で乱れる人妻の中出しをせがむ本気穴5人目 沙希さん (9月19日、F&A FAA-027)
- 「謝礼を出すのでドラマを観て感想を聞かせて下さい。」とモニターをお願いしAVを観せイタズラをしてみました！！（9月20日、プレステージ AMT-002）全11名
- ママチャリ団地妻 ガチンコ中出しナンパ 高島平編（9月25日、ビッグモーカル BDSR-142）全5名
- ガールズ＆プッシー 初美沙希 (9月25日、CMP COSQ-034)
- 濃厚クンニリングス 2 熟したマ○コに舌をぶち込む女子校生たち（9月25日、ジャネス DJSR-021）全10名
- 口撃淫語フェラ おしゃべりなオクチ おしゃぶりなオクチ (9月25日、未来 DMBI-013) 全8名
- びんびん敏感 快楽チクビBOYS 初美沙希（10月1日、Fetish Box ATFB-173）
- 妊娠してもいいから中に出して 初美沙希（10月3日、グローリークエスト GG-243）
- 街で捕まえた素人娘のセンズリ鑑賞 目の前の勃起チンポに興奮しちゃった素人娘たち（10月4日、赫夜姫映像 KAGS-037）全5名
- M男ソフト調教 SWEETに虐められたい（10月5日、未来 DMBI-014）全7名
- みだらなセガレの嫁 ぬぐいされない過去 初美沙希（10月10日、タカラ映像 OGPP-011）
- ぶらりAV女優 Vol.1 （中出し紀行・京都の旅） 初美沙希（10月13日、ホワイト HERW-025）
- 近親ペニバンファック！ 2  母と娘の異常性癖（10月15日、ジャネス DJSR-023）全10名
- スペルマ妖精 9 美女の精飲 初美沙希（10月18日、S.P.C ASW-141）
- 時間よ止まれ! パート20 (10月24日、V&Rプランニング VANDR-075) 全9名
- カラダは大人!ココロは赤ん坊!オムツをはいたアダルトベイビー! 全裸オムツ保育園 (10月24日、ATOM ATOM-158) 全9名
- ある日突然超能力に目覚めた男は街ゆく欲求不満女に超能力をつかったエロイタズラをしてみたらカラダを震わせて超絶反応を見せた！！ 初美沙希 大槻ひびき クリスティーン北島（10月25日、スクープ SCOP-172）全3名
- どすけべ老人会と巨乳娘たち 2 沙藤ユリ 弓束ちはや 初美沙希 (11月8日、クリスタル映像 NITR-031) 全3名
- ヒロインスキャンダル セーラーアクオス 初美沙希（11月8日、GIGA GOMK-97）
- 部下に寝取られた上司の妻 山本美和子 初美沙希（11月8日、LEO UMD-423）
- 妄想アイテム究極進化シリーズ 羞恥着せ替えダンス銃〜会社のムカつく女子たちよ、卑猥なコスチュームと卑猥なダンスで恥をかけ!〜 初美沙希 星海レイカ 春見奈々 (11月9日、ROCKET RCT-550) 全3名
- どきどき☆パンチラ挑発学園 初美沙希（11月19日、Fetish Box ATFB-181）
- 「常に性交」温泉旅館 3 団体様向け生ハメ中出し乱交ご宿泊プラン 180分SP（11月21日、SODクリエイト SDDE-328）全4名
- 時間よ止まれ！非公認STOPテスト 見せてはいけない撮影の裏側（秘）公開 2（11月21日、V&Rプロダクツ VANDR-082）全9名
- ヒロインおしおき ミスティックレンジャー 初美沙希（11月22日、GIGA GOMK-99）
- 地味で引っ込み思案の図書委員会は実は、エッチな事に興味津々で積極的！（11月22日、おかず。 OKAD-483）全4名
- 娘のSEXを見て疼いた若妻はどんな男の精子も中で受け止める！？ 3（11月22日、スクープ SCOP-177）全5名
- ネトラレーゼ 妻を近所の尻軽主婦にそそのかされた話し 初美沙希（11月28日、タカラ映像 NTRD-005）
- 催眠素顔 8（11月30日、催眠研究所 HPF-008）全6名
- 僕の自慢のAVコレクションを発見した嫁の友人（人妻）がAV観賞！ 酒の勢いも手伝ってムラムラしてしまった欲求不満な人妻がパンチラで僕を大胆誘惑（12月1日、MOODYZ MIMU-003）全4名
- ロリータアイドルの男の潮吹き 初美沙希（12月5日、未来 DMBJ-031）
- パンチラ淫語挑発オナニー（12月6日、OFFICE K'S DOKS-288）全6名
- チンポの先から溢れ出す先走り汁を我慢出来ずに舐めちゃった回春エステのお姉さん（12月6日、虎堂 TBKR-010）全4名
- 10人の美女 体液聖水 直飲み・お掃除・ご奉仕（12月7日、MEGAMI MGMF-008）全10名
- 女子アナ入社テスト どんなエロいことされても絶対カメラ目線！ 水樹りさ 初美沙希 小湊菜々（12月13日、おかず。 OKAD-487）全3名
- こんなラッキー二度と無い！！ 隣に住む巨乳お姉さんが僕の家の玄関前で泥酔してパンチラ全開で爆睡中！！ 同じアパートに住む美人な巨乳お姉さんが、深夜に泥酔状態で僕の部屋の玄関前で爆睡している！（12月19日、アパッチ AP-080）全6名
- 素人ナンパ！ お姉さん、カメラの前でオマンコおっぴろげて見せて下さい！（12月20日、虎堂 FRE-027）全8名
- マン汁中毒レズビアン（12月20日、虎堂 DIV-164）全5名
- ワケあり回春マッサージ 12 ～カラダで稼ぐ人妻達～（12月20日、BAZOOKA RMDB-502R）全5名

- 愛でられる仮性包茎 初美沙希（1月1日、Fetish Box ATFB-186）
- ぶっかけ中出しアナルFUCK! 初美沙希 (1月1日、MOODYZ MIGD-556)
- 即尺精飲公衆便女 9（1月4日、S.P.C ASW-147）全5名
- 淫行レズ接吻 2 ～顔舐め、鼻舐め、唾液責め～（1月5日、ジャネス DJSR-027）全10名
- スカートめくれっぱなしのうっかり女子高生パンチラ！興奮した僕のチ○ポを隙だらけのパンツの中に滑り込ませた（1月9日、SWITCH SW-230）全5名
- モテない僕を不憫に思った姉に「擦りつけるだけだよ」という約束で素股してもらっていたら互いに気持ち良すぎてマ○コはグッショリ！でヌルっと生挿入！「え！？入ってる？」でもどうにも止まらなくて中出し！ 4（1月9日、アイエナジー IENE-366）全4名
- 美女と美少女のぶっかけスペレズ 稲川なつめ 初美沙希（1月13日、MOODYZ MIGD-561）
- 街角の美少女が実は痴女だった VOL.3 初美沙希（1月19日、フェチマニアック映像制作所 FMES-038）
- 双頭ディルド 極上レズ性感 2（1月20日、ジャネス DJSR-028）全10名
- 禁断の同居生活 姉と私がメスにされる部屋…。 初美沙希 加納綾子（2月1日、FAプロ・プラチナ RHTS-027）
- ぬるんちょ！包茎ち○ぽ快楽トランス 2（2月5日、ジャネス GYAZ-113）全4名
- 女子校生の性生活はM男いじめでアナル責め。 File.006 初美沙希（2月5日、M男パラダイス MXPB-013）
- 美乳美少女の3穴中出し26発！ 初美沙希（2月19日、エムズビデオグループ MVSD-216）
- やさしい手コキと丁寧淫語（2月20日、グローリークエスト SS-033）全10名
- 美女と包茎 4 オール真性包茎しゃぶり（2月21日、S.P.C ASW-150）全7名
- 初美沙希のアニコスっ！ 初美沙希（2月25日、PSYCHEDELIC PUPPET PPS-264）
- 美少女コスプレイヤー自画撮りオナニー（2月25日、CMP COSQ-042）全13名
- ヤリたい盛りのエッチな女子大生 卒業記念に思いっきりヤリまくり温泉旅行（2月28日、おかず。 OKAD-493）全5名
- スリップ白書 ～女子校生のスリップをもう一度～ 初美沙希（2月28日、下半身タイガース FSG-011）
- 親にも学校にも言えない、女子校生放課後限定バイト（2月28日、S級素人 SAMA-744）全3名
- 素人敏感専門学生生中出し 078 初美沙希（3月1日、プラム SM-078）
- 女子校生アナル大乱交 初美沙希 芹沢つむぎ 篠田ゆう (3月1日、MOODYZ MIGD-572) 全3名
- 冤罪痴漢～それなら僕はヤッてやる！！（3月6日、アパッチ AP-099）全6名
- 「『AVを見て興奮するわけないじゃん』と言って平然としていた姉が…僕が風呂に入っていると間違えたフリして入ってきた」 VOL.3（3月6日、DANDY DISM-023）全5名
- 目が奪われる瞬間 vol.10（3月11日、プレステージ ERS-010）全4名
- めがねパイパン巨乳制服少女×潮吹き生中出し ～このあと滅茶苦茶セックスした～ 初美沙希（3月13日、ホワイト HERW-031）
- 素敵なカノジョ 初美沙希 ヤリすぎ美少女の中出しノーパンローションせっくす（3月13日、BACK DROP BCDP-023）
- 鬼フェラ地獄 XVI 友田彩也香 初美沙希（3月14日、レアルワークス REAL-506）
- 変態野外淫行 初美沙希（3月16日、AKEBI ROSH-31）
- 若妻羞恥露出～不倫温泉旅～ 初美沙希（3月16日、ざくろ（サンワソフト）ZKRA-012）
- お姉ちゃんのリアル性教育 初美沙希（3月20日、グローリークエスト GG-280）
- 中出し人妻風俗面接 ワケあり素人に中出し（3月25日、ビッグモーカル BDSR-157）全4名
- 痴女な若妻が出没する温泉旅館 初美沙希（3月28日、なでしこ NATR-381）
- 催眠研究-素顔-（3月31日、催眠研究所 HPR-007）全6名
- 悩殺！JKパンチラ学園 2（4月5日、ジャネス GYAZ-117）全5名
- 司書の私（レズビアン）が勤める図書館には時々、恥ずかしそうにしながらHな書籍（官能小説、How to本、ヌード本など）を探しに女子がやって来る。（4月10日、Hunter HUNT-831）全8名
- 欲求不満なOLが男性社員を呼び出しマンズリで誘惑 桜井あゆ 初美沙希 友田彩也香（4月11日、BAZOOKA MDB-527）全3名
- ペットM男を飼育する美女たち（4月15日、未来 DMBA-154）全6名
- JKうねるバイブぶっ刺し腰くねオナニー（4月18日、OFFICE K'S JKS-059）全5名
- 温泉街で見つけた大学卒業旅行中の友達同士の男女が「混浴モニター体験」初めて見せ合う全裸姿に友達同士は入浴中に火が付くまで何分？（4月24日、SODクリエイト SDMU-080）全4名
- 義父と嫁 お義父さん困ります あのヒトに叱られてしまいます…。（4月24日、タカラ映像 ALSP-37）全4名
- シロウト軟派ちゃんねるin新宿 vol.2 沙藤ユリ 初美沙希 みなみ愛梨（4月25日、S級素人 SABA-085）全3名
- スク水に着替えてエッチしよう（5月1日、グローリークエスト SOV-001）全4名
- 催眠研究所記録映像集 vol.7（5月1日、催眠研究所別館 ANX-040）全7名
- 快楽に理性は崩壊。 初美沙希（5月1日、TEPPAN TPPN-006）
- JKディルドオナニー 6（5月2日、OFFICE K’S JKS-057）全5名
- 働くナース（5月7日、BeFree BF-309）全8名
- 女性限定シェアハウスレズビアン 波多野結衣 神波多一花 初美沙希（5月7日、ビビアン BBAN-003）全3名
- ナマ姦不倫01 北川エリカ 初美沙希 (5月9日、光夜蝶 YST-01)
- 近々結婚を控えている妹に日課のオナニーを偶然、見られてしまい動揺している僕に「お嫁さんに行く前しかできないから良かったら手伝ってあげるね♪」と優しい眼差しをされながらの変態テクでトコトン弄ばれて僕はビンビンに勃起してしまった件。（5月9日、NON YSN-397）全6名
- エステティシャンがチラリズムと淫語で超マッハ顔騎オナニーする店（5月15日、ジャムズ DJSG-099）全5名
- キレイなお姉さんの背後からの寸止め手コキ 2 （キャバ嬢編）（5月15日、ジャネス DJSG-100）全5名
- 自画撮りオマ〇コ指オナニー（5月15日、グローリークエスト SOV-002）全14名
- 素人エステナンパ 2 【悪徳サロンの性感エステ】でイカされちゃった素人娘 4時間（5月16日、映天 CAT-345）全9名
- P-3 ザーメンマニア専門ビデオ オール全裸（5月16日、S.P.C ASW-157）全8名
- The Oral Sex ワイセツな口内性交 濃密フェラチオ（5月19日、Fetish Box ASFB-086）全8名
- 汗っかき濃厚エロス 初美沙希（5月19日、Fetish Box ATFB-203）
- エロ過ぎる光沢、すべすべした手触り、蒸れた匂いのパンティストッキングを履いたお姉さんたちに興奮しザーメンを発射するパンスト遊戯240分（5月19日、スタイルアート SPSE-002）全11名
- 学校と家との往復ばかりで何の刺激もない僕の生活だったけど、ある日泊りに来ていた姉友のシャワー姿がガラス越しにはっきり透けて見えていたので、僕は勃起しながらガラス一枚へだてて堂々とのぞき！えっ！？まさか…シャワーを使ってオナニーしてる！？（5月22日、Hunter HUNT-850）全5名
- 素人奥さんが水着に着替えて参加！ヌルヌル泡泡ソープ体験 2（5月22日、アイエナジー IENE-413）全5名
- 街のゆるいマスコットはお股もユルいのか徹底調査！着ぐるみを脱ぐとまさかの激カワ娘！？汗だくのムレムレ感でさらにエロさが増し、たまらずハメ倒すと中身も超どスケベのユルユル娘だった！ 初美沙希 五十嵐ひかり 峰岸ふじこ（5月23日、SCOOP SCOP-222）全3名
- 美少女ふたりでエッチッチ！ 二葉このみ 初美沙希（5月25日、kawaii* KAWD-532）
- おしゃぶりMチ○ポ 支配的なフェラチオで猛発射 2（5月25日、未来 DMBI-028）全10名
- 悩殺アクメ淫語オナニー vol.3（5月25日、ジャネス DJSG-102）全8名
- 手で犯す M男専用手コキスト ver.2（5月25日、未来 DMBA-156）全7名
- 催眠研究 隷女 2（5月31日、催眠研究所 HPR-009）全6名
- 汗ばみ湿り気を帯びたムレムレパンスト足先、足裏で勃起チ○ポをコキコキするようにディルドをやさしく、激しくする足コキ技に超コーフン！（6月5日、ジャネス HYAZ-070）全8名
- 素人レズナンパ VOL.2 ウブな素人娘の初めてのレズ体験（6月6日、OFFICE K’S DSKM-105）全6名
- マルチプルオーガズム 男のW潮吹き 前潮・射精・後潮という3連続の絶頂 vol.3（6月15日、未来 DMBA-158）全4名
- 可愛い顔してデカ尻！！ 初美沙希（6月15日、MARRION MKZ-024）
- くすぐり♥パンティーマッサージ vol.6（6月15日、ワニッチ COCH-00006）全4名
- 街を歩いてる女の子に「履いてるパンツを売って下さい！！！」と懇願した結果www（6月15日、ワニッチ PNCH-10012）全10名
- パンツを売ってマ●コを見せる女 AV女優・初美沙希（6月15日、ワニッチ SRSR-00022）
- 極フェラ♥メガネ射 初美沙希（6月15日、ワニッチ WHEN-00004）
- パンツ・オブ・ザ・ワールド featuring 初美沙希（6月15日、h.m.p PNCH-10011）
- ガン見フェラ 2 （ギャルJK編）（6月15日、ジャネス DJSG-104）全5名
- スペレズ 上原亜衣 初美紗希 (6月19日、エムズビデオグループ MVSD-225)
- お客様は神様です！就業中、目の前に突き出された働き盛りの人妻たち勃起チンポに絶対服従する（6月25日、Mellow Moon YLW-4208）全6名
- 小便アイドル（7月1日、OFFICE K’S AVOP-018）全4名
- クッソエロい痴女とめっさ可愛い変態の萌え照れレズ 有村千佳 初美沙希 (7月4日、h.m.p HODV-20985)
- 欲求不満な美人エステティシャンがお気に入りのチ○ポを見つけたのか無理矢理ヨダレまみれでキスはするし、ベトベトマ○コを舐めさせられるし 最後は僕の勃起チ○ポを強引にぶち込みピストン騎乗位するので思わずドピュとイッてしまった！ (7月5日、ジャネス DJSG-106) 全5名
- 学校ではシャイで内気だけど実はエロくて超kawaii 女子校生との1泊2日の体験学習 初美沙希（7月7日、unfinished URVK-003）
- スリルとスケベを求める痴女お姉さんは職場で見知らぬ男にマ○コ見せつけ誘惑する。僕のチ○ポは我慢できずに精子をドピュドピュと出しちゃいました！（7月13日、ジャネス IMPC-003）全5名
- お爺ちゃん！！悪戯（イタズラ）しちゃダメだよ。嫌がりながらも優しく受け入れてくれた4人の孫娘たち（7月15日、ロータス AT-143）全4名
- 嫁パンチュ 初美沙希（7月15日、h.m.p PNCH-00006）
- 夢の近親相姦！「お姉ちゃんのパンツ見すぎだぞ♥」ちょっぴり大人になった姉貴達のカラダにチ○ポびんびんな僕ですが、誘ってきたのはお姉ちゃんなんです（7月24日、SWITCH SW-271）全4名
- うちの妻にかぎって…「も、もっとキスしたい…」消えそうな程か細い声でそう言うと、僕の妻は他の男にカラダを許した 初美沙希 (7月25日、ビッグモーカル MCSR-116)
- 全発射本物精子!ノーカット11連続中出しセックス＆ザーメンごっくん22連発プラスアナルマ○コぶっかけ精子ねじ込み30発さらに初黒人3穴ファック! (8月1日、ダスッ! AVOP-061)
- 原作売上本数10,000本!!驚異の同人コミック実写化!!母娘の檻〜地獄の始まり〜原作 同人サークル四畳半書房 白木優子 上原亜衣 初美沙希 (8月1日、マドンナ AVOP-072)  ※AV OPEN 2014参加作品 全3名
- チラッしゃいませ!!kawaii*学園文化祭2014 パンチラJKがお出迎え♪ (8月1日、kawaii* AVOP-056) 全8名
- 成瀬心美完全復活!? KMP人気企画を全部見せちゃいます SUPER SPECIAL 成瀬心美 有村千佳 さとう遥希 初美沙希 桜井あゆ (8月1日、Million AVOP-074) 全5名
- 顔面圧迫マニアのM男（8月5日、未来 DMBA-162）全6名
- 完全着衣で初美沙希とHなデートしょっ♪ 初美沙希（8月7日、unfinished URDT-008）
- 危険日直撃!!子作りできるソープランド 4 二輪車編 (8月7日、Mr.Michiru MIST-025) 全6名
- JKチアガールズ 有村千佳×湊莉久×初美沙希（8月8日、クリスタル映像 EKDV-396）全3名
- 初美沙希がアナタ目線でアナタとSEX ～1日何回でも中に出していいよ！～ 初美沙希（8月13日、ホワイト HERW-036）
- パンストから透けて見えるパンティやオマ○コに勃起してるチ○ポ！パンストの質感にそそられてると彼女たちはイヤらしい目で誘ってきた！！200分（8月14日、ケンシロウPROJECT SHKI-007）全10名
- GOSSIP BOYS episode1 「はじまり」（8月15日、h.m.p WNES-00001）
- 働くお姉さんがまさかの痴女でヤラれちゃいました!…ド淫語と凄テクで僕のチ○ポを挑発してくるのでたまりません! （8月19日、スタイルアート DYNC-002）全5名
- 下半身だけすっぽんぽん！（8月21日、グローリークエスト OVG-003）全5名
- 男女共用のトイレに行ったら偶然にも女性が用を足している瞬間に遭遇！興奮した僕のチ●ポはフル勃起状態で、我慢できずに誘ってみると恥ずかしさと驚きで何でも言う事を聞いてしまう！！ 2（8月22日、SCOOP SCOP-245）全5名
- イラマ＆ビンタ 7（9月1日、中嶋興業 NKD-139）全8名
- 催眠研究所記録映像集 vol.8（9月1日、催眠研究所別館 ANX-044）全8名
- 痴漢懇願変態妻 自ら痴漢バスに乗る潮吹き巨乳若妻 初美沙希（9月4日、グローリークエスト GVG-035）
- 中出し肉便器学級当番 2 苺ミク 新希マヤ 初美沙希（9月6日、サディスティックヴィレッジ SVDVD-427）全3名
- 逆愛人契約！中出し10発するまで許さない淫乱痴女 桜井あゆ 水野朝陽 初美沙希 美泉咲（9月12日、ケイ・エム・プロデュース MDB-561）全4名
- 女子校生12人オマ○コ指入れぴちゃぴちゃ自画撮りオナニー vol.20（9月15日、プリモ PYM-132）全12名
- 肉奴隷学園マシンバイブで姦られて、白目エビ反り痙攣・激潮!そして失神する女教師 苺ミク 初美沙希 武井もな (9月25日、サディスティックヴィレッジ SVDVD-431) 全3名
- ぶっかけザーメン汚顔露出 初美沙希（9月25日、アマチュアインディーズ INDI-007）
- 痴女がひんぱんに出没するとウワサされてる所で…洗ってないマ○コを舐めさせられたり、チ○ポを無理矢理弄られ精子を搾り取られてしまった（9月25日、CHANGE CAGJ-005）全5名
- 新人・初美沙希デビュー（10月3日、h.m.p HODV-21011）※人気女優をあの頃のAV的な雰囲気でリブートするシリーズ
- レズビアンシェアハウス（10月7日、ビビアン BBAN-016）全6名
- パンストすけすけ 初美沙希（10月7日、unfinished URPS-014）
- 羞恥！公衆の面前で強制絶頂アクメ＆潮！ビッグバンローター改をマ○コに入れて街中を引き回せ。 苺ミク 初美沙希 武井もな (10月9日、サディスティックヴィレッジ SVDVD-433) 全3名
- 親友の嫁のムッチリホットパンツ尻に僕の理性は崩壊！我慢できずに旦那に隠れて寝取ったら、あまりの気持ちよさにヨガリまくり！真横に旦那がいるにもかかわらず、声を押し殺して体を求めた！ 初美沙希 加納綾子 大森玲菜（10月10日、ブイアンドアールプロデュース VRTM-018）全3名
- 催眠看護 全国共通お○こ券（10月19日、ROOKIE RKI-377）全5名
- 昏睡媚薬イキ狂いナマSEX テニスサークルの女子大生に媚薬を飲ませたら、いきなり失神!焦ったけど興奮したのでセクハラしていたら、急に目を覚まして勃起デカチ○ポを求めて生ハメしてきた! (10月23日、サディスティックヴィレッジ SVDVD-434) 全5名
- 超人気アダルトモデルが1週間の社員体験！ムラムラしてもヌキは絶対NG！！（10月24日、おかず。 OKAD-507）全4名
- 真夏のムレッムレッ逆痴漢電車（10月25日、kawaii* KAWD-584）全8名
- 美人で優しくてエロいウチの嫁は無防備にいつもパンティをチラつかせて誘惑するものだから思わず勃起！それを見た彼女はマ○コをぐっしょりさせ、俺のチ○ポをしゃぶりまくりザーメンを喉越しで搾り採っていった！（11月5日、未来 SITA-002）全5名
- もうワザととしか思えない欲求不満な人妻の行動！胸チラ・パンチラで誘惑しながら濃厚接吻手コキされた僕のチ○コはフル勃起状態でザーメンを連続発射してしまう！！（11月7日、CHANGE CAGJ-007）全5名
- ガーディアン・ミストレス-俺様を護れ！- MOODYZコラボ企画 西野翔 初美沙希（11月13日、MOODYZ MIRD-144）
- 嫁が胸の谷間をチラチラするので見てたらチ○ポが勃起していることがバレちゃった！欲求不満な彼女の凄テク食い込みパンティで僕のザーメンはドピュドピュと大発射！（11月15日、未来 SITA-003）全5名
- 羞恥!巨乳限定!強制混浴露天風呂 混浴温泉に全裸で強制入浴!超はずかし〜いエロ・ミッションを無理矢理やってもらいました! (11月20日、サディスティックヴィレッジ SVDVD-440) 全5名
- ショップの店員があまりにもタイプ❤たった1畳の試着室で2人きり…ズボンのすそ上げ中のイイ匂いに超勃起！これはピンチと思ったら…ギンギンな僕のデカチンに店員さんは大興奮！？そのまま僕のチ●コを咥え出した神展開！！（11月28日、スクープ SCPX-010）全5名
- エレガント人妻ナンパ 9 気品漂う上品な奥様が醸すフェロモンは欲求不満の裏返し 声をかけると昼間っから欲情ドスケベSEXの虜に（11月28日、GIGOLO GIGL-102）全6名
- 時間よ止まれ!20 タブーなシチュエーションよ止まれ!（11月28日、V＆R VRTMS-013）全9名
- 魅惑のテクニックで連続射精＆射精後亀頭責めで男の潮吹きっ！！出過ぎちゃって困る！！コレが噂の（ヤレる）回春マッサージ 初美沙希 宮地藍 舞咲みくに（11月29日、LEO UD-656R）全3名
- 美人で色気ムンムンな我が家の嫁がオマ○コが疼きまくるのかパンチラ、胸チラで家族を誘惑…。もう男たちのチ○ポはフル勃起状態でそれを見た彼女も… （12月1日、スタイルアート DYNC-007）全5名
- 僕の乳首をイジって下さい 濃厚な乳首責めでヌカれたい（12月5日、ジャネス GYAZ-123）全7名
- 精子で何でも買い物ができるオチ〇ポレストラン 愛須心亜 茜あずさ 初美沙希（12月5日、DIY DIY-015）全3名
- 魅惑のテクニックで連続射精＆射精後亀頭責めで男の潮吹きっ!!出過ぎちゃって困る!!コレが噂の（ヤレる）回春マッサージ 初美沙希 宮地藍 舞咲みくに (12月5日、LEO UMD-477) 全3名
- ダメ社員の僕を不憫に思った女上司に「擦りつけるだけだよ」という約束で素股してもらっていたら互いに気持ち良すぎてマ○コはグッショリ！でヌルッと生挿入！「え！？入ってる？」でもどうにも止まらなくて中出し！（12月6日、アイエナジー IENE-499）全4名
- 「4人の美人姉がおとなしい弟を溺愛するあまりひとつ屋根の下で近親姦通しているアダルトビデオのような家族は実在した？！」（12月6日、DANDY DISM-029）全4名
- 大量潮吹きお漏らし・精子ナマ中出し個人撮影 巨乳Fカップ美人若妻 さき（仮名・26才）（12月13日、HERO HEG-005）
- 羞恥レズ痴漢 若い女性に大人気のリゾート地でレズ痴漢され周りに友人や彼氏、家族がいるのに感じてしまい、恥ずかしさのあまり声も出せずに犯されてしまうウブ巨乳娘たち！（12月22日、アパッチ AP-177）全9名
- 都内街角の若妻をナンパGET マジ中出ししちゃいました。（12月25日、田町ナンパ天国 NSA-001）全12名
- ウチの嫁は昼間から家に居る身内の男のチ●ポに興味津々。夫には見せた事のない誘惑サインでチ●ポを咥え込み騎乗位で精子をマ●コで絞り取り、中出しさせる！（12月26日、なでしこ NASS-185）全5名

- MOODYZファン感謝祭 バコバコ中出しキャンプ2015 超ハイテンション種付け子作り大乱交SP (1月1日、MOODYZ MIRD-146) 全8名
- レズッチ! ちかっち＆さきっぽ。ふたり合わせて『ちかっぽ』の仲良し湯けむりレズビアン 初美沙希 有村千佳 (1月1日、h.m.p HODV-21034)
- 社員旅行で女子社員に囲まれて男は僕1人の王様ゲーム！女性だらけの会社に就職してしまった僕。毎日、お茶くみや雑用等なんでも押し付けられている僕なので、社員旅行で温泉旅館に行っても状況は同じでまったく気が休まらない。でも僕をいつもパシリにしている上司の言い出した『王様ゲーム』で超楽しい社員旅行に激変！「王様の命令は絶対！」なので、嫌がりながらも意外とノリノリでエロい命令にも従い予想外にオイシイ思いができた！ 3（1月8日、Hunter HUNT-947）全10名
- レイプが合法になった世界〜公衆の面前でチ○ポ挿れっぱなし！犯りたいと思った瞬間に即ハメ!白昼堂々強制子作り!!〜 (1月8日、ディープス DVDES-803) 全4名
- 「女なら一度はセックスで失神してみたい」!世界最大級のメガチ○ポスター大集結!ハードすぎる異人種中出しセックスに初美沙希が挑む!! 初美沙希 (1月8日、DANDY DANDY-406)
- 緊縛令嬢姉妹 初美沙希 浜崎真緒（1月9日、ケイ・エム・プロデュース／million MILD-953）
- 中出しされたザーメンをごっくん Vol.5 湊莉久 初美沙希 (1月13日、MOODYZ MIGD-631)
- 今からアタシ… お兄ちゃんとセッ○スしてきます 初美沙希 (1月13日、無垢 MUDR-004)
- シリーズ団塊5 太刀川公章 64歳 初美沙希の場合（1月16日、UIA UIAS-005）
- キラメキ ハツラツガール 初美沙希（1月19日、ミル KMI-092）
- お母さんのエロボディーをおかずにセンズリをする俺。ビンビンに勃起したチ○ポをシコシコする姿を見せつけたらお母さんは発情してマン汁垂らしまくっちゃいました！（1月20日、ジャネス DJSH-041）全11名
- ブラコン6姉妹と欲求不満なママに一線を越えてはイケない関係を求められた僕は家族でただ一人の男。しかも毎日チ○ポを可愛いがられて精子を作るヒマもない！（1月22日、SWITCH SW-309）全7名
- ママさんバレー合宿に来た人妻達のムチムチTバックブルマが僕を誘惑♥辛抱たまりまっしぇん！（1月22日、SWITCH SW-310）全4名
- 働女が僕に上から目線で罵ってきたが疑いが晴れて立場が大逆転して足ナメ謝罪を要求！犯してもにらみ顔でイクのをガマンして抵抗するので媚薬を飲ませて突きまくったら白目をむいて仰け反り痙攣失神イキしまくった。（1月22日、アイエナジー IENE-516）全4名
- 【実写版】りんかん倶楽部・後編 (1月30日、ZIZ ZIZG-007) 全5名
- 今すぐヤリたい！チ○ポ大好きな奥様は旦那のチ○ポも好きだけど…他の勃起チ○ポも食べたいの！とビチョヌレマ○コで手当たり次第に男を誘惑！ドスケベなボディとエロテクでヒイヒイ言わされる僕 (2月1日、設定思考 SESA-001) 全5名
- 観光に訪れる男たちを村娘の下品な性接待で中出しさせて妊娠したら婿に入ってこの村に住めと承諾させる温泉宿 (2月5日、Mr.Michiru MIST-048) 全6名
- 夫婦が妊娠出来るよう応援いたします！お電話1本頂ければ危険日中出しをお手伝いしてくれるチアガールがお伺いいたします！嫉妬心 独占欲 束縛心などをほどよく刺激してくれ夫婦のセックスを盛り上げます！（2月5日、Mr.michiru MIST-050）全8名
- 「生強姦女子校生」男たちの勝手な都合で好き放題に犯されてしまう女子校生たち (2月6日、GLAY’z IGN-009) 全10名
- 初美沙希の逆アナル強姦 可愛い顔して巨大ペニバンでM男犯 初美沙希 (2月13日、M男パラダイス MOPA-019)
- 調教潮吹きお漏らしザーメン中出し個人撮影 巨乳Fカップ さき（仮名・27才） 初美沙希 (2月13日、HERO HEG-008)
- 娘のSEXを見て疼いた若妻はどんな男の精子も中で受け止める！？ 4（2月27日、ケイ・エム・プロデュース／SCOOP SCOP-280）全5名
- 美人4姉妹とハーレム同棲生活（2月27日、おかず。 OKAD-512）全4名
- 時間よ止まれ！非公認STOPテスト 見せてはいけない撮影の裏側マル秘公開 2（2月27日、ブイアンドアールプロデュース VRTMS-042）全9名
- 近親相姦 いけない関係 義父と義兄弟を誘惑する淫乱な若妻 DX4時間（2015年2月27日、なでしこ NASS-208）全5名
- 子作り目的で温泉宿にやって来て、どこでもイチャつく若い夫婦を羨ましそうに覗き見ていた仲居（独身）が欲情して嫁よりも先に自分のマ○コに中出ししてほしいと旦那を誘惑!うたた寝する嫁の隣でバレないように声を押し殺して濃厚精子を搾り取る! (3月5日、Mr.Michiru MIST-053) 全6名
- パンチラ見てたら勃起しちゃった男性客のチ●ポに興奮して、パンティを濡らしちゃったエステのお姉さん！ 初美沙希 水沢みゆ 大場ゆい（3月6日、OFFICE K’S DOHI-012）全3名
- ちかっぽのお宅訪問！『え～っ！ぼ、僕の部屋に ちかっぽ がやってきた！！』 有村千佳 初美沙希（3月6日、h.m.p HODV-21048）
- 面接に来たらいきなりアナルをおっぴろげさせられた素人娘 VOL.2（3月6日、虎堂 TDSU-018）全15名
- 【新宿Mヤプー】監修 初美沙希の顔面キック調教（3月19日、MEGAMI MGMY-004）
- JK姉妹をレズ調教するレズビアン家庭教師 ～美人教師と2人姉妹＆清楚系教師と3人姉妹～（3月19日、Hunter HUNT-980）全7名
- SEXを妄想しながら淫語オナニー（2015年3月20日、虎堂 DIV-192）全6名
- 再婚相手の息子に中出しされて…。初美沙希（4月1日、ABC OKSN-235）
- 素人センズリナンパ（4月3日、虎堂 TDSU-022）全7名
- アナルに堕ちた美人妻 2 初美沙希 (4月7日、アタッカーズ RBD-673)
- 酔い潰れた新卒社員に手を出した俺 (4月9日、AKNR FSET-546) 全4名
- 夢の集団痴女秘書オフィス（4月10日、ケイ・エム・プロデュース MILD-969）全4名
- AV女優顔負け！素人娘のフェラチオが凄い！ 3（4月17日、映天 ESV-024）全7名
- 巨根 悪徳プロデューサー 1 初美沙希 水野朝陽 桜井ことの（4月19日、慧萌昂 KMRE-001）全3名
- 愛人≪ラ・マン≫ 初美沙希（10月30日、ルビー OBD-56）
- 「…おばさんが初めてでもいいの？」友達のお母さんに辛抱たまらず金玉パンパン童貞ち●ぽで抱き付いたらヤレた！子宮から溢れるほど精子が出たので、友達に弟が出来たら、そのパパは僕かもしれません！！ 蓮実クレア 初美沙希 水原さな（4月24日、SCOOP SCPX-026）全3名
- 初美沙希＆女監督なんともJAPANが行く！エビ反りしちゃうほど過激なエロエロ媚薬レズプレイ編 PART.2 初美沙希（4月25日、ナンパJAPAN NNPJ-082）
- 街で見かけたパンスト美女の艶やかな裏側 初美沙希（5月1日、Fitch JUFD-471）
- 潮吹き美少女 2穴OK生中出しソープ 初美沙希 (5月1日、MOODYZ MIGD-645)
- 若妻の告白 あなた、許して下さい…。夫以外の男に抱かれた私。 初美沙希 椎名ゆうき (5月1日、FAプロ SGRS-015)
- ずっと一緒にいようね 3 〜すれ違う気持ちが信じ愛し合い結実する瞬間 初美沙希 朝倉ことみ (5月8日、V＆R VRTM-075)
- 長女・次女・三女・四女・母との家族内王様ゲーム さえない長男がチ〇ポ一本で朝から晩まで5人全員のマ〇コを独り占め!家族が生まれ育った我が家でやりたい放題の連続中出し!近親相姦大乱交!! (5月9日、ディープス DVDES-843) 全5名
- 私は何度も犯される……。 初美沙希（5月13日、ミステリア MSTT-007）
- MOODYZファン感謝祭 自宅に押しかけ中出し大乱交4時間SPECIAL (5月13日、MOODYZ MIRD-149) 全4名
- マスターベーションインストラクション 5 最強のオナ指示淫語マイスターSP (5月21日、ROCKET RCT-738) 全6名
- 馬用興奮剤を飲んだ男女が中出しぐちょぐちょ種付けSEX 初美沙希（5月22日、ケイ・エム・プロデュース UMSO-004）
- 一泊二日の温泉旅行で羞恥漬けにされる「いいなり」不倫妻。見知らぬ客たちの視線にオマ○コを疼かせてる彼女に辛抱たまらず中出ししちゃいました！（5月22日、なでしこ NASS-250）全5名
- 姉貴でオナニーする毎日が、姉貴とセックスする毎日に変わった羨ましすぎる弟 紺野ひかる 初美沙希 夏海花凛（5月25日、かぐや姫 KAGH-016）全3名
- シゲキMax！！手コキ男犯 連射・男の潮吹き・尿道・亀頭・睾丸責め（5月25日、MEGAMI MGMF-036）全6名
- 愛しのごっくんアイドル 可愛い女の子のエゲツないネバスペと濃汁ごっくん 初美沙希（6月5日、h.m.p HODV-21076）
- 露出悦楽 羞虐に溺れる巨乳若妻 初美沙希 (6月12日、アモーレ TAMO-005)
- 女の子しか出てこないヌキやすさを追求したオナニーサポートDX (6月13日、MOODYZ MIAD-796)
- ナマ☆ハメ 初美沙希 〜AV女優さんのセフレのように朝まで何度も中出しSEX〜 (6月13日、HERO HERW-045)
- 超美人な露出狂な痴女が出ると噂の温泉宿に行ってみた！マジで現れた彼女にオッパイ、オマ○コを見せつけられ誘惑してきた、もうハチキレそうですわ！(6月15日、未来 SITA-005) 全6名
- 禁断介護 初美沙希 (6月18日、グローリークエスト GVG-153)
- 公然で指オナニーを見せつける露出女たち！人の目も気にせずオマ○コおっぴろげで発情しまくり、淫語言いまくりでビックリ仰天！ (6月20日、未来 DFTA-75) 全7名
- 「キスだけで…濡れちゃうんだもん…」 おじさん食堂02 キスだけでパンティがビショビショになっちゃう位に感じやすい奥さんの手料理とセックスが二つの意味でオイシイ。 初美沙希（6月25日、ビッグモーカル MCSR-161）
- 病室でイチャつくカップル 彼氏が寝てる隙に超可愛い彼女を襲って中出し 紺野ひかる 初美沙希 夏海花凛（6月25日、かぐや姫 KAGH-020）全3名
- 普段は大人しい浮気妻がいいなり露出で俺の勃起チ●ポをジュボジュボ！ 恥ずかしがる不貞妻にドピュドピュと大量ザーメンを発射！ あぁーたまらん！！（6月26日、なでしこ NASS-267）全7名
- 男の夢…普段は大人しい清楚妻を羞恥温泉に連れ出しました！人前で俺のチ○ポを咥えさせたり、オナニーさせたりいいなり露出でヤリたい放題！ 横山みれい 村上涼子 初美沙希（7月5日、ジャネス GSPB-009）全3名
- 不倫妻のガチ羞恥露出！発情ボディでチ○ポを咥え込み青姦中出し！！「危険日で赤ちゃんできちゃう…」（7月15日、未来 DFTA-76）全7名
- 僕の視線を釘づけにする挑発パンチラ（7月15日、ジャネス GYAZ-132）全6名
- ありえない相手とレズ行為！歳の差なノンケ女に突然キスしたら「えっ…！？なんで私、こんなに濡れているの！？」と戸惑いながらもマン汁を垂らしイキまくる！！ 2 大槻ひびき 初美沙希 福元美砂恵（7月19日、ジャネス EXVA-004）全3名
- 巷の噂で聞いた痴女が出没する温泉旅館に泊まってみた！突然露天風呂に現れオッパイ丸出しで僕のチ○ポを射精するまで離さないんです。（7月19日、設定思考 SESA-009）全6名
- SEXのハードルが異常に低い世界 10スペシャル（7月23日、ディープス DVDES-866）全8名
- 敏感ビーチク男子大集合！羽のように柔らかい舌でねっとりと舐めあげられるフル勃起な男の乳首 (8月13日、痴ロモン CRMN-051) 全7名
- 義兄チ○ポに魅せられて 義兄の巨根を受け入れる禁断の近親相姦 初美沙希 (8月13日、セレブの友 CEAD-080)
- 「えっワタシなんでこんなに濡れちゃうの？」絶対ありえない若い娘に突然レズられちゃうノンケな美魔女！戸惑いながらもオマ●コ舐められたらその気になっちゃう！！ 福元美砂恵 大槻ひびき 初美沙希（8月14日、なでしこ NASS-293）全3名
- 羞恥露出が好きな人妻と不倫旅 人の気配に恥じらいながらも大量ザーメンを中出しされイキまくる女たちに超コーフン！！（8月19日、エマニエル EMCB-007）全7名
- 近親相姦レズ愛娘に突然キスをされレズられてしまうノンケな母親。戸惑いながらもオマ○コを刺激され自分でも信じられないくらいに感じてしまう私…（8月19日、設定思考 SESA-012）全10名
- 「ナマで入っちゃった！」巨乳デリ嬢のオイル素股でチ●ポをマ●コに擦り付けてたら思わずフル勃起からの生挿入！本番禁止のはずがナマ中出しまで許しちゃったドスケベ巨乳デリ嬢（8月20日、グローリークエスト OVG-027）全5名
- センズリ鑑賞ド素人 脱ぐのは嫌だけどチ●コ見るだけなら…（8月25日、かぐや姫 KAGH-030）全5名
- 絶対服従トランスサークル（9月1日、プレステージ AVOP-140）全7名
- 女子校生文化祭模擬店 ちら見せオナサポ喫茶SP（9月1日、アロマ企画 AVOP-131）全8名
- 「女友達としか思ってなかったんだけど…」無防備なノーブラに我慢出来ず、気付いたら横乳から…。 杏美月 初美沙希 星野ひびき（9月1日、ムーディーズ MIAD-818）全3名
- やりすぎ生中出し家庭教師 初美沙希 (9月4日、h.m.p HODV-21100)
- 奴隷ソープに堕とされた女教師 4 初美沙希（9月7日、アタッカーズ RBD-711）
- 淫語中出しソープ 48 初美沙希（9月13日、AVS collector’s AWT-063）
- 即ハメ！！10 （癒し系人気女優編） 台本ナシ！編集ナシ！ガチンコ一本勝負！！ノンストップ120分壮絶ハメ倒し！2分に1回ビクビク絶頂！！ 初美沙希（9月13日、セレブの友 CEAD-087）
- 復活!世界で一番大きなチ○ポを持つ男のSEX (9月19日、ROOKIE RKI-403) 全4名
- 初美沙希の逆アナルファック天国（9月19日、エムズビデオグループ MVSD-273）
- 奴隷ROOM room:07 初美沙希 蓮実クレア（9月19日、プレステージ GKI-015）
- 接吻近親相姦 家族に見つからないように声を抑えてやるセックスはジンジン感じすぎます! 初美沙希 京野美麗 初芽里奈 (9月24日、ヒビノ HAVD-910) 全3名
- 【童貞君の運命はサイコロで決まる！】渋谷区近辺で声をかけた心優しい女子大生・人妻・OL・保母さんがサイコロ次第で童貞くんを筆おろし！しかも全員真正中出し！！（9月25日、本中 HNKY-002）全4名
- レズビアン四重奏 (9月25日、セレブの友 CESD-153) 全4名
- おねだり挑発ポーズのクリむきオナニストたち（9月25日、アロマ企画 ARM-462）全5名
- 蓮実クレアの名器に舌鼓打ちながら初美沙希に濃厚ベロチューおねだりされるエロ羨ましすぎる3Pセックス 蓮実クレア 初美沙希（9月25日、アロマ企画 ARM-460）全2名
- レズッチ！仲良しふたり組初めてのレズ共演 初美沙希 美泉咲（10月2日、h.m.p HODV-21107）
- エロ危機一発 初美沙希（10月2日、h.m.p HOWY-001）
- 聖・ご奉仕宇宙学園 初美沙希 愛須心亜 宇佐美まい（10月9日、ケイ・エム・プロデュース／宇宙企画 MDS-804）全3名
- レ×プ合法化2穴中出し学園 (10月13日、MOODYZ MIRD-152) 全4名
- 〔投稿露出〕〔素人生撮り〕「現役レースクイーン/チームホ●ダ所属21歳/M歴3年」プライベートで素人オマ●コとガチンコ羞恥プレイをやってみた！※本編は顔バレ目線なし 初美沙希（10月15日、フューチャー DFBK-001）
- JKの黒パンストから透けたパンティがたまらない！蒸れたパンストはいたままでチ○ポを誘惑するナイロン脚に爆発寸前！ 初美沙希（10月20日、ラハイナ東海 FETJ-306）
- 女捜査官拷問調教 10 初美沙希 (10月25日、セレブの友 CETD-264)
- アイアンクリムゾン6 初美沙希（10月25日、ダスッ！ DASD-308）
- スチュワーデス研修会まるごと全員と中出し乱交（11月1日、ズッコン/バッコン ZUKO-089）全13名
- 媚薬レズ痴漢（11月12日、ナチュラルハイ NHDTA-742）全6名
- 童貞の僕は彼女と初めてのデートの前日に、お姉ちゃんにセックスの練習台となってもらう。もちろん挿入はしないはずだったが、素股で気持ち良くなって興奮してしまったお姉ちゃんは『にゅるん』とチ●ポを入れてしまい…（11月13日、ケイ・エム・プロデュース／SCOOP SCOP-344）全4名
- セックスレスの妻が禁断の媚薬治験アルバイト 初美沙希 〜薬漬けにされ性廃人になった美人妻〜 (11月26日、ROCKET RCT-800) 全4名
- 脂ぎった中年男とのドロドロ性交 夫に見られながら犯されて… 初美沙希（12月4日、h.m.p HODV-21123）
- 今日から私たちレズビアン3姉妹 松本メイ 愛須心亜 初美沙希 (12月7日、ビビアン BBAN-066) 全3名
- チアコス美乳ママ種付け 出産後のエロくなった身体を拘束して強制奴隷化 初美沙希（12月8日、ミセスの素顔 MRSS-021）
- 今からアタシ…輪○されます。 初美沙希（12月13日、無垢 MUDR-007）
- 胸キュン！柔らかい舌で優しく乳首を舐められ、凄腕手コキで抜かれたい（12月15日、未来 DFRD-001）全7名
- お尻大好きしょう太くんのHなイタズラ 初美沙希（12月17日、グローリークエスト GVG-237）
- ゴミ捨て場でノーブラ奥さんと遭遇 汚い場所で犯すとなんか興奮する 2 初美沙希 赤西涼 美泉咲（12月20日、かぐや姫 KAGH-043）全3名
- 豪華共演！紗倉まな＆超人気女優たちがイカせてくれる 夢のハーレム逆3Pスペシャル（12月24日、SODクリエイト STAR-640）全6名
- 夫公認！私の妻を満足させてください。 若妻を手に入れたばかりなのに抱けなくなってしまった夫 初美沙希（12月25日、ながえスタイル BNSPS-416SO）
- 寄生妻 2 初美沙希（12月25日、セレブの友 CETD-272）
- 女体淫乱肉奴博物館 変態淫女 2人目 初美沙希 (12月25日、AVS collector's KOOL-012)
- 本中5周年記念作品!!美少女中出し島2015（12月25日、本中 HNDS-038）全12名

- まだまだ犯し足りない女 初美沙希（1月7日、アタッカーズ SHKD-662）
- 妊娠してセックスレスになった優しい（義）姉さんに勇気を出してお願いしたら意外にも可愛い弟チ〇ポなら…と挿入を許してくれるのか？お腹を気遣い最初は浅くスローピストンしてたのに途中から我を忘れて…。（1月8日、SCOOP SCPX-079）全5名
- ハーレム巨乳美容院中出しスペシャル (1月8日、ケイ・エム・プロデュース/BAZOOKA MDB-672) 全4名
- 夫と義弟の間でゆらめく性欲 初美沙希（1月8日、オルガ／アモーレ TAMM-004）
- こ～んなシチュエーション 男だったらきゅんきゅんし過ぎて萌死ぬ？！ 見ると彼女が無性に欲しくなるAV 初美沙希（1月13日、カルマ KAM-064）
- M Doles The Bondage Corset Girl fetish 初美沙希（1月13日、AVS collector’s）
- 五感封じSEX! 2 初美沙希 (1月25日、セレブの友 CESD-185)
- 【衝撃】女優崩壊観察ドキュメント! 絶叫即中出しきもだめしツアー（1月25日、本中 HNTV-002）全10名
- じっくり高める手コキでもてなす完全勃起ともの凄い射精の回春旅館 初美沙希 (2月1日、Fitch JUFD-566)
- さきっぽ。～さきっぽのいろんな ’ぽ’ でアナタを引きずり込んじゃうんだぞ◆スペシャル！！！！～ 初美沙希（2月5日、h.m.p HODV-21142）
- 友人の母親 初美沙希 (2月7日、VENUS VEC-186)
- 白い人妻 沙希 (2月13日、HERO HERW-047)
- 淫語アクメ 強制痴女化計画 エピソード02 初美沙希(2月13日、AVS collector's KOOL-014)
- 「今、キスしたでしょ!?」 修学旅行の奇跡！布団の中でクラスの女子と２人きり！ 昨年まで女子校だった高校に入学した僕は男子生徒の絶対数がかなり少ないからきっと良い事があるのでは？と、期待とアソコを膨らませていたのですがとんでもない！良い事どころかパシリの日々！修学旅行でも当然変わらずその扱い！部屋に呼び出され、色々と雑用をしていたら怖い先生が見回りにやってきて布団に隠れたら布団の中でしばらく女子と2人きり！慌てて隠れたモンだからかなり急接近！！胸などが密着してしまい気まずいと思い体をずらしていたら唇と唇が触れ合ってしまい、結果、キスをしてしまう形に！！「今、キスしたでしょ！」と怒っていたクラスの女子も何度も何度も唇が触れているうちにムラムラしてきたみたいで激しいキスをしてきました！（2月18日、Hunter HUNTA-120）全6名
- エステ嬢がお尻を向けて誘惑してくる時の対処法 初美沙希 赤西涼 美泉咲（2月25日、かぐや姫 KAGH-047）全3名
- 好きなマ○コにいつでも中出しOK海の家 美少女編（2月25日、本中 HNDS-041）全5名
- 美人魔女 NIGHT露出04 さき 31歳 初美沙希（2月25日、美人魔女 BINC-004）
- 間違って女性専用車両に乗ってしまった僕。（3月1日、ワンズファクトリー WANZ-463）全5名
- 極上淫語Wフェラ遊戯 倉多まお 初美沙希 (3月1日、Fitch JUFD-571)
- h.m.p宣伝部長に就任した初美沙希に一日密着 (3月4日、h.m.p HODV-21151)
- セルフパイ舐め 2（3月4日、MARRION MKSP-002）全10名
- 可愛すぎるランジェリー娘5人と中出し性交R（3月11日、TMA T28-446）全5名
- ぶらりAV女優 Vol.4 （美食と露天風呂・箱根の旅） ヤリたがりAV女優さんと生ハメ中出し温泉旅行 初美沙希 (3月13日、HERO HERW-048)
- こんなにエロくてラッキーな事が続くなんて…俺、明日死ぬかも? (3月13日、KARMA KAM-066) 全4名
- 「女性専用車両で初めて唾液が交わるほどのレズキスをされた女はパンツを濡らしながら発情するまで何分？」VOL.1（3月17日、DANDY DANDY-479）全8名
- 若妻レズビアン 舌と唇と唾液まみれの濃厚接吻 舐めて求めて貪って… 羽月希 初美沙希 (3月17日、ヒビノ HAVD-924)
- なめくじ女房 3 初美沙希 (3月25日、セレブの友 CEAD-150)
- 初美沙希がギャル痴女覚醒 初美沙希 (4月1日、h.m.p HODV-21161)
- 女スパイ炎上葬送曲 戦慄の密偵極刑拷問 episode.3 気高きハニー・ルージュ 狂気の淫辱処刑に震え哭く 初美沙希（4月7日、BabyEntertainment DENJ-003）
- 人妻監禁調教 蛇縛の号泣失禁 初美沙希（4月7日、アタッカーズ JBD-205）
- モテナイ男たちの温泉旅、突然オマ○コを見せつけ誘惑してくる痴女にキン○マ空っぽになるまでオモチャにされちゃいました！ 2 初美沙希（4月12日、ラハイナ東海 MAZJ-030）
- 僕の彼女と高級ランジェリー 初美沙希 (4月13日、AVS collector's NAKA-004)
- 魅惑のキャラチェン七変化 4 初美沙希 (4月25日、セレブの友 CESD-206)
- 人妻ファミレスビアン〜淫熟妻と新人若妻の欲情パートタイム〜 菊池えり 初美沙希 (4月25日、マドンナ JUX-850)
- 脅され縛られ身動き取れず犯される悦びに目覚めた変態美人女教師 初美沙希（4月25日、えむっ娘ラボ MISM-017）
- 上原亜衣引退スペシャル 100人×中出し 引退させたいvs引退させたくない（4月25日、本中 HNDS-045）全9名
- 上原亜衣引退スペシャル 逆100人×中出し 次の上原亜衣になるAV女優は誰だ！？（4月25日、本中 HNDS-046）全9名
- 天然桃尻女子大生と「一泊二日のヤリ尽くし外泊」 初美沙希（4月30日、シャーク CHKP-003）
- 絶頂と同時にアナルがヒクつくびしょ濡れデカ尻ファック 初美沙希 (5月1日、Fitch JUFD-595)
- 美脚JKはパンストが大好き！女子校生のムチムチした黒パンストの誘惑に発情してしまった俺はチ○ポをナイロンにコスりつけた！！ 初美沙希（5月1日、スタイルアート SPSB-005）
- 中出し自宅援交 初美沙希 (5月6日、h.m.p HODV-21172)
- 昭和女のエレジー 引き裂かれた友情 憲兵隊に輪姦された2人の仲良し若妻1928 初美沙希 羽月希 (5月12日、ヒビノ HBAD-314)
- 淫らに乱れる初美沙希 (5月13日、セレブの友 CESD-213)
- 黒人ファックイカセ 初美沙希 〜イキナリ黒人チ○ポをハメられて〜 (5月13日、ケイ・エム・プロデュース REAL-597)
- 援交巨乳OL凌辱生中出し4時間 初美沙希 (5月13日、トータル・メディア・エージェンシー HSRM-028)
- 縛り拷問覚醒 恥辱の食い込み 初美沙希 (5月19日、バミューダ BDA-016)
- 媚薬調教・中出しレイプ 爆イカせ連続ぶっかけザーメン 初美沙希 (6月3日、h.m.p HODV-21182)
- 絶倫義父の性飼育 〜忘れられない肉悦の快楽〜 初美沙希 (6月10日、オルガ TAMM-008)
- 願望叶う不思議な性感エレベーターvol.04 初美沙希 (6月13日、セレブの友 CEAD-171)
- 凄腕テクでイカされる濃厚射精と男の潮吹き 初美沙希（6月15日、ジャネス GXAZ-062y）
- 148分間ノンストップ撮影、ノーカット編集で生中出し28連発に長時間お掃除フェラとぶっかけ16連発！！ 初美沙希（6月17日、FS.KnightsVisual KV-175）
- 近親相汗 火照る肉体、蒸れた子宮、ガマンできない親子の本能 初美沙希 (6月19日、VENUS VENU-616)
- スポーツジムに入会したら奥様達は食い込みハイレグフィットネス!!こりゃたまりまへんわ！（6月23日、SWITCH SW-419）全4名
- 不貞若妻! 6 初美沙希 (6月25日、セレブの友 CEAD-176)
- ウチの嫁さんが欲求不満で四六時中俺のチ○ポを求めてくる!家族にバレないようにこっそりエッチなことしてくれました! 2 初美沙希 (6月30日、ジャネス DJSK-094)
- やりすぎ家庭教師 精液をやたらに飲みたがる先生 初美沙希 (7月1日、h.m.p HODV-21191)
- 松岡ちな×初美沙希 父の再婚相手の連れ子姉妹が一見地味だが2人とも巨乳美少女でド変態！淫乱姉妹に毎日求められ1週間で14発射精キンタマからっぽヤリまくりハーレム生活 松岡ちな 初美沙希 (7月7日、SODクリエイト STAR-693)
- AV女優 裸コレクション（7月8日、V＆R PRODUCE VRTM-179）全20名
- 温泉旅館で逆痴漢する女性客と遭遇!オマ○コ見せられ目のやり場に困ってたらキン○マ空っぽになるまでやられた! 2 初美沙希  (7月15日、ジャネス DJSK-096)
- 新パックリまんこアップ 7（7月15日、サルトル映像出版 DUP-18）全10名
- 女監督ハルナの女と女の嫉妬 ガチンコトリプルレズバトル round.03 篠田あゆみ 初美沙希 川上ゆう (7月19日、レズれ! LZPL-014) 全3名
- 隣の奥さんは連続絶頂ランジェリーナ 初美沙希 (7月19日、VENUS VAGU-160)
- 初美沙希と同棲しませんか? (8月5日、クリスタル映像 EKDV-457)
- 初美沙希と中出し修学旅行 (8月5日、h.m.p HODV-21202)
- M性感 小悪魔クイーン「初美沙希に支配されたい！」こんな可愛いくてエロい娘がボンデージ痴女に…はじめてのガチンコM男犯に思わず女イキ！！  初美沙希（8月9日、ラハイナ東海 MOJ-303）
- 普段はスケベなそぶりを見せない義姉さんが実は欲求不満だったことが判明！人妻の芳醇マ○コに近親棒を無理やりナマ挿入！バックでねじ込んでそのまま突きまくったら…（8月12日、ケイ・エム・プロデュース／スクープ SCPX-141）全5名
- アダム徳永 presents 女性の為のスローセックス 第2章（8月19日、GIRL’S CH GRCH-097）
- 突撃!おはレズ乱交 in 控え室であさイチインタビュー（8月19日、レズれ! LZWM-016）全11名
- 釣りバカおじさん日記 〜マドンナ初美沙希ちゃんとキス釣りチャレンジ!!〜 (9月1日、トータル・メディア・エージェンシー AVOP-206) ※「AV OPEN 2016」女優部門 エントリー作品
- 中出し寝取られ妻 『あなたに見られながらまたイキます…』 初美沙希 (9月2日、h.m.p HODV-21212)
- 初美沙希の凄テクを我慢できれば生★中出しSEX！ 初美沙希（10月1日、ワンズファクトリー WANZ-539）
- 美姉妹・同棲レズビアン アナル舐め愛SEX 初美沙希 大槻ひびき (10月7日、h.m.p HODV-21220)
- めちゃくちゃに犯したい9つのお尻（10月25日、かぐや姫 KAGH-072）全9名
- 着衣サテンつるつる専科（10月31日、フェ地下 FNK-034）全6名
- 処女宮 敏感パイパン連続絶頂 専属・初美沙希 (11月4日、h.m.p HMPD-10004)
- 完全服従緊縛DAYS 専属・初美沙希 (11月4日、h.m.p HMPD-10005)
- 風俗行ったら 初美沙希が普通に来て ありえないサービスしてくれて もうしばらく何もできない 初美沙希 (12月2日、h.m.p HMPD-10009)
- 極限オナニーサポート《あなたが覚醒するために》 初美沙希 (12月2日、h.m.p HMPD-10010)

- 相手を限りなく愛しての幸福があふれだすSEX 初美沙希 (1月1日、h.m.p HMPD-10014)
- 奴隷化が快楽になった美人妻 初美沙希 (1月1日、h.m.p HMPD-10015)
- 可愛すぎる宣伝部長が お客様に究極のサービスで営業しました。 初美沙希 (2月3日、h.m.p HMPD-10019)
- アクメピーク 性欲が最高潮のとき初美沙希の身体はこうなる 初美沙希 (2月3日、h.m.p HMPD-10020)
- ぶっかけ本物精子44発! 初美沙希 (3月3日、h.m.p HMPD-10025)
- 媚薬緊縛レイプ（3月24日、ケイ・エム・プロデュース／REAL XRW-291）全6名
- 引退 初美沙希 (4月7日、h.m.p HMPD-10029)
- 最高の美女姉妹 佐々木あき 初美沙希 (4月25日、h.m.p DORAMA HOMA-014)

### アダルトビデオ（オムニバス単体作品、総集編、BESTもの）
- しずく 4時間（2012年5月13日、隼エージェンシー RGEN-065）
- 初美沙希 7時間（2013年3月25日、隼エージェンシー WED-106）
- おねだりエッチ美少女 初美沙希 BEST 4時間（2014年4月1日、Fetish Box ASFB-076）
- 悪戯な初美沙希 パーフェクトコレクション 180分 SPECIAL（2014年6月15日、未来 DMBK-028）
- 初美沙希でござひます（2014年7月10日、タカラ映像 MBOX-106）
- クチ・マ●コ・アナル！3穴ごっくん33発over！！初美沙希4時間（2014年11月19日、エムズビデオグループ MVBD-116）
- ぷっくり唇はフェラ色クローバーZ Eカップ美少女 初美沙希 16時間（2014年12月19日、ROOKIE RKI-369）
- 初美沙希Specialふぇちコレクション 4時間（2014年12月25日、ジャネス GWAZ-065）
- 初美沙希ベスト4時間（2015年1月1日、h.m.p HODV-21036）
  - 初美沙希ベスト vol.2 4時間（2016年2月5日、h.m.p HODV-21148）
  - 初美沙希ベスト vol.3 4時間（2016年8月5日、h.m.p HODV-21208）
  - 初美沙希ベスト vol.4 4時間（2016年12月2日、h.m.p HODV-21231）
- スーパーアイドル美少女 初美沙希 4時間（2015年5月13日、痴ロモン CRMN-040）
- 初美沙希のものすごいハードプレイ 8時間ベスト（2015年8月13日、MOODYZ MIBD-937）
- 初美沙希 SUPER BEST（2016年2月19日、ABC OOMN-162）
- 殿堂!スーパーアイドル8時間（2016年3月11日、Million MKMP-071）
- 【迷ったらコレ！】再生して3分で即ヌケます。責めも受けも見事！ 天使の様な顔して淫語連発セックス！！ 初美沙希 4時間（2016年3月25日、ビッグモーカル BDSR-242）
- 若妻「初美沙希」 12シーン 4時間 スペシャル 欲求不満な人妻と特別な不倫シチュエーションで咥えまくる240分（2016年7月22日、なでしこ NASS-468）
- 「初美沙希」イキ乱れBEST15シーン4時間 辛抱たまらんデカ尻エロボディをマニアプレイで満喫! 誰もがフル勃起＆即射間違いなし!! （2016年8月5日、ジャネス GWAZ-082）
- 初美沙希 18時間13分ベスト（2016年8月13日、セレブの友 CESD-243）※「義兄チ○ポに魅せられて」「即ハメ!! 10」「なめくじ女房 3」「レズビアン四重奏」「五感封じSEX! 2」「女捜査官拷問調教 10」「寄生妻 2」「未公開メイキング映像」を収録
- 初美沙希の世界（2016年8月25日、AVS collector’s AVSW-042）
- 初美沙希 BEST VOL.1（2016年11月3日、グローリークエスト RVG-033）
- 「初美沙希」若妻ベスト12シーン4時間 いやらしい人妻が夫以外のチ○ポを咥えまくるシチュエーション!（2016年11月13日、ジャネス GWAZ-085）
- こんな女とセックスしてみたい小悪魔女優！初美沙希260分（2024年9月30日、マザー SAN-282）

### アダルトビデオ（編集作品）

#### しずく 名義
- 女子高生ぬる×2おま●こオナニー VOL.5（3月5日、虎堂 DIV-063）※オムニバス作品 全5名
- 「女に恥をかかせない!男を求めている昼下がりの専業主婦がしかける(視線/パンチラ/密着)の欲情サインを見逃すな!」 VOL.4（4月22日、ヒロスンエンタテインメントDANDY DANDY-185） ※オムニバス作品 全5名
- いちごパンツしか見たくない! 4時間（4月23日、TMA T28-185）全6名
- 中出し巫女レイプ（5月7日、TMA T28-188） ※オムニバス作品 全6名
- 近親相姦!! 父親が年頃の娘と2人っきりでAV鑑賞（7月8日、アイエナジー IENE-005）※オムニバス作品 全7名
- 大きいオッパイした買い物中の女の子に中年男が近づきいけない行為に及ぶ（8月10日、ブリット EQ-001） ※オムニバス作品 全4名
- こだわりの手こき 4時間SP 40人のハンドメイド 16（8月25日、隼エージェンシー DVH-580） ※オムニバス作品 全40名
- 親友の彼女と禁断の情事 No.2（9月23日、アイエナジー IENE-017） ※オムニバス作品 全4名
- フェラコレ 女子校生編 3（9月25日、隼エージェンシー DVH-582） ※オムニバス作品 全25名
- 生ま◯こパンティーストッキング（10月15日、OFFICE K'S DOKS-150）※オムニバス作品 全6名
- 淫撮コタツの中の悪戯パンチラ盗撮（10月15日、CATS EYE CAT-174）※オムニバス作品 全5名
- ロリータパイパンオナニー No.2（10月15日、ディーバ DIV-077）※オムニバス作品 全6名
- フェラチオパブと名を変えたセクキャバでチ◯コを見せつけたらヤレるか（10月19日、ラハイナ東海 AEPP-046）※オムニバス作品 全3名
- 就活中のリクルートスーツ女子大生を人事部長が休日のオフィスに呼び出し眠らせてヤッちゃいました。（10月21日、アイエナジー BKSP-294）※オムニバス作品 全6名
- 深夜零時過ぎのちょんの間潜入大作戦（10月26日、ラハイナ東海 AEDS-138）全4名
- AV女優20人の業界向け宣材ビデオ（11月1日、土偶 DOGU-015） ※オムニバス作品 全20名
- 文化部女子痴漢 2 ～演劇部/華道部/美術部/写真部～（11月4日、ナチュラルハイ HNDTA-036）全5名

- 集団痴漢されている女子高生が今にも泣きそうな目で助けを求める視線を送ってきら…貴方ならどうする？（1月8日、DANDY DANDY-218）※オムニバス作品 全6名
- ブルセラ48 琥珀うた くるみ 三村紗枝 しずく ほか（1月8日、ROCKET RCT-272） ※オムニバス作品 全48名
- ハードディープフェラ&SEX vol.4 厳選!嗚咽と涙にまみれた14人の娘達（1月13日、オーロラプロジェクト・アネックス APAE-016）※オムニバス作品 全14名
- マ◯コがおかしくなるほど何度も何度もイキまくってるのに許してもらえない女子校生が、絶叫しながら本気汁をケツ穴まで垂れ流す!!大量失禁お漏らしアクメ（1月13日、東京マニGUN'S TMGK-009）※オムニバス作品 全6名
- ロリータ溺死ザーメン!（1月25日、jump-av JUMP-2161）※オムニバス作品 全6名
- S-Cute Bookmark 07 制服×巨乳（2月1日、S-Cute SCBM-007）※オムニバス作品 全4名
- 有名AV女優デビュー前SEXレッスン映像 Vol.1〜新人面接担当者がAV事務所の裏側を暴露〜（2月1日、TABOO/妄想族 YAJ-001）※オムニバス作品 全6名
- 実録 オイルマッサージ治療院 001（2月7日、桃太郎映像出版 DAMA-004）※オムニバス作品 全10名
- 学校帰りの女子中◯生にいかがわしい回春マッサージを施術するとある整体院の記録（2月13日、カルマ KRMV-954）※オムニバス作品 全32名
- 女子校生×脚コキ 4（2月18日、OFFICE K'S DKSW-270）※オムニバス作品 全6名
- ロリっ娘スクール透け水着 無邪気な発育オッパイ娘に生中出し 来栖あさみ 唯名みう しずく（2月19日、ワレメ/妄想族 SUJI-007）※オムニバス作品 全3名
- 寝静まった女子寮でうなじを舐められ興奮する黒髪娘 〜ポニーテール娘、ツインテール娘、ショートカット娘、デコ出し娘〜（2月19日、ナチュラルハイ NHDTA-079）※オムニバス作品 全4名
- 黒ストッキング美脚OL BEST（2月19日、YeLLOW ELO-345）全7名
- 巫女 COLLECTION HD（2月25日、TMA HITMA-57）※オムニバス作品 全9名
- 「最高に気持ちいぃ〜」 フェラチオ。 4時間SP（3月2日、グレイズ FTA-175）※オムニバス作品 全25名
- 夜這いレズビアン（3月4日、虎堂 DIV-089）※オムニバス作品 全4名
- いいなり素人巨乳ギャルたち（3月25日、隼エージェンシー GEN-039）※オムニバス作品 全5名
- 夜勤中に居眠りしている看護婦を夜這いしちゃった俺（4月7日、アキノリ FSET-304）※オムニバス作品 全4名
- 女子校生の巨尻ディルドオナニー（4月15日、OFFICE K'S DKSW-284）※オムニバス作品 全5名
- 禁断愛欲レズビアン（4月15日、OFFICE K'S DOKS-172）※オムニバス作品 全6名
- JK自画撮りオナニー VOL.2〜絶頂お漏らし,ver〜（5月2日、虎堂 DIV-094）※オムニバス作品 全6名
- 絶対に手を出してはいけない相手をレズ夜這い 2（5月7日、アキノリ FSET-309）※オムニバス作品 全8名
- 憧れの教育実習生とこっそりやっちゃった俺（5月19日、アキノリ FSET-311）※オムニバス作品 全4名
- レズ痴漢バス 狙いは気弱でウブな女子校生（6月18日、ヒビノ HAVD-790）※オムニバス作品 全6名
- オヤジにハマる初心っ子（6月18日、ナチュラルハイ NHDTA-125）※オムニバス作品 全3名
- ロリフェラ おしゃぶり4時間すぺしゃる。（8月7日、GLAY'z IMPACT GIGR-002）全43名
- 巨乳ロリっ娘30人パイズリ4時間（8月15日、ケートライブ KTDS-364）全30名
- 美少女34人電マ激イキ！4時間（8月15日、ケートライブ KTDS-365）全34名
- フェラチオ上手なJK お口使いの上手な女子校生たち（8月19日、GLAY'z GIHK-002）※オムニバス作品 全19名
- 禁断姦係 近親相姦な女子校生（8月19日、GLAY'z GIHK-003）※オムニバス作品 全6名
- 1週間洗ってない仮性包茎の激臭!チンカス汚フェラ 3（8月20日、レイディックス NEO-307）※オムニバス作品 全6名
- 女子校生の指つまみコキ 指先だけでイカせちゃう! 5名出演 手コキ（8月25日、ジャネス DJSG-036）※オムニバス作品 全5名
- デリバリー裏風俗 4時間（10月24日、サムシング SABE-07）全8名
- フェラコレ2011秋SP（10月25日、隼エージェンシー DVH-620）全30名
- The Best of GLAY’z 2枚組 8時間（12月2日、GLAY’z BUR-348）全200名以上
- ロリ女子校生14人連続中出し4時間 2（12月15日、ケートライブ KTDS-396）全14名

- 10人のロリ妹の手コキ4時間 2（1月15日、ケートライブ KTDS-405）全10名
- ロリ20人4時間スペシャル 3（1月15日、ケートライブ KTDS-406）全20名
- フェラでイカせてあげる!!20人のいやらしいお口!! 私たち、男の人を気持ちよくザーメンを抜くのが大好きなんです（1月25日、隼エージェンシー GUR-005）※オムニバス作品 全20名
- キスしながら乳首を責めて手こきして抜いてあげる II（2月25日、隼エージェンシー GUR-006）※オムニバス作品 全30名
- 官能騎乗 淫乱人妻悩殺騎乗位（12月21日、SEX Agent SUNS-009）全13名

#### 初美沙希 名義
- 女子校生×脚コキ 総集編4時間（1月20日、ラハイナ東海 DKSW-318）全19名
- こすぷれしりこき。超悶絶型尻摩擦（1月21日、SEX Agent SUNS-011）全7名
- 着衣緊縛フェティシズム 制服少女陥落編（2月1日、シネマジック CMN-088）全15名
- K-Tribe スーパーベスト 2（2月15日、ケートライブ KTDS-412）全18名
- 涙目ロ●ータイラマチオ（3月1日、NIRVANA NIT-081）全53名
- 連続お掃除フェラチオ（3月16日、SEX Agent AGEMIX-114）※オムニバス作品 全7名
- 田舎の女子学生の乱交スペシャル ウブっ子が周りに流されてヤンキー男女に身体を捧げてしまう 4時間（4月10日、ホットエンターテイメント HFF-034）全18名
- 美少女たちの潮吹きマ○コ 4時間（6月15日、ケートライブ KTDS-456）全15名
- 近親相姦8時間 女子校生編（6月25日、隼エージェンシー WED-079）全20名
- 痴漢バスに乗り合わせた女子校生 4時間（7月13日、BAZOOKA MDB-375）全6名
- ロリ女子校生13人連続中出し4時間 4（7月15日、ケートライブ KTDS-462）全13名
- 強制全裸露出 6時間 羞恥心と悦楽の狭間で…（8月25日、プールクラブ・エンタテインメント PSI-236）全5名
- 生中出し新入女子社員 8時間 Special（9月13日、BAZOOKA MDB-388）全10名
- 淫乱痴女SEX8時間（9月25日、美 BIB-060）全42名
- オトナのナース検診 4時間 ～あなたのおちんちん癒してあげる～（10月12日、BAZOOKA MDB-398）全5名
- ロリ10人4時間すぺしゃる! 4 （10月15日、ケートライブ KTDS-495）全10名
- オンナ達のディープキス（10月19日、アンナと花子 ANHD-019）全74名
- 素人若妻ナンパ中出し 撮り下ろし8時間スペシャル 2（10月26日、おかず。 OKAD-464）全10名
- プレミア女優のフェラチオBEST8時間 8（11月7日、PREMIUM PBD-172）全28名
- パイパン無毛地帯 PREMIUM 生姦中出し 4時間（11月13日、CREAM PIE KCPB-013）全8名
- 巷で噂のレズビアンデリバリーヘルス、〜男性でも利用できる鑑賞コース〜（11月13日、U&K AUKG-147）※オムニバス作品 全6名
- フェラチオSP おしゃぶり240分×22人×22発（11月13日、隼エージェンシー CEN-006）全22名
- ビクセン総集編4 乳首拷問浣腸地獄（11月19日、シネマジック CMV-045）全12名
- WAKI（11月22日、KEU KUF-12038）全20名
- 美熟女の喉奥を犯しまくる！痛烈イラマチオ8時間（12月7日、マドンナ JUSD-453）全50名
- スク水50人 8時間DX（12月22日、クリスタル映像 CADV-364R）全50名
- フェラチオSP II おしゃぶりOL×240分×16人×16発（12月25日、隼エージェンシー CEN-008）全16名

- 現役キャバ嬢がドレスを脱いだとき… 8時間 SPECIAL 2（1月11日、BAZOOKA MDB-418）全10名
- S級レズビアン 4時間（1月19日、ゆり★ゆり YUYU-018）全10名
- 抜かずの14発中出し 4時間スペシャル（1月25日、EROTICA SERO-0162）全14名
- 発射寸前のものすごく気持ち良い淫口フェラチオ6時間（1月25日、美 BIB-067）全66名
- 暴発射精！私たちが攻めてあ・げ・る 誘惑する素人娘240分（2月7日、BeFree BF-228）全20名
- 止まらない！！ハードピストンFUCK！絶頂イキまくりBEST！（2月7日、BeFree BF-229）全19名
- ツインテール美少女 8時間（2月8日、クリスタル映像 CADV-375）全30名
- ロリロリブルマっ娘 19人4時間 4（2月15日、ケートライブ KTDS-535）全19名
- ど・淫乱 ど・すけべ ど・変態 心の底からエロオーラ全開SEX16時間（2月19日、ROOKIE RKI-240）全97名
- 痴女お姉さんの接吻と性交8時間（2月25日、美 BIB-068）全38名
- 美熟女レイプ 見るも無惨に犯された熟れ肉 40人8時間（2月25日、マドンナ JUSD-469）全40名
- まわりは全部仕掛人！新人グラビアアイドルを「催眠術のTV撮影」と騙し、インチキ催眠術にかかってエロいことまでしちゃう他のアイドル（AV女優）につられて催眠術にかかったフリをして一緒にエロいことをするかやってみた！巨乳アイドルVer.（3月7日、アパッチ AP-023）全5名
- 上に乗ってガンガン腰振ってあげる◆ 極上騎乗位29人210分（3月7日、BeFree BF-234）全29名
- いもうと達の秘密のオナニー4時間 3（3月15日、ケー・トライブ KTDS-546）全20名
- 高画質 美少女100人 気持ち良すぎる絶頂するまで終わらないオナニー16時間（3月19日、ROOKIE RKI-244）全100名
- 高画質こってり中出し（3月25日、本中 HNDB-016）全22名
- プレミアム・レズビアン 8時間BEST（4月7日、PREMIUM PBD-197）全22名
- ロリ女子校生30人連続中出しスーパーベスト（4月15日、ケートライブ KTDS-555）全30名
- スク水H THE BEST 5（4月26日、クリスタル映像 CADV-389）全10名
- PREMIUM SUPER ACTRESSES 超豪華女優のセックス8時間BEST（5月7日、PREMIUM PBD-202）全31名
- 愛する夫の前で犯された美人妻コレクション8時間（5月7日、マドンナ JUSD-484）全22名
- 美少女20人連続潮吹き（5月15日、ケートライブ KTDS-565）全20名
- 高画質SSS級女優100人16時間（5月19日、ROOKIE 9RKI-256）全100名
- 夫の留守に自宅で犯された人妻8時間（5月25日、マドンナ JUSD-486）全40名
- 淫乱熟女レズビアンの無限イカセ8時間（5月25日、マドンナ JUSD-487）全20名
- 綺麗なお姉さんの淫らな腰振りで犯されたい！8時間（5月25日、美 BIB-074）全89名
- 暴発×興奮×快感 中出しドキュメント4時間（6月7日、BeFree BF-249）全16名
- もの凄い巨尻美熟女40人の馬乗りファック8時間SP（7月7日、マドンナ JUSD-495）全40名
- お貸しします。 THE BEST 4 8時間（7月19日、クリスタル映像 CABD-061）全8名
- 美2012年総集編8時間-特別編-（7月25日、美 BIB-077）全63名
- 東京25時 PREMIUM BEST 10時間（8月22日、プレステージ SPA-004）全15名
- 美しいオンナの美しい淫乱SEX100タイトル8時間（8月25日、美 BIB-080）全100名
- アナルSEX「NG」女優の本当は見せたくないアナル丸見え！16時間（9月19日、ROOKIE RKI-283）全72名
- 淫語手コキ BEST（9月19日、Fetish Box ASFB-048）全11名
- 絶対!! ベスト 終わらないお掃除フェラ 8じかん（9月20日、ワープエンタテインメント CLB-015）全29名
- 淫女お姉さんが咥える イヤラしいフェラチオ100連発8時間（9月25日、美 BIB-082）全104名
- 狂おしいほどオナニーしたい 3（10月1日、Fetish Box ASFB-049）全20名
- 女の中に男が1人 極上ハーレム8時間BEST 2（10月3日、PREMIUM PBD-225）全60名以上
- 部活エッチ 4時間 スクール水着編（10月13日、BACK DROP BCDP-004）全20名
- 腰振り汁だくズボズボディルドオナニースペシャル 4時間（10月19日、スタイルアート JAMC-007）全28名
- 高画質 徹底的に犯し尽くす輪姦16時間 初芽里奈 佐山愛 羽月希 初美沙希 ほか（10月19日、ROOKIE RKI-293）多数出演
- 僕と妹総集編 近親相姦 女子校生の妹（11月1日、プラネットプラス ANIM-007）全6名
- 超お下劣ぅ〜！熟女が果てるまでイッテ99人のオナニー8時間（11月7日、マドンナ JUSD-520）全99名
- 気持ち良すぎて絶頂と快楽に溺れるレズビアン8時間 夢実あくび 野中あんり 大槻ひびき 初美沙希 ほか（11月19日、アンナと花子 ANHD-028）多数出演
- kawaii*BEST 膣中で感じる美少女 40本番8時間（11月25日、kawaii* KWBD-114）全41名
- 射精寸前の絶頂SEX8時間スペシャル（11月25日、美 BIB-085）全116名
- 暴虐に犯られた美熟女40人8時間（11月25日、マドンナ JUSD-521）全40名
- 痴女お姉さんに昇天するまで犯されたい8時間（11月25日、美 BIB-084）全59名
- 騎乗位本物中出し19発（11月25日、本中 HNDB-028）全18名
- 国民的アイドルM-girls 誘惑大乱交 4時間SPECIAL ～今どきアイドル達が業界タブーの枕営業～（12月1日、MOODYZ MIRD-127）全10名
- イイ女の本気の中出し 4時間（12月1日、蜜月 MITB-002）全10名
- ねっとりフェラ～チオ3時間半13連発！！ごっくん！まんぐり！スタンディング！腰が抜けるほどの気持ち良さ（12月6日、赫夜姫映像 KAGS-041）全5名
- スク水H EX ツインテール編（12月6日、クリスタル映像 CADV-436）全20名
- REAL 緊縛大絶頂 BEST 総勢20人出演!! 8時間（12月13日、レアル・ワークス REAL-495）全20名
- 感じすぎる濃密レズビアン8時間（12月19日、アンナと花子 ANHD-029）全55名
- 高画質 絶対的美少女 40人16時間（12月19日、ROOKIE 9RKI-303）全40名
- 日本女性のアナル 50人6時間（12月20日、レイディックス PSD-918）全50名
- BBB REMIX 270 騎乗位と後背位（12月23日、デカ拳 DKB-104）全8名
- JK文化祭模擬店・ちら見せオナサポ喫茶べすと（12月25日、アロマ企画 ARMG-248）全48名
- ぱんぴぃ美少女 厳選 8時間8人 vol.2（12月25日、kawaii* KWBD-116）全8名
- コスプレ後背位BEST COLLECTION4時間（12月25日、CMP COSQ-040）全39名
- まさか8時間もSEXを見続けるなんて思っていなかったですね(28歳会社員)（12月27日、BALTAN RTMSB-022）全20名
- ドMサラリーマンの弄ばれ日記シリーズ！ 豪華2枚組！ お兄ちゃんのアナル舐め舐めファック！ 制服ロリ痴女に精子シボリ出される！（12月30日、クラスタープロダクション RMAS-001）全4名

- 望まぬ絶頂に理性を狂わされた妻たち41人8時間（1月7日、マドンナ JUSD-530）全41名
- 痴女手コキ BEST 23名 4時間（1月20日、ジャネス DJSB-53）全23名
- 美少女50人尻突き 美少女たちのプルンプルンお尻をパンパン突きまくりハメまくり 2枚組8時間（1月20日、ケートライブ KTDS-637）全50名
- 2013年 フェチ年間ベスト10【パンスト編】（1月20日、ジャネス DJSD-30）全10名
- 新春！本物中出し福袋8時間（1月25日、本中 HNDB-033）全35名
- 巨乳を揺らせてイキまくる！ Eカップ以上の巨乳敏感おっぱい堪能 4時間（2月1日、蜜月 MITB-003）全8名
- 素人娘 初めてのディルドオナニー 8時間（2月7日、OFFICE K’S DSKM-092）全28名
- 美熟女42人のヨダレだらだらベロキスレズSEX 8時間（2月7日、マドンナ JUSD-537）全42名
- 2013年 レズ年間ベスト10【人妻編】（2月15日、ジャネス DJSD-35）全15名
- 淫語フェラBEST Vol.2（2月19日、Fetish Box ASFB-069）全15名
- 狂おしいほどオナニーしたい 4（2月19日、Fetish Box ASFB-070）全16名
- 高画質 どロリ 3（2月19日、ROOKIE RKI-317）全100名
- 敏感すぎるド級しろうと娘。 2 4時間スペシャル（2月21日、プレステージ ABC-016）全5名
- 痴女コンプリート II 4時間25名（2月25日、ジャネス DJSB-57）全25名
- 近親相姦 色欲娘にレズられる恥母 DX4時間 艶堂しほり 大槻ひびき 桜りお 初美沙希 ほか（2月25日、ジャネス CXAZ-021）多数出演
- はじめての中出し限定 本物中出し解禁アルバム（2月25日、本中 HNDB-035）全38名
- 2013年ジャネス年間ベスト10（3月5日、ジャネス DJSD-36）全10名
- キュートなSメイドのM男あ・そ・びDX 4時間（3月5日、未来 DMBM-004）全5名
- ハイパー美少女PREMIUM8時間（3月7日、クリスタル映像 CADV-454）全15名
- 生中出しコギャル5時間Collectors7 Vol.3（3月14日、BAZOOKA MDB-521）全7名
- レアル女子校生BEST 2 女子校生をいたぶり調教!（3月14日、レアル・ワークス REAL-508）全8名
- 女子校生とヤリたい！ 制服美少女143人16時間 Vol.2（3月19日、ROOKIE RKI-322）全143名
- 女の子は絶頂する瞬間が一番気持ち良い！イクイクSEX盛り合わせ16時間 part2（3月19日、ROOKIE RKI-323）全200名
- 寸止め焦らしで大暴発スペシャル VOL.4（3月19日、Fetish Box ASFB-075）全13名
- 中出し女子校生 PREMIUM BEST HD 8時間（3月21日、トータル・メディア・エージェンシー HITMA-225）全20名
- CMPコスプレ美少女 PREMIUM BEST NEXT（3月25日、CMP COSQ-043）全15名
- どロリ娘に本物中出し（3月25日、本中 HNDB-038）全17名
- イイオンナの吸い付くような本気のフェラチオ 14人4時間（4月1日、蜜月 MITB-005）全14名
- 喉奥オナホール酷使！！壮絶過ぎるイラマチオ8時間 	天海つばさ みづなれい 菅野さゆき 初美沙希 ほか（4月1日、ムーディーズ MIBD-810）全20名
- 激カワ制服ミニスカ女子校生SEX（4月7日、デジタルアーク DFDA-154）全5名
- ザーメンマニアが選んだ発射とごっくん ベスト20 vol.4（4月18日、S.P.C ASW-154）全16名
- 絶頂寸前の気持ち良すぎるオナニー200人16時間（4月19日、ROOKIE RKI-329）全200名
- 親子ほど年の離れた女たちのレズクンニ4時間（4月19日、スタイルアート SLBA-031）全18名
- これぞドライオーガズムの頂点 男の潮吹き 4時間スペシャル 3（5月1日、Fetish Box ASFB-083）全12名
- なでしこが選んだ人気熟女優たちのヌキどころ 4時間16人！ Part 2（5月23日、なでしこ NASS-139）全16名
- 上半期 BS ペニバン BEST10 4時間（5月25日、未来 DSMO-019）全10名
- 誘惑パンチラCollection 総集編 4時間（6月1日、Fetish Box ASFB-088）全10名
- 素敵な痴女手コキ 4時間（6月19日、Fetish Box ASFB-091）全12名
- 高画質 べちょべちょキスエッチ16時間（6月19日、ROOKIE RKI-346）全71名
- e-kiss THE BEST 6 8時間50選!! つぼみ 初美沙希 板野有紀 春原未来 木村つな ほか（6月20日、クリスタル映像 CADV-470）多数出演
- 大変態女 8時間50人30選!!（6月20日、クリスタル映像 CADV-471）全50名
- 人妻を寝取る快感！！マドンナ厳選NTR40人8時間（6月25日、マドンナ JUSD-564）全40名
- 絶対に下着がみえない撫で方の研究と考察（6月27日、ポニーキャニオン PCBP-12201）全4名
- 禁断の家庭内交尾 近親相姦スペシャル 4時間（6月27日、なでしこ NASS-143）全10名
- 全穴を掻き回され大昇天!63穴輪姦8時間第3弾高画質ver.（7月1日、MOODYZ MIBD-831）全18名
- 受身手コキの快楽 痴女たちのチ○ポ遊びSPECIAL 4時間（7月1日、Fetish Box ASFB-094）全15名
- 逆3P以上限定！王様気分の快楽ハーレム8時間BEST 大橋未久 麻美ゆま 北川瞳 初美沙希 ほか（7月7日、PREMIUM PBD-265）全60名以上
- 100人8時間 超カワコスプレSEX（7月11日、ケイ・エム・プロデュース HYAKU-023）全100名
- 全穴ごっくんシリーズ3穴中出し26発!6時間（7月19日、MVG MVBD-108）全4名
- 時間よ止まれ！番外編SP総集編 風間ゆみ 結城みさ 翔田千里 初美沙希 ほか（7月24日、V＆Rプロダクツ VANDR-125）多数出演
- オマンコドUP！本気オナ3時間！超接写アングルにブッカかるほどの激しく下品なオナニー 2（7月25日、Mellow Moon YLW-4217）全9名
- 水着レズBEST4時間（8月1日、U＆K AUKB-045）全20名
- 美女同士！！ザーメン交換BEST（8月1日、MOODYZ MIBD-839）全57名
- 仮性包茎をこよなく愛する女たち BEST 4時間（8月5日、ジャネス GWAZ-056）全12名
- 女のカラダは腰使いで決まる！4時間 10（8月8日、BAZOOKA MDB-553）全5名
- 最高級三ツ星巨乳ホテルコンシェルジュのSEXスイートサービス… 4時間 3（8月8日、ケイ・エム・プロデュース MDB-556）全4名
- くすぐり パンティーマッサージ ベスト（8月15日、h.m.p COCH-00008）全12名
- プロデューサーが厳選した レズ10シーン (3) 4時間 10組20人（8月19日、スタイルアート SLBA-036）全20名
- ザーメン生搾りフェラ 総集編 4時間（8月19日、Fetish Box ASFB-098）全14名
- 発射直後のアッツアツ精子を全部飲んじゃう ごっくんBEST16時間  かすみ果穂 伊川なち 青山ひかる 初美沙希 ほか（8月19日、ROOKIE RKI-357）多数出演
- 真正中出しベストセレクション 7（8月30日、モブスターズ MOBSP-016）全10名
- 濃厚濃密濃縮SEX39タイトル 12時間 全タイトル収録（9月1日、蜜月 MITB-013）全39名
- 連続射精イズム しゃぶられシゴかれ2回抜き 4時間 Vol.2（9月1日、Fetish Box ASFB-101）全10名
- ワニッチ 1st Anniversary The Best（9月15日、h.m.p PNCH-10014）全4名
- Twitt●rで人気のAV女優 SNSでますますAV女優が好きになる…アナタもフォローしてみませんか？（9月19日、クリスタル映像 CADV-485）全24名
- 乱交8時間 男と女がハメまくる大壮絶SEXバトル！！（9月19日、クリスタル映像 CADV-486）全56名
- 正面から女を見つめる！騎乗位 神アングルBEST16時間 原田明絵 篠原杏 愛音麻友 初美沙希 ほか（9月19日、ROOKIE RKI-364）多数出演
- 女子校生のマンカス（9月20日、プールクラブ・エンタテインメント LIA-413）全25名
- イタズラ温泉2014夏☆2枚組8時間 新作撮り下ろし10人全員セックス 脱衣所の服やパンティが無くなる 買ったビキニが水で溶ける（9月25日、サディスティックヴィレッジ SVDVD-428）全10名
- センズリ鑑賞4時間！久しぶりに生臭い生チンポを見せられて発情せずにはいられず、エロモード全開になる人妻たち 発射14発！（9月25日、Mellow Moon YLW-4230）全14名
- 有名女優のガチSEX 8時間（10月1日、蜜月 MITB-014）全12名
- 鉄板フェラチオBEST（10月1日、TEPPAN TOMN-001）全21名
- お尻だけ見つめて! 迫り来るお尻PREMIUM BEST 8時間 Vol.2（10月7日、PREMIUM PBD-275）全28名
- CRYSTAL THE BEST 8時間 2014 秋 吉永あかね 篠田あゆみ 上原亜衣 北川エリカ 初美沙希 ほか（10月10日、クリスタル映像 CADV-487）多数出演
- ガチンコ野外セックス8時間（10月10日、クリスタル映像 CADV-488）全20名
- 孕ませ危険日！！膣奥にザーメンたっぷり快感射精8時間！！ 上原亜衣 菜月アンナ 中野ありさ 板垣あずさ 初美沙希 ほか（10月13日、MOODYZ MIBD-856）多数出演
- 極上ヌキまくり痴女 淫語まみれのペニス狩りDX 4時間（10月15日、ジャネス DJSB-64）全5名
- 悩殺! 生パンチラコレクション 4時間（10月15日、ジャネス GWAZ-061）全15名
- ニッポン全国 ニーハイ兄弟に捧ぐ…ニーハイ パンスト まとめ 16時間（10月19日、ROOKIE RKI-373）全62名
- 凌辱と鬼畜の凶気姦獄 16時間（10月19日、ROOKIE RKI-371）全35名
- 包茎スペシャル 愛でられる皮被りチ○ポ 4時間（10月19日、ジャネス GWAZ-061）全15名
- 鉄板 激指ズボオナニーBEST（10月19日、TEPPAN TOMN-002）全21名
- いつも欲求不満な人妻が旦那以外のチ○ポに興奮! 僕のフル勃起チ○ポを上下にシゴく手つきがエロすぎて堪らない! 9名 4時間（11月1日、エマニエル EMAC-053）全9名
- 熱いクチマ○コでしゃぶり尽くしてあげるわっ!!! 厳選フェラチオ映像 4時間（11月1日、Fetish Box ASFB-110）全16名
- 鉄板 汗だくSEX BEST（11月1日、TEPPAN TOMN-003）全6名
- 女神の舌テク100人8時間（11月13日、MOODYZ MIBD-865）全100名
- 女子校生ごっくん中出しアナルぶっかけ8時間（11月19日、MVG MVBD-117）全29名
- 複数の男たちで顔もカラダも精子で汚しまくる！ぶっかけ輪姦BEST 16時間 大橋未久 波多野結衣 星野あかり 初美沙希 ほか（11月19日、ROOKIE RKI-381）多数出演
- 狂おしいほどオナニーしたい 7（12月1日、Fetish Box ASFB-115）全14名
- h.m.p 2014 可愛すぎるAV女優がズッコンバッコン出てきたから1年を振り返ってみたらエロ凄すぎて抜きまくっちゃうんだわ4時間総決算（12月5日、h.m.p HODV-21029）全14名
- NON STOP FUCKING！！美女100人の100連続FUCK8時間（12月5日、クリスタル映像 CADV-498）全100名
- プレミアム超豪華大乱交 8時間スペシャル 成瀬心美 湊莉久 麻美ゆま 初美沙希 ほか（12月7日、PREMIUM PBD-285）多数出演
- NTR ネトラレーゼ 愛妻が不倫男の肉便器になった話し 8時間（12月11日、タカラ映像 MGHT-092）全6名
- BACK DROP SUPER BEST 8時間 パイパン! くびれ巨乳! 女子○生! ブルマ! 美少女! 熟女! がっつり見せます64名84SEX!!（12月13日、BACK DROP BCDP-047）全64名

- ふたりでオモチャにしてあげる BEST（1月1日、プレステージ TGBE-012）全8名
- 鉄板 絶叫！痙攣！潮噴き！絶頂イカセ（1月1日、TEPPAN TOMN-006）全21名
- 知的で痴的な20人のメガネ女子 8時間（1月13日、BACK DROP BCDP-050）全20名
- 高画質 淫女と艶女が百合し愛し乱れ合う レズ性交16時間（1月19日、ROOKIE 9RBB-003）全135名
- キレイなお姉さんの背後からの寸止め手コキDX 4時間（1月25日、ジャネス DJSB-72）全9名
- 鉄板 BEST HITS（2月1日、TEPPAN TPPS-004）全40名
- e-kiss THE BEST 7 8時間100選!! 上原亜衣 吉永あかね 有村千佳 初美沙希 ほか（2月6日、クリスタル映像 CADV-507）※100タイトルの総集編 多数出演
- Panchuベスト 4時間 お-い、パンツ好き集まれ-!（2月15日、h.m.p PNCH-00009）全8名
- 体中で飲み干す！3穴ごっくん！中出し28発・アナル29発・ごっくん30発vol.2（2月19日、MVG MVBD-123）全80名
- 鉄板 美少女汗だく性交 BEST（2月19日、TEPPAN TOMN-009）全7名
- じっくりと接写撮影した勃起乳首 2（2月20日、OFFICE K’S PK-012）全7名
- ハイパー美少女 PREMIUM 8時間 2（2月20日、クリスタル映像 CADV-511）全16名
- 生ハメ膣出し!! 直発射顔面ぶっかけ!! 全発射本物精子BEST（2月25日、ダスッ! DAZD-067）全9名
- じっくり味わえる最小のハーレム 逆3PスペシャルBEST8時間！（3月1日、MOODYZ MIBD-895）全28名
- ぶっかけ中出しアナルFUCK! 傑作選 2 8時間（3月1日、MOODYZ MIBD-896）全37名
- 裸のペット総集編 ご主人様のチ○ポが大好きなペット6人（3月1日、ローグ・プラネット KOID-016）全6名
- あの人気女優たちが仲良しコラボでいちゃいちゃ。 レズッチ！最強ベスト 4時間（3月6日、h.m.p HODV-21052）全6名
- おマ○コおっぴろげ人妻オナニー4時間（3月6日、OFFICE K’S KSBE-028）全12名
- お姉さんたちを独り占め！たくさんのお姉さんに責められたい。8時間BEST 波多野結衣 桜井あゆ 穂花 麻美ゆま 初美沙希 ほか（3月7日、PREMIUM PBD-295）多数出演
- 騎乗位大好き！ エッチな制服お姉さん 50人8時間 BEST（3月13日、BAZOOKA MDB-602）全50名
- おませなJKの制服でオクチえっち！40連発4時間 Part.2（3月15日、エロナンデス DIPO-019）全40名
- Men’s乳首と凄テク手淫 敏感なチクビを責めながらシゴいてあげる（3月19日、Fetish Box ASFB-130）全12名
- 女のイキ顔も見ながら突きまくる！激突きバック神アングルBEST 16時間（3月19日、ROOKIE RBB-018）全160名
- 直飲みゴックン8時間 vol.2 鮮度ぷるぷるザーメンごっきゅん!（3月19日、MVG MVBD-124）全28名
- 高画質 どロリ4 エッチな女の子とイチャイチャSEX！美少女100人16時間（3月19日、ROOKIE RBB-016）全100名
- 卒業スペシャル 卒業5周年メモリアル8時間（3月20日、プレステージ ONEZ-042）全31名
- 素人娘ヘアヌードコレクション 2（3月20日、OFFICE K’S DSKM-124）全12名
- あの人気女優たちが仲良しコラボでいちゃいちゃ。 レズッチ!最強ベスト 4時間（3月21日、h.m.p HRDV-01478）全6名
- CMP巨乳限定コスプレイヤー Collection 2枚組8時間（3月25日、CMP COSQ-047）全16名
- 抜きやすさバッチリ！！オナニー専用フェラチオメガMIX！！フェラチオ玄人テクニシャン編！！ 20人4時間（3月27日、レアル・ワークス XRW-067）全20名
- 鉄板 女豹の如し -快楽・絶頂・解放- 果て無き性欲の虜になった美しき獣たち（4月1日、TEPPAN TOMN-011）全10名
- キャバが如く キャバクラが似合いそうなAV女優20選！！（4月3日、クリスタル映像 CADV-518）全20名
- 近親相姦BEST4時間 4（4月7日、VENUS VENU-492）全20名
- ガマン出来ない肉食系痴女 4時間 6（4月10日、ケイ・エム・プロデュース MDB-605）全5名
- なでしこが選んだ人気熟女優たちのヌキどころ 4時間16人！ Part 3（4月10日、なでしこ NASS-228）全16名
- NON STOP FUCKING！！女子校生100人の100連続FUCK8時間（4月17日、クリスタル映像 CADV-520）全100名
- 誘惑パンチラCollection 2 4時間 総集編（4月19日、Fetish Box ASFB-134）全11名
- 美女に男が群がり犯す8時間（4月25日、ダスッ! DAZD-069）全29名
- フェラ妻 貞操観念のない美人妻たちのふしだらなオクチとねっとりとした舌でたっぷり口淫（5月1日、Fetish Box ASFB-137）全14名
- 綺麗なお姉さんとの汗びっちょりになるほどの肉弾性交４時間てんこ盛り（5月2日、NON YTR-084）全12名
- 憧れの近親相姦! お母さんのカラダにいつもフル勃起する息子のチ○ポ、息子の嫁に介護されムラムラして元気になった義父のカリでかチ○ポで犯りまくり、誘惑、レイプ、中出し、3P当たり前 13名4時間（5月5日、ジャネス DJSH-043）全13名
- 双頭ディルド極上レズ性感DX 20名 4時間（5月5日、ジャネス CXAZ-035）全20名
- 現役女子大生の赤裸々SEX50人8時間（5月8日、S級素人 SAMA-880）全50名
- 回春エステサロンで働く100人8時間 BEST（5月8日、BAZOOKA MDB-613）全100名
- カリスマアイドルたちの理性が吹き飛ぶほどの絶頂SEX50人8時間（5月8日、Million MILD-978）全50名
- CRYSTAL GOLDEN COLLECTION 厳選AV女優30人8時間（5月8日、クリスタル映像 CADV-523）全30名
- 口射＆顔射の瞬間！Vol.2 カムショット600連発！！（5月13日、MOODYZ MIBD-913）全120名
- マルチプルオーガズム 男のW潮吹き 前潮・射精・後潮という3連続の絶頂 DX 4時間 総集編（5月15日、未来 DMBK-040）全12名
- ごっくん100連発高画質編 蓮実クレア 羽月希 希咲エマ 初美沙希 ほか（5月19日、MVG MVBD-128）多数出演
- 繰り返す悪夢…オンナを強制的に犯す凌辱レ○プ16時間（5月19日、ROOKIE RBB-027）全93名
- 麗しき人妻の無防備チラリズム 50名（5月19日、ABC OOMN-137）全50名
- 現場ADたちが選んだ「撮影中、おっきが止まんなかったっス…」人気AV女優達のSEX4時間（5月22日、BALTAN TMSB-028）全10名
- 大絶叫FUCK 8時間34人30選!!（5月22日、クリスタル映像 CADV-525）全34名
- 息子の立ちション姿を覗き見た母は… 野外にも関わらず年甲斐もなく発情！！思わず息子の童貞チ●ポを貪り近親相姦！！ 2（5月22日、GIGOLO GIGL-176）全4名
- うちの妻にかぎって… 「も、もっとキスしたぃ…」消えそうな程か細い声でそう言うと、僕の妻は他の男にカラダを許した4時間BEST 初美沙希 羽月希 高梨あゆみ 水原さな（5月25日、ビッグモーカル MCSR-158）全4名
- kawaii*BEST 制服美少女Collection43人8時間（5月25日、kawaii* KWBD-176）全43名
- kawaii*BEST 美少女だけでエッチッチ濃厚レズ性交17組38人（5月25日、kawaii* KWBD-177）全38名
- kawaii*BEST 潮吹き失禁お漏らし美少女32人8時間special（5月25日、kawaii* KWBD-178）全32名
- 人妻種付け中出し〜痙攣悶絶ナマ中発射でゴム無しFUCK〜（6月1日、ABC OOMN-138）全10名
- 熱いクチマ○コでしゃぶり尽くしてあげるわっ!!! 厳選フェラチオ映像 4時間 Vol.3（6月1日、Fetish Box ASFB-141）全13名
- ちかっぽ 初美沙希＆有村千佳ベスト 3時間（6月5日、h.m.p HODV-21080）全2名
- センズリ鑑賞にドキドキエッチな若妻5時間SP（6月5日、ドッグイア DOG-060）全25名
- 16人の所かまわずイキまくるヤリたい盛りの人妻たち。 当然、パンティ脱いだ時に、糸とか引くにちがいない! そんなコトばかり想像してたら、チ○ポ勃起してきちゃって、もう犯らずにはいられない!! 4時間（6月5日、ジャネス DJSH-045）全16名
- ladies レズビアン全16作品 Part.III 4時間（6月5日、ジャネス CXAZ-037）全32名
- カリスマ女優たちの大量潮吹きスプラッシュSEX 50人8時間BEST（6月12日、Million MILD-983）全50名
- 喰らいついたら離さない!ヌキ尽くしフェラチオ100人8時間（6月12日、レアル・ワークス REAL-540）全100名
- ザ・ベスト・オブ・ペニバン男犯!（6月13日、M男パラダイス MOPB-006）全5名
- 癒しのじゅるじゅぽフェラCOLLECTION50連発4時間 Part.2（6月15日、エロナンデス DIPO-022）全50名
- ザーメンマニアが選んだ発射とごっくんベスト20 Vol.5（6月19日、S.P.C ASW-183）全14名
- デカすぎる! 凄すぎる! ハードすぎる! 黒人SEX 16時間（6月19日、ROOKIE RBB-033）全30名
- 意識朦朧 激ハードピストンSEX（6月19日、TEPPAN TOMN-015）全23名
- 溜め込んだ精子を子宮にぶちまける! 高画質 ドックドク中出し100連発16時間（6月19日、ROOKIE RBB-036）全100名
- 私のアソコで窒息しちゃったらどうしよう…普通のクンニでも恥ずかしいのに（6月25日、kawaii* KWBD-181）全41名
- 高画質! 美ッ痴100FUCK12時間スペシャル（6月25日、美 BIB-123）全100名
- ちん先ぺろぺろフェラ チ○ポが溶けてしまうような舐めるだけの繊細なフェラ 4時間15名（7月1日、Fetish Box ASFB-145）全15名
- 新人・デビュー ベスト4時間（7月3日、h.m.p HODV-21088）全7名
- 絡みつくベロキス痴女の接吻中出しオーガズム4時間（7月10日、BAZOOKA BAZX-018）全5名
- 41人の絶頂オナニー8時間 イキっぷりがイイ! おま○こがいーっぱい（7月15日、プリモ PYM-163）全41名
- 癒しのじゅるじゅぽフェラCOLLECTION50連発4時間 Part.3（7月15日、エロナンデス DIPO-023）全50名
- 加速するグラインド 極上の騎乗位（7月19日、TEPPAN TOMN-017）全50名
- 突き出す桃尻。掴みたくなる極上美尻。 ハリのある大きなお尻 16時間（7月19日、ROOKIE RBB-045）全71名
- 美少女限定！ そんな汚いの吐き出して良いよ！と逃げ道を用意してもゴックンしちゃう娘達（7月19日、MVG MVBD-133）全21名
- 身悶え痙攣する激アクメSEX（7月19日、ABC OOMN-144）全24名
- 緊縛イカセ大絶頂BEST 麻縄で欲情する絶頂美女50人8時間スペシャル（7月24日、レアル・ワークス REAL-544）全50名
- ビッグモーカル プレミアム 極 人妻編（7月25日、ビッグモーカル MCSR-173）全8名
- 母娘、まさかの近親レズビアン 突然のベロキスにノンケな私は戸惑いながらも発情! いつの間にか擬似チ○ポ(ペニバン)レズの虜になってしまいました… 20人4時間（8月1日、スタイルアート SLBA-039）全20名
- えっ…！？あなた何するの。娘にオマ○コを刺激され戸惑う私（ノンケ母親）自分でも信じられないくらい感じて濡れまくった私は母性愛からかいつしかレズの虜になってしまった！（8月4日、ラハイナ東海 LESJ-315）全10名
- 中出し直前の激ピストンFUCK38発射8時間!（8月7日、BeFree BF-398）全38名
- 超kawaii女子校生＆女子大生と 一泊二日体験性活 総集編（8月7日、unfinished URVK-012）全5名
- 魅惑の美脚パンストSEX8時間 2（8月7日、BeFree BF-399）全28名
- 人妻を痙攣するほどイカせまくりたい！「ダ、ダメッ…イッグゥゥー！」オマ●コ汁を垂らしまくりリアルに反応する彼女たちに辛抱たまらずフル勃起 ！！2 240分（8月13日、ラハイナ東海 HITJ-312）全16名
- 素人マスク美女ヘアヌード大図鑑（8月14日、ケイ・エム・プロデュース BAZX-020）全9名
- おませなJKのスク水でオクチえっち！40連発4時間 Part.1（8月15日、エロナンデス DIPO-024）全40名
- 息子にハメられた人妻たち（8月19日、ABC OOMN-148）全15名
- 絶対いけない相手と禁断の濃厚ベロキス 戸惑いつつも唾液を垂らし舌を絡ませる行為に発情する年の差レズビアンたち20名4時間 (8月19日、スタイルアート SLBA-040) 全20名
- 絶対にいけないことだとわかっていても手を出してしまう私（真性レズビアン） 恥かしそうにしながら唾液と愛液が糸を引くほどの濃厚レズセックスに夢中になる熟女（ノンケ） 2 (8月28日、なでしこ NASS-294) 全10名
- オチ●ポ欲しくて発情する女たち ところ構わずオマ●コを見せつけ誘惑する露出女の亀頭責め手コキに思わずドピュ！！ (8月30日、ジャネス DJSI-067) 全6名
- 秘密（オナニー）を知って我慢できなくなった性交集 (9月1日、ABC OOMN-149) 全20名
- 撮影現場のカメラの前でおしっこをするAV女優 (9月3日、グローリークエスト OVG-028) 全28名
- ドS美少女は ドM男を徹底的にイジメ抜く（9月7日、M男パラダイス MOPB-008）全5名
- とってもエッチなナースたちの愛情たっぷりご奉仕SEX 50人8時間BEST（9月11日、BAZOOKA MDB-645）全50名
- 女優vs素人 我慢できず大量ザーメンを暴発させた瞬間BEST!! JULIA つぼみ 有村千佳 初美沙希 ほか（9月13日、MOODYZ MIBD-945）多数出演
- とびっきりの可愛い女○校生が男潮を吹かせまくる！ 止まらない男の潮吹きDELUXE（9月13日、痴ロモン CRMN-056）全7名
- 魅惑のOLフェラチオ 50連発4時間（9月15日、エロナンデス DIPO-025）全50名
- 幼さの残る20名のスク水美少女 8時間（9月18日、クリスタル映像 CADV-545）全20名
- 万人ウケするカワイイ子20人による、万人ウケはしない脚コキ発射20発 4時間（9月18日、セックスエージェント AGEOM-011）全20名
- ザーメンリレー＆ごっくん満載! ハードレズ 2 超濃厚22連発4時間（9月19日、MVG MVBD-137）全42名
- 露出美女 野外でヤバいことになる変態女子 4時間スペシャル（9月25日、シャーク SHRKV-002）全5名
- 素晴らし過ぎる美女レズ。 ガチで綺麗なお姉さん達が唾液交換濃厚キスで発情しながらイキまくる! 24人のレズバトル 4時間（9月25日、ビッグモーカル BDSR-218）全24名
- 女の絶頂と同時に射精する正常位中出し107連発！！ 紺野ひかる, 水城奈緒, 大槻ひびき 初美沙希 ほか（9月25日、本中 HNDB-076）多数出演
- 2穴OK生中出しソープ 大ボリューム8タイトル 8時間BEST（10月1日、MOODYZ MIBD-949）全8名
- 完全撮り下ろし 巨乳夜這い（10月1日、ABC BOBB-279）全8名
- ぶるぶるブルマ ブルマと太もも 総集編8時間スペシャル 羽月希 ありさ 瀬名あゆむ 橘ひなた 初美沙希 ほか（10月5日、ジャパン有限会社 NFDM-423）多数出演
- すっとるね岩永×フェチ スケ乳首チラ見え乳首ハミ尻 彼氏・旦那の横で寝取られる女9名5時間BEST（10月9日、V＆R VRTM-114）全9名
- イキまくったドM女たち8時間BEST（10月9日、レアル・ワークス REAL-559）全100名
- レジェンド・オブ・BAZOOKA 100人8時間（10月9日、BAZOOKA MDB-652）全100名
- 女が女にイカされるクンニオーガズム! マン汁ジュルジュル吸いまくりの4時間 36人（10月13日、ラハイナ東海 LLJW-754）全36名
- ポニーテールとシュシュ まとめ16時間（10月19日、ROOKIE RBB-066）全57名
- 前後の穴を同時に犯す！串刺し輪姦16時間（10月19日、ROOKIE RBB-064）全71名
- 高画質 発射寸前！我慢汁垂れ流しの気持ちいいフェラチオ320連射16時間 第4弾（10月19日、ROOKIE RBB-065）全320名
- ポニーテールとシュシュまとめ16時間（10月19日、ROOKIE RBB-066）全57名
- 絶妙のアングルでヌキサシがバッチリ見れる！センズリ専用DVD III セクシーボディー20人（10月23日、レアル・ワークス XRW-126）全20名
- 圧倒的背徳感！ 絶対ダメだと分かっていても息子や義父とヤっちゃう…。性欲が強すぎる義母たちの近親相姦！ 12人4時間（10月25日、ビッグモーカル MCSR-190）全12名
- 痴女の巨尻誘惑50名4時間ベスト（10月25日、美 BIB-130）全50名
- フェラ好き人妻の口に顔にザーメンブチまける 35連弾（11月1日、ABC OOMN-154）全35名
- 母と娘 人には言えない近親レズビアンな関係 「お母さんのオマ○コ舐めてあげる」父親には内緒の禁断レズはやめられない（11月1日、スタイルアート SLBB-024）全10名
- 中出し 顔射 口内発射 全部見せます100射精！！（11月7日、BeFree BF-416）全100名
- エロ美少女に騎乗（の）られちゃった僕。III（11月13日、アロマ企画 ARMG-260）全5名
- 史上最強の連続射精アワード 4時間（11月15日、ジャネス GWAZ-073）全21名
- 熱い接吻で、興奮を高める 極イキ密着性交（11月19日、TEPPAN TOMN-032）全26名
- 禁断の近親性愛4時間 近親セックス快楽に溺れた淫乱女40人の恥態（11月19日、婦人社 EMAZ-299）全40名
- 昼顔妻を初めてのゲリラ露出に連れだす。「えっ、本当にここでするんですか？」オマ●コ丸出しで恥しそうに勃起チ●ポを咥える女たち（11月24日、ラハイナ東海 ROSJ-004）全7名
- 危険日直撃！！子作りできるソープランド総集編500分 20人の子作りソープ嬢に孕ませ中出し！！（11月26日、Mr.michiru MIST-087）全20名
- 制服女子校生 強制中出し50連発4時間 2（11月27日、おかず。 OKAX-050）全50名
- 催眠洗脳研究 奴隷性玩20人 vol.2（12月1日、催眠研究所別館 ANX-066）全20名
- 跨って夢中で中出しさせるお姉さんBEST 水野朝陽 沖田杏梨 上原亜衣 初美沙希 ほか（12月1日、MOODYZ MIBD-967）多数出演
- h.m.pカウントダウン2015【年間ベスト決定版】THE BEST HIT 4時間（12月4日、h.m.p HODV-21130）全11名
- 巨乳×むちむち×シェイプアップボディ スポーツ系女子の性欲発散SEX8時間！！（12月4日、クリスタル映像 CADV-558）全23名
- 悩殺お姉さんの美脚パンモロ誘惑コレクション（12月11日、レアル・ワークス XRW-145）全20名
- むちむちパッツリ制服OL尻コキ4時間〜パンスト、パンツスーツにタイトスカート…浮かび上がる下着のライン…働く女のプリッケツ〜（12月18日、セックスエージェント AGEOM-14）全20名
- アナウンサー・秘書・CA・ナース・研究員…お仕事中にSEXしちゃう不謹慎極まりない18名の女たち8時間！！（12月18日、クリスタル映像 CADV-560）全18名
- 理性が崩壊するまで舐め続ける! レズクンニ 4時間（12月19日、MVG MVBD-144）全52名
- 2015 M男パラダイス BEST10（12月19日、M男パラダイス MOPE-003）全10名
- 女神達のフェラテクで口内射精！1ヵ月日替わり痴女責め31発（12月25日、痴女ヘブン CJOB-002）全31名

- 俺の嫁が犯された！！近親変態一族にレイプされた人妻12人の全記録（1月8日、なでしこ NASS-366）全12名
- 発育の良い美巨乳女子校生SEX 50人8時間BEST（1月8日、BAZOOKA MDB-674）全50名
- 【逆】アナルペニバンFUCK 陶酔するM男オルガズムの世界 4時間（1月10日、未来 DMBK-048）全15名
- 自慰鑑賞レズビアン（1月13日、セレブの友 CESD-184）全14名
- 種付け中出し交尾 4時間40人（1月19日、婦人社 EMAZ-304）全40名
- 絡まる舌 交わるカラダ 女同士の百合×百合 レズ 50タイトル8時間 沖田杏梨 Hitomi 樹花凜 初美沙希 ほか（1月19日、ROOKIE RBB-079）多数出演
- 一度仕方なく許してしまった近所のショタ君チ○ポとズルズル性交を重ねる内にスローピストンの焦らされ絶頂にハマってしまい近くに我が子がいるのにガニ股イキして声を押し殺しながら中出しを拒めない巨乳ママ（1月21日、アイエナジー IENE-641）全5名
- 女監督・真咲.jp 愛しき女たちのレズビアンSEX12時間（1月25日、セレブの友 CESD-187）全20名
- 中出しされたザーメンをごっくん 大ボリューム8タイトル8時間BEST（2月1日、MOODYZ MIBD-984）全18名
- 衝撃の巨尻 ピストン騎乗位BEST（2月1日、MOODYZ MIBD-983）全10名
- 人妻たちのマン汁オナニーがヤバすぎる ！！ マ○コをイジる姿がイヤらしくて思わずチ○ポ勃起！俺のセンズリ見せつけドピュ！！DX19人4時間（2月2日、ラハイナ東海 SENJ-301）全19名
- スーパーアイドルごっくんベスト 4時間（2月5日、h.m.p HODV-21149）全6名
- マグロ男限定!!最初から最後まで動かなくてもイカせまくってくれる風俗フルコース!!10発出すまで帰れません!! (2月12日、ケイ・エム・プロデュース/BAZOOKA MDB-675) 全4名
- 続・時間よ止まれ!総集編（2月12日、V＆R VRTM-141）全32名
- 感じるたびにアナルヒクヒクッ！まんぐりセックス68連発 神咲詩織 乃々果花 上原亜衣 初美沙希 ほか（2月13日、MOODYZ MIBD-986）多数出演
- ガン突きバック65名（2月19日、ABC OOMN-161）全65名
- ザーメン好き集団美女とボク1人。ハーレムフェラ4時間ベスト（2月19日、MVG MVBD-148）全42名
- パンストつま先足裏フェチズム 4 薄いナイロンで蒸れた指先を味わい尽くす（2月20日、ジャネス HYAZ-079）全10名
- 丸ごと！近親相姦レズ ペニバンファックDX 28名4時間 両性願望の真性レズビアンがやってはいけないノンケ女に疑似チ○ポを挿入する特別保存版（2月29日、ジャネス CXAZ-042）全28名
- DIY 総集編 BEST SELECT 100（3月4日、クリスタル映像 CADV-571）全90名
- セルフパイ舐め 2（3月10日、MARRION MKSP-002）全10名
- 可愛すぎるランジェリー娘5人と中出し性交R（3月11日、トータル・メディア・エージェンシー T28-446）全5名
- こんなにエロくてラッキーな事が続くなんて…俺、明日死ぬかも？（3月13日、KARMA KAM-066）全4名
- 極上女優限定！贅沢ハーレム逆3P23本番 沖田杏梨 青山菜々 さとう遥希 初美沙希 ほか（3月13日、MOODYZ MIBD-995）多数出演
- 妊娠してもいいから中に出して 8時間BEST（3月17日、グローリークエスト RVG-021）全11名
- 教え子をHなイタズラでお勉強中に勃起させ、SEXまでしてしまう誘惑家庭教師は実在するのか！？（3月17日、アイエナジー IENE-658）全5名
- 体中で飲み干す!3穴ごっくん!中出し28発・アナル29発・ごっくん30発 vol.3（3月19日、MVG MVBD-149）全57名
- 爆乳夜這い40名（3月19日、ABC BOMN-161）全40名
- 鉄板 BEST OF BEST フェラチオ 50名（3月19日、TEPPAN TOMN-046）全50名
- 知ってます？可愛い女○校生に限って実はヤリマンが多くて、ピンク色の肉ビラが超やわらかくてぷにぷにしてるって。発情期でドスケベなマ○コが疼いて止まらないエッチなJK（3月20日、未来 DFBL-007）全7名
- 2枚組8時間はたらくおんな 真面目に勤務している女ほど、マ●コがぐじゅぐじゅに濡れている（3月25日、かぐや姫 KAGH-052）全20名
- 80名 トロけるような恍惚の表情 クンニ激昇天（4月1日、TEPPAN TOMN-048）全80名
- ごっくん、命。2 100発×100人×一撃ごっくん（4月1日、ワープエンタテインメント WSP-113）全100名
- ぶっかけられたザーメンをごっくんBEST（4月1日、MOODYZ MIBD-999）全17名
- 自ら快感を高めていく熟女騎乗位 70名（4月1日、ABC OOMN-165）全70名
- 人気女優生中出しSEX100 8時間BEST 上原亜衣 波多野結衣 大槻ひびき 愛須心亜 篠田あゆみ 初美沙希 ほか（4月8日、BAZOOKA MIBD-999）多数出演
- スーパーアイドル腰振り騎乗位BEST 8時間 綾波ゆめ 佐倉絆 友田彩也香 初美沙希 ほか（4月8日、Million MKMP-080）多数出演
- 国際線CAがフライト後通うエステで媚薬入りドリンクを飲ませたら鬼イキ発情（4月8日、V＆R VRTM-149）全4名
- 他人棒でしか興奮できない欲求不満女たちの浮気SEX 寝取り寝取られ欲情SEX厳選30名（4月8日、V＆R VRTM-154）全30名
- たったのみこすり半でおマ●コぐっちょり発情！お気に入りの人妻デリヘル嬢が素股中に自分から生チン挿入をおねだりしてしまう牝専用媚薬ローションお貸しします！（4月8日、SCOOP SCPX-104）全5名
- 尻穴ガッポリアナル中出し50連発！！（4月13日、MOODYZ MIZD-003）全10名
- 敏感ビーチク男子大集合！羽のように柔らかい舌でねっとりと舐めあげられるフル勃起な男の乳首 2（4月13日、痴ロモン CRMN-083）全7名
- 夫以外の肉棒の虜になってしまった いやらしい奥様24名5時間（4月16日、MAXING MXSPS-434）全24名
- 2015年ゴックン・中出し・アナルでヤリまくり！全作品・全シーン入り完全版BEST 水原さな 夏目優希 安野由美 初美沙希 ほか（4月19日、MVG MVBD-152）多数出演
- オナニーコレクション2016春101人8時間（4月19日、エンペラー EMRD-065）全101名
- 姦辱 〜強奪された裸体の女達〜（4月19日、ミステリア MSTT-014）全4名
- 尻穴徹底開発!! アナル責めまくり8時間 みづなれい 白咲碧 水原さな 初美沙希 ほか（4月19日、ROOKIE RBB-089）多数出演
- 激ヌキ授乳手コキ 50発射！！（4月19日、ABC OOMN-166）全50名
- 鉄板 BEST OF BEST オナニー 50名（4月19日、TEPPAN TOMN-051）全50名
- ペニバンでレズれ! スペシャル 56人4時間 真性レズビアンの股間から突き出した擬似チ○ポでノンケのGスポットを突きまくる!!（4月19日、スタイルアート SLBA-043）全56名
- オナニーコレクション2016春101人8時間（4月19日、エンペラー EMRD-065）全101名
- センズリ鑑賞は、セックスよりエロくて恥ずかしい 素人下着モデルにチ●ポ見せて脱がしちゃいました（4月25日、かぐや姫 KAGH-055）全6名
- 美少女の肉ビラぷるぷる発情オナニー 4時間 VOL.2（4月25日、痴ロモン CRMN-085）全15名
- アイアンクリムゾンベスト（4月25日、ダスッ! DAZD-079）全6名
- 非日常的クネクネ映像コレクションX（4月25日、AVS collector’s DPHC-010）全18名
- 羞恥の妻 夫に言えぬ禁秘の性交 50名（5月1日、ABC OOMN-167）全50名
- 兄妹でする近親相姦性交が、一番興奮してしまうワケ 4時間（5月6日、NON YTR-108）全17名
- 友達の姉のパンティーを洗面所でコッソリパンツコキしてたら、まさかの本人と鉢合わせ!ドン引きされるかと思いきや欲求不満なのかチ●ポを手に取り放さなかった…（5月13日、V＆R VRTM-161）全4名
- 純粋無垢な美少女の羞恥と不安とほんの少しの期待が入り混じるはじめてのお尻でSEX＋初美沙希のアナルSEXも収録（5月13日、無垢 MUCD-171）全5名
- ［永久保存版］ 淫語で鬼手コキ BEST 31名4時間 凄テクお姉さんたちにガマン汁いっぱい出るまで寸止めされ脳内刺激されるM男たち（5月15日、未来 DSMG-53）全31名
- 1対多！か弱い女を姦しまくる！輪姦の蟻地獄 発狂ぶっ壊し4時間vol.2（5月19日、MVG MVBD-154）全39名
- 加速するグラインド 極上の騎乗位 2（5月19日、TEPPAN TOMN-055）全52名
- オマ○コ大好きレズクンニ厳選BEST56人4時間（5月19日、スタイルアート SLBA-044）全56名
- 「ハズレなし」 ガチでレズ好きなお姉さんたちがオマ○コを舐め合ってイキまくる! 28人のレズビアン4時間（5月20日、ジャネス CXAZ-045）全28名
- 「凄い気持ちいいんだもん…キス…」おじさん食堂 BEST キスだけでパンティがビショビショになっちゃう位に感じやすい奥さんたちの手料理とセックスが色んな意味でオイシイ。（5月25日、ビッグモーカル EIKI-014）全4名
- 淫語中出しソープ Best Collection 8（5月25日、AVS collector’s AWTB-008）全6名
- 敏感娘だらけ！きつ〜いアナルにたっぷり中出し！！（6月1日、MOODYZ MIZD-013）全34名
- 熟穴いじり ほじくられしゃぶりつかれイカされる（6月1日、ABC OOMN-169）全45名
- ATTACKERS やめて…許してっ！-ファーストレイプ集5-（6月7日、アタッカーズ ATKD-243）全20名
- ザーメンぶっかけ顔射祭8時間（6月13日、天真乱マン HETR-001）全70名
- 恥じらいの剛毛SEX50人8時間（6月13日、セレブの友 CESD-222）全50名
- 絶頂！ガニ股オナニスト 爆イキ自慰快楽102連発8時間 風間ゆみ 波多野結衣 三浦恵理子 初美沙希 ほか（6月13日、天真乱マン HETR-002）多数出演
- 見せつけ、クネる、悶える、欲しがる、美脚オナニスト 3（6月13日、AVS collector’s TSH-008）全10名
- お姉ちゃんのリアル性教育 BEST VOL.1 8時間（6月16日、グローリークエスト RVG-027）全8名
- 筆おろし 童貞VS美熟女（6月19日、ABC OOMN-171）全35名
- 全員ノーパン直穿きパンストでオマ○コ丸見え！ お姉さんたちは僕を誘惑して、刺激的過ぎるパンストモグラクンニをさせるもんだから勃起しまくりです。 2（6月30日、ジャネス HYAZ-085）全12名
- 密着接吻性交 キスで高める興奮と感度（7月1日、TEPPAN TOMN-061）全28名
- 背徳に濡れた人妻8時間（7月7日、アタッカーズ ATKD-244）全20名
- BAZOOKA夢の共演作BEST500分スペシャル KMPが誇る豪華絢爛極上過ぎる泡姫達 8時間BEST（7月8日、BAZOOKA MDB-708）全55名
- AV女優 裸コレクション（7月8日、V＆R VRTM-179）全20名
- 秘密を握られ、脅され、無理矢理に犯されながらも絶頂する女子校生 4時間 竹内真琴 葵こはる 初美沙希 上原亜衣 ほか（7月13日、無垢 MUCD-176）
- 新パックリまんこアップ 7（7月15日、サルトル映像出版 DUP-18）全10名
- 女監督ハルナの女と女の嫉妬 ガチンコトリプルレズバトル round.03 篠田あゆみ 初美沙希 川上ゆう（7月19日、レズれ! LZPL-014）全3名
- 自慰快楽オナニスト40人4時間 vol.2（7月19日、婦人社 EMAZ-323）全40名
- 拘束汗だくイカセ性交 vol.2（7月19日、TEPPAN TOMN-063）全30名
- サドルで感じて密かに発情中！？ のママチャリ奥様を即ヤリナンパ！？（7月22日、GIGOLO GIGL-310）全7名
- ノンストップ ち●ぽ＆ディルド騎乗位 SEXもオナニーも跨ってイきたい！女の子20人（7月22日、おかず。 OKAX-116）全20名
- セクシーコスチューム濡れ透けコレクションII（7月25日、AVS collector’s SVS-050）全13名
- はだかの主婦 裸体自慢の美人奥様18人 12時間3枚組BOX（8月1日、プラネットプラス HDKA-083）全18名 ※「橋本しずか」名義
- 「俺の」センズリ 至近距離でフル勃起チ○ポをじっくり見ていて欲しい…。4時間スペシャル（8月5日、ジャネス GWAZ-080）全20名
- パンストつま先36人コレクション 6時間 ナイロンでムレて甘酸っぱい匂いのする足指フェラ必見!（8月9日、ラハイナ東海 LZJS-751）全36名
- 私立ハーレム淫語学園 2！！ 蓮実クレア 桜ちなみ 初美沙希（8月13日、MOODYZ MIAD-942）全3名
- 2人を選べないなら2倍精子を射精せばいい。（8月19日、MVG MVBD-157）全46名
- 突撃！おはレズ乱交 in 控え室であさイチインタビュー（8月19日、レズれ! MVBD-157）全11名
- 光沢パンストで誘うエステティシャン リピーター続出！ナイロン越しのパンティを見せつけスラムチ美脚尻を絡ませてくるパンスト痴女たち（8月23日、ラハイナ東海 FOJ-302）全10名
- 現役キャバ嬢に寸止め手コキされた僕 営業中にも関わらず、突然チ○ポを握りしめてきた彼女 凄テクに辛抱たまらず開き直ってザーメンぶちまけちゃいました！（8月23日、ラハイナ東海 MOJ-304）全5名
- セレブの友の歴史 2012〜2016年 厳選100タイトル8時間 VOL.1 風間ゆみ 翔田千里 三浦恵理子 初美沙希 ほか（8月25日、セレブの友 CESD-244）多数出演
- 縛られた美人秘書04 〜苦痛を快楽に変えるオフィス緊縛〜 初美沙希 大槻ひびき 西条沙羅（8月25日、ビッグモーカル KUSR-021）全3名
- 意識朦朧 激ハードピストンSEX 2（9月1日、TEPPAN TOMN-067）全30名
- 甘えん坊のボクに浴びせられる優しい淫語 DX 4時間 Vol.3（9月1日、Fetish Box ASFB-214）全8名
- 寸止め痴女ベスト4時間（9月2日、h.m.p HODV-21218）全8名
- くいこみ丸棒木馬責めこぶ縄拷問 生殖器をしごかれ悶絶する女たち（9月7日、シネマジック CMV-092）全30名
- REAL 喉奥凌辱イラマチオBEST 2 渚うるみ なごみ 上原亜衣 初美沙希 ほか（9月9日、レアル・ワークス REAL-609）多数出演
- ノンストップ即ハメ!! ベスト8時間（9月13日、セレブの友 CEAD-188）全10名
- 美女限定!! 口(くち)マ◯コ姫（9月13日、天真乱マン HETR-010）全50名
- ガニ股オナマ◯コ4時間（9月19日、婦人社 EMAZ-336）全36名
- 媚縛潜入捜査官02 媚薬でイカされまくり、縛られて嬲られる美しき捜査官たち…（9月23日、レアル・ワークス XRW-216）全4名
- ペニバンでMアナルを犯され潮まで吹いてしまったM男（9月25日、未来 DMBA-185）全8名
- 美女の喉奥がぶっ壊れるまでイラマチオしたら気持ちよすぎて精子が出すぎたver.2（9月25日、ダスッ! DAZD-082）全21名
- ハーレムフェラで美女たちに贅沢独り占めされたボク。（10月1日、MOODYZ MIZD-037）全68名
- CRYSTAL THE BEST 8時間100選 2016 秋 波多野結衣 朔葉あすか 広瀬うみ 初美沙希 ほか（10月7日、クリスタル映像 CADV-594）多数出演
- 美姉妹・同棲レズビアン アナル舐め愛SEX 初美沙希 大槻ひびき（10月7日、h.m.p HODV-21220）
- 絶叫! 拘束M嬲り 8時間（10月13日、天真乱マン HETR-011）全50名
- 背後から手コキ4時間10分 痴女キャバ編 極上ハンドテクでシゴきあげるM男パラダイス! （10月19日、スタイルアート DYND-006）全9名
- 着衣サテンつるつる専科（10月19日、ジャムズ FNK-034）全6名
- めちゃくちゃに犯したい9つのお尻（10月25日、かぐや姫 KAGH-072）全9名
- イカセ拷問 鬼犯 02（10月28日、レアル・ワークス XRW-228）全6名
- 忍んで行われる自慰（11月1日、ABC OOMN-183）全40名
- 足腰ガクガク！！ ハードピストン立ちバック 2（11月1日、TEPPAN TOMN-070）全50名
- 女子校生中出しセックスベスト 4時間（11月4日、h.m.p HODV-21229）全7名
- 男はおれ一人だけ。王様気分のハーレムSEXベスト（11月7日、MOODYZ MIZD-042）全49名
- 不貞若妻! 8時間ベスト（11月13日、セレブの友 CEAD-196）全8名
- SEX中の無防備なアナルが丸見え性交ベスト（11月19日、TEPPAN TOMN-071）全30名
- ATTACKERS 凌辱アナル480分総集編 III（11月19日、アタッカーズ ATKD-246）全16名
- ぶっかけられた状態でハメられてキミは何回イっちゃうの？（11月19日、MOODYZ MIZD-043）全40名
- 悶絶するほど気持ち良いフェラチオ 3（11月19日、ABC OOMN-185）全40名
- 本気で愛し合うレズビアン 厳選8時間ベスト（11月19日、婦人社 EMAZ-341）全61名
- 蒸れたパンスト足先 36名6時間コンプリート 薄いナイロンの光沢につつまれたつま先を舐めつくす!（11月27日、ジャネス HWAZ-017）全36名
- 若妻生中出しドスケベ性交（12月1日、ABC OOMN-186）全10名
- 見つめながらフェラしてあげる4時間口マ○コ キ○タマ空っぽになるまでチ○ポをしゃぶりまくるJKフェラチスト!（12月1日、スタイルアート DYND-008）全9名
- kawaii*BEST 美少女たちの禁断の貝合わせ4時間 まるっと淫乱レズ性交スペシャル（12月1日、kawaii* KWBD-216）全18名
- 寝取られ人妻ドロドロ濃密SEX 4時間（12月2日、h.m.p HODV-21232）全5名
- 2016年AV総決算 ザ・ベスト10 4時間（12月2日、h.m.p HODV-21233）全55名
- REAL GOLDEN BEST 	丘咲エミリ 乙葉ななせ なつめ愛莉 初美沙希 ほか（12月9日、レアル・ワークス REAL-617）多数出演
- 麻縄食い込む緊縛美女100名 8時間BEST（12月9日、Million MKMP-130）全100名
- 超厳選!!顔だけでもヌケる美女の巨乳が揺れるSEX 4時間（12月10日、ホットエンターテイメント SHE-381）全12名
- 隣の奥さんは連続絶頂ランジェリーナ 総集編 11人4時間（12月13日、VENUS VAGU-168）全11名
- 昇天大絶狂SEX 怒涛の8時間50連発!!（12月16日、クリスタル映像 CADV-604）全50名
- レズれ! 2016年間プレミアムベスト 女と女のイカセ合い10時間SP（12月19日、レズれ! LZBS-024）全51名
- 早漏チ○ポ徹底改善 勃起が収まらないほど究極に気持ちいい手コキ（12月19日、ABC OOMN-187）全40名
- 膣内射精（ナカダシ）ッ！！8時間50人（12月19日、婦人社 EMAZ-342）全50名
- 巨乳!揺れパイ美女50人8時間 2 弾けるおっぱい（12月23日、BAZOOKA MDB-742）全50名
- 可愛すぎるランジェリー娘10人と中出し性交PREMIUM BEST 2枚組6時間（12月23日、トータル・メディア・エージェンシー 24ID-063）全10名
- 宇宙企画2016 メモリアルベスト 跡美しゅり 彩城ゆりな 森はるら 初美沙希 ほか（12月23日、宇宙企画 MDS-855）多数出演

- チラリズムの真髄ここにアリ! 生パンチラキュレーション 4時間（1月1日、Fetish Box ASFB-238）全12名
- なさそうである! 女がスケベになる瞬間! INSERT BEST 8時間27人（1月6日、OFFICE K’S DOHI-039）全27名
- CRYSTAL THE BEST 8時間100選 2016 冬 岡沢リナ 松下美紀 跡美しゅり 初美沙希 ほか（1月6日、クリスタル映像 CADV-606）多数出演
- 焦らし・寸止め大歓迎! 尿道の穴が広がってくるほどおしゃぶりや手淫で僕の汁だくチ○ポを責めて下さい!! 4時間12名（1月15日、エロナンデス DFET-005）全12名
- 禁断介護 BEST VOL.11 8時間（1月19日、グローリークエスト RVG-038）全10名
- ドスケベ痴女100人の強制チ○ポ狩り（1月25日、セレブの友 CEAD-205）全100名
- 縛られた美人秘書 12人4時間BEST（1月25日、ビッグモーカル KUSR-026）全12名
- 厳選!極上腰振り騎乗位痴女4時間BEST 篠田あゆみ 川上ゆう 美泉咲 初美沙希 ほか（1月27日、BAZOOKA MDB-750）多数出演
- REAL最優秀企画大賞スーパーBEST 初美沙希 広瀬うみ 江上しほ かすみ果穂 ほか（2月10日、レアル・ワークス REAL-625）
- 無防備に痴態をさらす隠し撮りセックス 8時間（2月17日、クリスタル映像 CADV-610）全30名
- 巨乳女子大生＆社会人 BEST（2月17日、クリスタル映像 NITR-285）全5名
- 最新JKビジネス 個室JKリフレで行われている本番行為 240分（2月17日、映天 CAT-381）全10名
- 巨根に悶えながら絶頂する女優たち（2月19日、慧萌昂 KMRE-009）全9名
- 篠田あゆみ 16時間引退スペシャル 篠田あゆみ 佐々木あき 椎名そら 初美沙希 ほか（2月19日、レズれ! LZBS-025）多数出演
- 【襲来】皮被り大好き女。包茎チ○ポが大好きな痴女が丁寧にフェラ＆手コキ＆セックスで淫語責め大量射精。4時間12人（2月25日、ビッグモーカル WSSR-008）全12名
- 女×女のレズビアンSEX 20時間6枚組（2月25日、セレブの友 CESD-336）全47名
- 窒息寸前!特濃粘着ザーメンを大量ぶっかけBEST240!! 陽ノ下あき 優菜真白 湊莉久 初美沙希 ほか（3月10日、Million MKMP-146）全30名以上
- ぷるるん美巨乳てんこ盛り 形別おっぱい50選 4時間（3月24日、BAZOOKA MDB-770）全50名
- 媚薬緊縛レイプ（3月24日、レアル・ワークス XRW-291）全6名
- 釣りバカおじさん日記 ～釣った魚も抱いた女もまとめて全記録～ 初美沙希 大槻ひびき 澁谷果歩（3月24日、トータル・メディア・エージェンシー 25ID-012）全3名
- 汗だく騎乗位ピストン4時間ザーメン絞り オマ○コぱっくりM字開脚で勃起チ○ポを喰え込むド痴女 2 (エステティシャン編) （4月1日、スタイルアート DYND-014）全9名
- 無防備。無抵抗。寝ている爆乳を弄り回す夜這い（4月1日、ABC BOMN-196）全10名
- 脱ぎたてホヤホヤの汁だく生パンティーでシコシコして下さい（4月1日、Fetish Box ASFB-253）全8名
- 近親相汗 「火照る肉体、蒸れた子宮、ガマンできない親子の本能」 総集編4時間（4月7日、VENUS VENU-686）全10名
- お姉さんの「とろける」ような乳首責め（4月13日、痴ロモン CRMN-133）全7名
- 性器丸出し羞恥ホールド 玩具責めでイキ狂う女たち 4時間スペシャル（4月14日、レアル・ワークス REAL-635）全23名
- まるごとJK!! REAL女子校生4時間 つぼみ 月野りさ 上原亜衣 初美沙希 ほか（4月14日、レアル・ワークス REAL-636）多数出演
- 悶え、疼き。チ○ポを欲しがる欲情SEX300分 女流官能小説家うかみ綾乃原作総集編（4月14日、オルガ TORX-005）全5名
- 美少女素人女子大生スーパー・ベスト・コレクションSPECIAL4時間（4月21日、プレステージ ONEB-008）全30名
- M Doles The Bondage Corset Girl fetish Best Collection 羽月希 辻本りょう 初美沙希（4月25日、AVS collector’s TOLC-001）全3名
- 至福のおもてなし 超高級風俗嬢50本番 4時間BEST（4月28日、BAZOOKA MDB-779）全59名
- ゴミ捨て場のノーブラ奥さん9人 近所とはいえ下着も付けずに出歩くのは欲求不満な証拠！汚いゴミ捨て場で犯されて興奮しちゃう変態人妻（5月7日、かぐや姫Pt KAGP-005）全9名
- 大人気35タイトル厳選!! BAZOOKA夢の妄想企画4時間（5月12日、BAZOOKA MDB-784）全52名
- 超舌!(ちょうぜつ)舐めまわしSEXベスト8時間（5月25日、セレブの友 CEAD-224）全8名
- 見渡す限りの制服天国 JKハーレムBEST4時間 成瀬心美 初美沙希 さとう遥希 月野りさ ほか（5月26日、BAZOOKA MDB-787）多数出演
- あの頃のキモチでセックスしてみました。人気AV女優デビュー作リメイク 4時間 有村千佳 初美沙希 大槻ひびき 波多野結衣 湊莉久（6月2日、h.m.p HODV-21239）全5名
- 人気AV監督によるAV女優ランキング!4時間ベスト JULIA AIKA 初美沙希 波多野結衣 ほか（6月9日、Million MKMP-172）多数出演
- 夫公認！ 私の妻を満足させてください。 総集編 初美沙希 杏堂怜 椿かなり（6月13日、サイド・ビー制作室 NSPS-594）全3名
- ピル飲んでも無駄無駄ァ! 妊娠するまで終わらない中出しセックス…。 03 チ○ポ抜かずに10発以上ドクドク注ぎ込まれる激カワ性欲モンスター娘。 4時間SP（6月25日、ビッグモーカル BDSR-300）全6名
- メス丸出し発情する剛毛熟女50人8時間（6月25日、セレブの友 CESD-398）全50名
- 空前絶後の超絶淫靡の鉄板女優 騎乗位 100名（7月1日、TEPPAN TOMN-100）全100名
- ネトラレーゼ 初美沙希 Resale004 (7月6日、タカラ映像 RNTR-004) ※再リリース品
- 女捜査官拷問調教27時間29分ベスト（7月13日、セレブの友 CESD-404）全18名
- 美少女33人の潮噴きお漏らしBEST 4時間（7月28日、宇宙企画 MDS-873）全33名
- リンパマッサージでガマンできずに綺麗なおねえさんのカラダを強引に弄りまくってたら感じてるようだったのでダメ元でお願いしたらヤラせてくれたッ！！（8月4日、LEO UMD-602）全6名
- 複数FUCK 大乱交4時間BEST 佐倉絆 波多野結衣 初美沙希 ほか（8月11日、Million MKMP-185）多数出演
- 射精直前の獣のような激しい腰振り 55発射 3（9月19日、TEPPAN TOMN-110）全55名
- 制服美少女の柔肌に食い込む荒縄...「制服緊縛BEST」（9月22日、レアル・ワークス REAL-651）全24名
- 集団美脚M男責め 4時間（9月22日、ツーベース TWO-012）全10名
- 制服美少女の柔肌に食い込む荒縄...「制服緊縛BEST」（9月22日、レアル・ワークス REAL-651）全24名
- 世界一受けたい罰ゲーム。男の潮吹きの後、一度射精させ、さらに潮吹きさせると男は快感で狂うらしい。4時間12人（9月25日、ビッグモーカル WSSR-015）全12名
- 鉄板の真髄を見よ!汗だく性交 BEST（10月1日、TEPPAN TOMN-115）全35名
- おっぱい好きの生徒が泣いて喜ぶヤリマン家庭教師の濃密セックス個人授業（10月6日、h.m.p HODV-21251）全5名
- CRYSTAL THE BEST 8時間100選 2017 秋 麻里梨夏 浅田結梨 姫川ゆうな 初美沙希 ほか（10月6日、クリスタル映像 CADV-637）多数出演
- 私立KMPエロエロ学園超豪華100タイトル8時間BEST 波木はるか 向井藍 あおいれな 初美沙希 ほか（10月13日、Million MKMP-202）多数出演
- 【チ○ポ堕ち浮気】 清楚な顔して積極的な不倫妻が恋人気分でおじさんとイチャパコ中出し! 4時間9人（10月25日、ビッグモーカル EIKI-058）全9名
- 媚縛 潜入捜査官BEST4時間30分17人（10月27日、レアル・ワークス XRW-383）全17名
- 美しい顔が絶頂に歪む表情 ハードピストン絶叫性交（11月1日、TEPPAN TOMN-118）全25名
- 喉奥を犯す巨根 撃フェラチオ（11月1日、TEPPAN TOMN-119）全35名
- REAL 喉奥凌辱イラマチオ BEST3（11月24日、レアル・ワークス REAL-657）全100名
- 絶対不動!!拘束BEST240分 佐倉絆 椎名そら 澁谷果歩 初美沙希 ほか（11月24日、レアル・ワークス REAL-658）多数出演
- このAV女優がすごい! 2017年版 オナニーのプロが選ぶ傑作AV16選（12月1日、h.m.p HODV-21264）全16名
- 鉄板女優が本気で悶絶するイッてもイッても終わらないイカセ絶頂 満面イキ顔BEST 50名（12月1日、TEPPAN TOMN-122）全50名
- 極みの企画50作 4時間BEST KAORI 天野美優 推川ゆうり 初美沙希 ほか（12月8日、Million MKMP-210）多数出演 ※50作品の総集編
- 尻 THE BEST OF IRIS Vol.2（12月19日、MARRION MMBS-003）全20名
- BAZOOKA人気シリーズ完全網羅BEST!!8時間スペシャル 上原亜衣 波多野結衣 篠田ゆう 初美沙希 ほか（12月22日、BAZOOKA MDB-841）多数出演

- 足腰ガクガク！！ ハードピストン立ちバック 100名 BEST OF BEST（1月1日、TEPPAN TOMN-125）全100名
- オマ○コを舐めあって何度も絶頂する変態女たち マン汁中毒レズビアン 4時間BEST（1月5日、OFFICE K’S DIV-243）全16名
- 馬用興奮剤を飲んだ男女が中出しぐちょぐちょ種付けSEX 5時間BEST（1月12日、うまなみ UMSO-170）全4名
- お尻大好きしょう太くんのHなイタズラ BEST VOL.1（1月18日、グローリークエスト RVG-060）全9名
- 激熱ごっくん! 特濃ザーメンを喉奥に流し込み孕ませるBEST（1月25日、ダスッ! DAZD-083）全15名
- 凄テクを我慢できれば生★中出しSEX!ベストテクニック8時間 vol.4（2月1日、ワンズファクトリー BMW-158）全8名
- 鉄板の真髄! 汗だく性交 BEST 2（2月1日、TEPPAN TOMN-130）全30名
- 本気レズしました。 人気女優6組4時間（2月2日、h.m.p HODV-21277）全10名
- ガニ股挑発ド変態オナニー100人8時間（2月25日、セレブの友 CEAD-253）全100名
- ピル飲んでも無駄無駄ァ!スーパーベスト4時間18人SP（2月25日、ビッグモーカル BDSR-335）全18名
- 潜在的に眠っているマゾ性を引き出す！ 拘束汗だく性交 2（3月1日、TEPPAN TOMN-131）全30名
- カメラを忘れるほど快感に没頭する素人娘の本気オナニー 3（3月2日、OFFICE K’S TDSU-121）全15名
- マ○コに入れた愛液まみれのチ○ポをしゃぶらせハメる‘プッシートゥマウス’！PTM～Pussy To Mouth～BEST（3月13日、MOODYZ MIZD-051）全53名
- 超殿堂! スーパーアイドル スーパーコンプリート 8時間 20人（4月13日、Million MKMP-222）全20名
- パンチラ好きのあなたがフルボッキで思わずシコシコしてしまう！パンモロ挑発＆パンティをずらしてま○こくぱぁ！（4月27日、おかず。 OKAX-371）全26名
- イカセ拷問 姦犯 大股開きで絶叫悶絶しまくり！（4月27日、レアル・ワークス XRW-471）全7名
- いやらしくヌメり美しく光る肌 巨乳美女33人のローション・オイルプレイ 4時間（4月27日、BAZOOKA MDB-888）全33名
- 拘束！！緊縛！！中出し！！可憐な美少女を絶望に突き落とす鬼畜の所業BEST4時間（4月27日、宇宙企画 MDS-880）全40名
- 全速力で快感に溺れる オナニーBEST 30名（5月1日、TEPPAN TOMN-140）全30名
- 即ハメ!! 何度イッても終わらないノンストップ快楽SEX8枚組ベスト（5月13日、セレブの友 CESD-572）全8名
- 正義の女が極悪男に嬲られ逝き堕ちる!! 壮絶死闘と屈辱淫刑の哀泣昇天物語 The Baby Entertainment GOLD BEST 柳田やよい 琥珀うた 風間ゆみ 初美沙希 ほか（6月7日、BabyEntertainment DBEB-088）多数出演
- 性感帯が2つあるなら2穴とも玩具でイカせよう。（6月19日、MVG MVBD-162）全39名
- 純粋無垢な美少女の高画質完全主観フェラチオ 30人360分（7月13日、無垢 MUCD-195）全30名
- メガネ女子まとめ8時間 ニッポン全国メガネフェチ男子に捧ぐ（7月19日、ROOKIE RBB-110）全38名
- チ○ポに興味津々な お年頃女子校生8名（8月27日、マーキュリー AIME-003）全8名
- e-kiss THE BEST 8 8時間100選!! 朔葉あすか きみと歩実 姫川ゆうな 初美沙希 ほか（9月7日、クリスタル映像 CADV-682）多数出演
- 親父の後妻 羽月希 初美沙希 新山かえで（9月28日、新世紀文藝社 NCAC-088）全3名
- 緊縛媚薬レイプ 闇に潜む鬼たち 4時間 17人の犠牲者（10月19日、バミューダ PHD-005）全17名
- 美人だらけの顔面騎乗スペシャル!! 5時間（10月19日、OFFICE K’S DMOW-186）全17名
- レズれ! 潮吹きレズセックス厳選ベスト5時間 オンナ同士の絶頂・大量スプラッシュお見せします!（10月19日、レズれ! LZBS-039）全27名
- マゾ女限界アクメ 快楽の為に全ての穴を捧げる変態女10人4時間（10月25日、AVS collector’s SVS-059）全10名
- 肉便器公衆便所女 4時間汚物まみれ 佐々波綾 星奈あい 滝本エレナ 初美沙希 ほか（10月26日、レアル・ワークス REAL-683）多数出演
- レズれ! 双頭ディルドレズセックス厳選ベスト5時間 膣中突き合いと「あなたのイキ顔で…」さらに高まるオンナ達の絶頂オーガズムお見せします!（11月19日、レズれ! LZBS-040）全40名
- h.m.p DORAMA 3周年記念 AVユーザーが選んだベスト名作セックス22連発!!（12月25日、h.m.p HOMA-053）全25名

- メガネ女子 清楚な瞳の奥にある淫らな本性（1月11日、h.m.p HODV-21347）全11名
- 中出し寸前の一番気持ちいい生ピストン82連発（1月13日、アリスJAPAN DVAJ-372）全50名
- MAXING美熟女特選 4時間（1月16日、MAXING MXSPS-602）全14名
- いけない…そうわかっていながらも近親相姦の快楽に身を委ねる淫らな若妻たち 義息子の肉棒や義父の子種が膣内を満たす禁断の家族姦SEX 8時間50人（1月19日、エンペラー EMRD-118）全50名
- これが日本の真心!! 全身を使ってもてなしてくれる美女だらけのご奉仕BEST 4時間（2月8日、BAZOOKA MDB-998）全45名
- レズれ! イッても終わらない…絶頂直後も続くイカセ責め厳選ベスト5時間 オンナ×オンナの連続オーガズムお見せします!（3月19日、レズれ! LZBS-044）全31名
- 豪華絢爛 BAZOOKAを彩ったレジェンド女優30人 4時間（3月22日、BAZOOKA MDBK-010）全30名
- マドンナ歴代の超大作がここに集結-。 美熟女オールスター夢の大共演BEST8時間 牧原れい子 艶堂しほり 澤村レイコ 初美沙希 ほか（3月25日、マドンナ JUSD-822）多数出演
- 発射直前の口内射精凌辱フェラチオ57連発4時間（4月7日、アタッカーズ ATKD-278）全57名
- 魅惑のセクシーランジェリー 恥ずかしいけどこんな姿の私を見て。あなたとセックスしたいから。似合う？興奮してくれる？…ねぇ、抱いて。（7月5日、h.m.p HODV-21396）全10名
- 痴女 ザーメン搾り取りSEX 私に全部出しなさい!!（8月2日、h.m.p HODV-21405）全16名
- じっくり高める手コキでもてなす完全勃起ともの凄い射精の回春旅館 全作品収録16時間BEST（8月13日、Fitch JFB-181）全22名
- ドスケベ水着に着替えた美少女コスプレイヤー PREMIUM BEST 2枚組8時間（9月27日、トータル・メディア・エージェンシー 27ID-037）全20名

- 中年おやじのケダモノFUCKでイキまくる女たち（2月7日、h.m.p HODV-21452）全10名
- 団塊世代に抱かれて…（2月16日、MAXING MXSPS-640）全9名
- おじさん だ～いすき！！ いっぱいSEXしよっ◆ 480分10人（3月6日、h.m.p HODV-21461）全10名
- 『無垢』特選 神乳 神のごとき敏感なEカップ以上の美巨乳 4時間（3月13日、無垢 MUCD-219）全10名
- 絶頂と同時にアナルがヒクつくびしょ濡れデカ尻ファック12時間BEST（3月13日、Fitch JFB-207）全8名
- 温泉湯上り美女 ほてった身体とアソコで、ラブラブセックス三昧（4月3日、h.m.p HODV-21471）全9名
- クリスタル映像35周年記念 お貸しします 8時間スペシャル（4月17日、クリスタル映像 CADV-761）全20名
- 緊縛美少女ねっとり快楽漬け調教（5月15日、レアル・ワークス XRW-876）全6名
- 嫌だと言えないノンケの女性客と美人レズマッサージ師 温泉レズ4時間まったりスペシャル（8月1日、OFFICE K’S DKSB-069）全7名
- 濃厚接吻スペシャル・12人の卑猥なレズビアン達（8月27日、ヒビノ HAVD-999）全12名
- 極上million共演作4時間BEST!! KMPの作り出した極楽浄土（8月28日、Million MKMP-349）全44名
- お姉さんのスーツTHE下半身タイガースBEST5時間（9月7日、下半身タイガース KTSG-006）全4名
- million 緊縛令嬢 COMPLETE BEST 8時間 快楽絶頂の渦に飲まれていく令嬢たち（9月25日、Million MKMP-354）全25名
- クリスタル映像35周年記念 スク水H* 30人8時間スペシャル（9月25日、クリスタル映像 CADV-783）全30名
- M男に強●飲尿！小便顔面騎乗スペシャル（10月1日、OFFICE K’S DKSB-083）全31名
- 原宿メンヘラ嬢 1 かまってちゃん達の淫らな性活（12月10日、プラム SO-032）全5名
- 純粋無垢な美少女のフェラチオと口内射精 6時間（12月13日、無垢 MUCD-238）全26名

- CFNM 女着衣×男全裸 僕のおち○ぽ見て下さい ベストコレクション 18名5時間（1月1日、OFFICE K’S DKSB-087）全18名
- 無理矢理されたい犯して欲しい…本当は淫れたい女たちのドスケベ本性曝け出しSEX16時間100人（1月13日、セレブの友 CEAD-328）全100名
- 僕を射精に導くためならお姉さんたちはオナニーを見せつけることさえ厭わないようだ（2月25日、アロマ企画 ARM-955）全11名
- レズれ! 潮吹きレズセックス厳選ベスト5時間 3 最高クラス美女だらけのイキ痙攣・豪快スプラッシュ（3月19日、レズれ! LZBS-069）全27名
- 甘い同棲生活 8人4時間（3月25日、クリスタル映像 CADV-805）全8名
- クレイジープッシーハイパーアクメ～丸見え拘束強●絶頂拷問～（5月7日、BabyEntertainment DONN-007）全20名
- 制服美少女スレイブ倶楽部 5 親には絶対言えないオジさん好きの被虐中毒（8月19日、シネマジック CMA-107）全8名
- 人妻NTRドラマ傑作選 8時間 美人妻たちの寝取り・寝取られ・快楽堕ち（9月3日、h.m.p HODV-21609）全12名
- 半外半中リアルガチ中出し35連発5時間（10月12日、アリスJAPAN DVAJ-539）全35名
- 着衣姦 vol.1（10月21日、グローリークエスト YVG-034）全15名
- ヘアーヌード～10人の巨乳セクシー女優～（11月26日、スパークビジョン BTHA-072B）全10名
- h.m.p 平成女神伝説 2（12月3日、h.m.p HODV-21636）全10名

- 美女レズビアン乱交 性豪ビアンのイカセ合い 同時多発絶頂に圧倒される厳選ベスト5時間（1月25日、レズれ! LZBS-079）全39名

### アダルトVR
- 僕だけの初美沙希 朝はねっとりフェラチオで目覚めさせてくれる 男優ver（2016年4月22日、One Shot Lighter）
- 僕だけの初美沙希 朝はねっとりフェラチオで目覚めさせてくれる（2016年4月22日、One Shot Lighter）
- 僕だけの初美沙希（にゃーちゃん編）猫目線だから沙希ちゃんのスカートの中が丸見え！そして旦那がいない間に沙希ちゃんはオナニーをはじめる（2016年4月22日、One Shot Lighter）
- 僕だけの初美沙希 騎乗位で子作りおねだり（2016年4月23日、One Shot Lighter）
- 僕だけの初美沙希 騎乗位で子作りおねだり 男優ver（2016年4月26日、One Shot Lighter）

### 一般ビデオ
- 24時間かすみレディオ2013 DVD-BOX かすみ果穂 初美沙希 ほか (2013年1月16日、ポニーキャニオン) 多数出演

### イメージビデオ
- 悪戯しちゃうぞ!! しずく（2010年9月24日、GONTA HEND-5）
- M調教女子校生 しずく（2010年10月24日、GONTA HEND-006）
- つるるんベイベー しずく（2011年1月14日、心交社 EVDV-54316）
- Chemical Pictures 戸田沙希（2011年11月30日、イー・マーケティング SIDD-15）※「戸田沙希」名義
- エロキュート 初美沙希（2015年7月30日、オルスタックソフト ECR-0081）
- さきっぽから始まる恋。 初美沙希（2015年10月30日、グラッソ SBVD-0300）
- Saki ヒミツのさきっぽ 初美沙希（2016年1月14日、REbecca REBD-149）
- ヘアーヌード〜無●正・セクシー女優・Fカップ〜 初美沙希（2016年3月26日、スパークビジョン BTHA-001）
- エロキュート 2 初美沙希（2016年7月29日、オルスタックソフト ECR-0093）
- 綺麗なハダカ 初美沙希（2016年11月23日、Natural ＆ Beauty NABE-6）
- Saki 2 ラストイメージ 初美沙希（2017年3月16日、REbecca REBD-222）

### アダルトビデオ（無修正）
しずく 名義
- ぷっくりパイパン しずく（2013年8月31日、一本道）
- これぞ究極の黒髪美少女 しずく（2013年9月21日、一本道）
- スカイエンジェル 133 パート 1 しずく（2014年7月1日、カリビアンコム）
- スカイエンジェル 133 パート 2 しずく（2014年9月3日、カリビアンコム）

### アダルト配信
2010年
- HimeMix 出張！お宅訪問記 No.050 MEGUMI（4月1日、HimeMix）
- Tokyo247 No.283 ひなこ 19歳 コーヒーショップ店員（6月10日、Tokyo247）
- S-Cute 7th No.47 SHIZUKU（19歳）（6月18日、S-Cute）
- S-Cute 7th No.62 SHIZUKU（19歳）（8月27日、S-Cute）
- S-Cute Short No.361 SHIZUKU（19歳）（9月15日、S-Cute）

2011年
- Hinako（1月15日、Tokyo247）
- LOVEPOP 初美沙希（7月9日、LOVEPOP）
- 静花（19）（7月10日、Real Shodo）
- しずく（20）（9月30日、乙女日和）
- HimeMix No.459 KANAKO（12月20日、HimeMix）

2012年
- Real File No.398 初美さき 22歳（6月15日、Real File）
- 恋する花嫁 江夏裕加（24）（7月4日、恋する花嫁）
- kawaii*ぱんぴぃ ゆうこ（21）（10月12日、kawaii*ぱんぴぃ）
- Perfect-G No.394 さき 21歳（10月17日、Perfect-G）
- 恋する花嫁 江夏裕加 2（24）（12月6日、恋する花嫁）

2013年
- 一人暮らしGALお宅訪問 初美沙希（2月18日、GOT）
- Tokyo247 No.448 初美沙希 21歳（5月31日、Tokyo247）

2014年
- すっごくカラダのE子ちゃん MAKI（22）（3月11日、すっごくカラダのE子ちゃん）
- KAKUJITSU 沙希（23）（5月3日、KAKUJITSU）
- 舞ワイフ No.524 中村真弓 26歳（6月4日、舞ワイフ）
- Tokyo247 No.501 初美沙希 22歳（6月6日、Tokyo247）
- HimeMix No.637 KANAKO（6月14日、HimeMix）
- ボクとカノジョ。 さき（18）（7月21日、ボクとカノジョ。）

2015年
- P-WIFE さき（24）（1月14日、P-WIFE）
- さき 2（4月17日、Tokyo247）
- 盗撮エステ勝手に配信中 さき（24）（6月24日、盗撮エステ勝手に配信中）
- ウルトラの膣 さき（6月28日、ウルトラの膣）
- ザ・ガマン さき（24）（7月7日、ザ・ガマン）
- 人気AV女優が闇夜にシコシコ（3）完全版～初美沙希篇 初美沙希 桜咲ひな（8月2日、パラダイステレビ）
- STREET ANGELS みさ（21）（8月3日、STREET ANGELS）
- かわいい看護学生を性感マッサージでとことんイカせてみた 初美沙希 涼南佳奈 ほか（8月23日、パラダイステレビ）

2016年
- STREET ANGELS みさ（23）（3月24日、STREET ANGELS）
- 初見（4月20日、北池袋盗撮倶楽部）
- さき 2（7月15日、ボクとカノジョ。）
- 街頭シ●ウトナンパ「あなたの陰毛見せて下さい」（4）～ノリでSEXもお願い（8月21日、パラダイステレビ）全10名

2017年
- さき（9月18日、LadyHunter）
- 素人ホイホイ さき（27）（11月29日、素人ホイホイ）
- 沙希（11月30日、鉄人2号さん）
- さき 2（12月19日、LadyHunter）
- 沙希 2（12月25日、鉄人2号さん）

2018年
- 沙希（4月20日、北池袋盗撮倶楽部）
- 沙希 3（4月20日、鉄人2号さん）
- さき 3（5月23日、LadyHunter）
- 沙希 4（7月5日、鉄人2号さん）
- 沙希 5（8月17日、鉄人2号さん）

2019年
- HimeMix No.939 KANAKO（1月17日、HimeMix）
- さき（4月12日、嗚呼、素人）
- 沙希さん（4月26日、嗚呼、素人）

2021年
- 初美沙希が童貞の自宅を突撃訪問して悶絶筆おろしSEX（1月1日、パラダイステレビ）
- さきみん（3月12日、人妻空蝉橋）

2024年
- ペロン・ゲリオン サキ（10月27日、ペロン・ゲリオン）

2025年
- さきさん（5月24日、ペロン・ゲリオン）

### 雑誌 CD情報 その他
しずく 名義
2011年
- DVD Dream（ドリーム）2011年5月号（雑誌）（4月8日、三和出版）※藤井静香名義
- 『LOVE☆LIMIT〜卒業までのカウントダウン〜』 (4月27日(水)、ユニバーサルミュージック/IMS) Debut Single 発売

　　Artist : OFA☆21(One For All Twenty-One)、  収録曲 : 01.LOVE☆LIMIT 〜卒業までのカウントダウン〜 02.Happy☆Start 〜ダ・イ・ス・キなアナタ〜
初美沙希 名義
2014年
- 絶対に下着がみえない撫で方の研究と考察（DVD）（6月24日、ポニーキャニオン）

## 出演

### テレビ
- ジョージ・ポットマンの平成史 The 21st chapter（テレビ東京、2012年3月3日）モデル役でゲスト出演
- おとなの子守唄（サンテレビ、2013年4月19日・26日）「夜の診察室」コーナーゲスト出演
- 24時間かすみレディオ2013（2013年9月28日 、エンタ!959）
- 徳井義実のチャックおろさせて〜や クリスマスの催し（2013年12月21日0時 - 2時、BSスカパー!）
- ビートたけしの親切な人が5千万円貸してくれないかTV （2013年12月27日、TBS）
- 徳井義実のチャックおろさせて〜や 1周年の催し（2014年3月29日0時 - 2時、BSスカパー!）
- FNS27時間テレビ（2014年7月26 - 27日、フジテレビ）
  - さんま・中居の今夜も眠れないの「絶対にハニートラップをかけないセクシー女優さんの携帯番号をゲットしよー!」コーナー（27日1時30分 - ）
- 24時間テレビ エロは地球を救う（2014年8月30日 - 31日、BSスカパー!他）- メインMC
- 魚拓と成瀬のツキとスッポンぽん #5,#6（2014年10月5日・12日、パチ・スロ サイトセブンTV）
- 徳井義実のチャックおろさせて〜やZ 秋の収穫祭（2014年11月8日0時-2時、BSスカパー!）
- 速報!バトル☆メン（FIGHTING TV サムライ、2015年2月6日）
- 第6回徳井義実のチャックおろさせて〜や（2015年3月27日、BSスカパー!）
- 速報!バトル☆メン（FIGHTING TV サムライ、2015年9月12日、2019年11月30日[22]）
- 第1回セクシー女優ダラケ!のスカパー!水泳大会（2015年8月22日、BSスカパー!）
- 男のザップ 生イキ! ジャンポケクルーズ（BSスカパー、2016年4月21日）
- 日米プロレス・格闘技    夏の陣迫るUFC＆新日本プロレス    徹底解剖 （BSスカパー、2016年7月11日）

### ラジオ
- 真夜中のハーリー&レイス（ラジオ日本）2014年7月15日　※女だらけの新日本プロレスG1優勝予想大会[23][24]

### web配信
- 紅音ほたると一緒に飲もうよ!（あっ!とおどろく放送局、2011年4月20日）
- 今夜はみんなでOne for All（あっ!とおどろく放送局、2011年7月23日、8月27日）
- Marks group×Lotus group PresentsオールスターAV女優ここに集結！エロ汁ブシャームラムラ祭り（2014年5月30日、ニコニコ生放送）
- 裏ではリアル脱衣麻雀SP!!〜本戦のみんなガンバってね！！〜（2016年6月18日、AbemaTV）– 見守りセクシー女優[25]
- SUPER J-CUP 2016　優勝予想大アンケート（2016年8月6日、SUPER J-CUP 2016公式サイト）[26]
- トイズハートプレゼンツ「ハートの部屋」（2017年4月20日、ニコニコ生放送 オトコのカラダチャンネル）[27]、第5回：初美沙希[28]

### オリジナルビデオ
- 上司の妻を寝取り自分の妻を寝取らせて愉しむ鬼畜夫婦（2013年11月3日、NAKED FILM、監督：ドラゴン西川）[29]
- 恵理の看護日誌 あの誓った言葉に嘘は付けない…（2014年5月3日、アースゲート、監督：藩平太郎） - 主演・恵理 役 [30]
- うちの妻にかぎって… 「も、もっとキスしたい…」消えそうな程か細い声でそう言うと、僕の妻は他の男にカラダを許した（2014年7月25日、ビッグモーカル、監督：豆沢豆太郎）- 主演 [31]
- うちの妻にかぎって… 「も、もっとキスしたぃ…」消えそうな程か細い声でそう言うと、僕の妻は他の男にカラダを許した4時間BEST 初美沙希 羽月希 高梨あゆみ 水原さな（2015年5月25日、ビッグモーカル、監督：豆沢豆太郎）※4話のオムニバス作品
- 午後の奥様 初めてのアロママッサージ（2015年11月4日、ウエスト、監督：山上カヲル）- 主演・松井由美 役 [32]
- 飼い猫（2016年4月2日、ウエスト、監督：金田敬）- 主演:倉持由香 - 明美 役 [33]
- 闘牌の天使（2016年10月7日、監督：奥渉） - 主演・小山玲 役 [34]
- やりすぎる先生 初美沙希（2016年、?、監督：麒麟）- 主演 [35]
- 午後の奥様 快感DELUXE かすみ果穂 つぼみ 初美沙希（2017年2月3日、ウエスト、監督：蒲原生人 山上カヲル）※3話のオムニバス作品 [36]
- 最高のデート 至高のSEX 初美沙希（2017年、?、監督：嵐山みちる）- 主演 [37]
- 美人姉妹 誘惑・調教（2018年、?、監督：朝霧浄）- 主演 [38]
- 義弟との情事（2020年、?、監督：増淵垣斗）- 主演 [39]
- 繰り返される恥辱（2021年、?、監督：カトウカヲル）- 主演 [40]
- 中年オヤジと美女（2021年、?、監督：?）- 主演 [41]
- 忘れえぬ身体（2022年、?、監督：貞邪我）- 主演 [42]
- 世にもエロスな物語 32（2023年、?、監督：貞邪我）- 主演 共演:通野美帆 [43]
- 禁断のオフィス情事（2023年、?、監督：?）[44]

### ゲーム
- 龍が如く0 誓いの場所（2015年3月12日、セガ）

### パチンコ
- CRジューシーハニー2（2018年7月23日、サンセイアールアンドディ）[45]
- PジューシーハニーH（ハーレム）（2023年5月、サンセイアールアンドディ）

### イベント
- ブシモPresents G1 CLIMAX 23（2013年8月11日、両国国技館） - 裕二郎ガールズ
- 初美沙希引退イベント「初美沙希の明日から素人宣言! ～ぽ部長引退ラストイベント～」（2017年4月29日、新宿ロフトプラスワン）[46]
- さきっぽとたまちゃん ～初美沙希と姫乃たま 初春の2人会（2020年1月22日、新宿ネイキッドロフト）[47]
- 佐倉絆のう・た・げ♡（2023年9月3日、レフカダ新宿）[48]

### 音楽イベント
- LADY MADONNA vol.4（2017年2月28日、青山RiZM）[49]

## 書籍

### 写真集
- SAKIPPO（2013年7月9日、双葉社、撮影：木村晴）ISBN 978-4575305463
- 初めての君は、美しい（2015年9月25日、彩文館出版、撮影：14y.Muramitsu）ISBN 978-4775605684[50]
- ぽぽぽ（2016年9月21日、徳間書店、撮影：篠原潔）ISBN 978-4198642518
- さよならの、代わりに・・・（2017年4月5日、双葉社、撮影：LUCKMAN/樂滿直城）ISBN 978-4575312447
- DVD付)ヘアーヌード写真集 初美沙希 椎名そら 神咲詩織 ほか（2017年4月26日、アッパーイースト）ISBN 9784865520392 全16名

### デジタル写真集
- ヘアーヌード〜無●正・セクシー女優・Fカップ〜初美沙希（2019年8月21日、スパークビジョン、撮影：オーディ）
- LOVEPOP デラックス 初美沙希 001（2020年11月25日、ピンク倶楽部）
- LOVEPOP デラックス 初美沙希 002（2020年11月25日、ピンク倶楽部）
- LOVEPOP デラックス 初美沙希 003（2020年12月1日、ピンク倶楽部）
- LOVEPOP デラックス 初美沙希 004（2020年12月1日、ピンク倶楽部）
- LOVEPOP デラックス 初美沙希 005（2020年12月1日、ピンク倶楽部）
- DokkiriQueen 初美沙希（2022年11月15日、シーガル）

### モデル
- スーパー・ポーズブック ヌード よくある日常のポーズ編（2014年9月18日、コスミック出版）ISBN 9784774791159
- スーパー・ポーズブック ヌード 基本のポーズ編（2014年10月17日、コスミック出版）ISBN 9784774791166
- スーパー・ポーズブック Special編 2 波多野結衣 古川いおり めぐり 初美沙希 ほか（2016年8月23日、コスミック出版）ISBN 9784774791340 全10名

### トレーディングカード
- ジューシーハニーVOL.31 初美沙希＆松岡ちな＆天使もえ（2015年7月25日、株式会社ミント）
- ジューシーハニーVOL.34 初美沙希＆小島みなみ＆彩乃なな（2016年6月26日、株式会社ミント）

## インタビュー
- 【独占動画コメントあり！】AV卒業間近!!初美沙希ちゃんの生メッセージを心に刻め！さきっぽがAV人生を振り返る「トイズハートプレゼンツ『ハートの部屋（仮）』」レポート!!(2017年4月24日、デラべっぴんＲ)[51]
- 初美沙希ちゃん「ハートの部屋(仮)」でラストニコ生トーク＜麻雅庵のセクシーアイドル覗きアナ＞(2017年4月27日、東スポ　裏通りＷＥＢ)[52]